# Землино
Землино́ (быв. село Землинское, пустоша Землина, сельцо Землино, Земнина́; Землино́ Смирно́ва) — деревня в Московской области России. Расположена на 88-м км автодороги М1 «Беларусь» (Минское шоссе). С 2017 г. входит в состав Рузского городского округа. С 2005 по 2017 гг входила в состав муниципального образования «Сельское поселение Дороховское» Рузского района.
Население — 32 чел. (2010).

## Физико-географическая характеристика

### Географическое положение
| С-З | Лыщиково ~ 5.3 км Гомнино ~ 4.54 км    | Алексино ~ 2.86 км Старо ~ 5.24 км | Берёзкино ~ 2.55 км Шелковка ~ 2.9 км Дорохово ~ 4 км Москва ~ 85,6 км | С-В |
| З   | Захарьино ~ 7,1 км                     | Роза ветров                        | Дорохово (юг) ~ 4,35 км Контемирово ~ 3,35 км                          | В   |
| Ю-З | Петрищево ~ 3,75 км Модёново ~ 5.05 км | Новомихайловское ~ 8,05 км         | Грибцово ~ 2.54 км                                                     | Ю-В |

Деревня расположена на территории Рузского городского округа (с 2017) в юго-западной части Рузского района, в 88 км от Москвы (по километражу Минского ш.), в 85,6 км от нулевого километра (в Москве), в 89 км от Москвы (по километражу Можайского ш., трассы А100). Землино расположено на реке Зуевка (приток Таруссы). Вдоль реки выражена неглубокая долина. Она простирается от Шелковки до СНТ «Ольха». До 2013 г. самыми низкими участками в окрестностях Землина являлись лесные воро́нки времён ВОВ. Одна из таких воронок расположена в еловом лесу рядом с бывшим пионерским лагерем «Чайка» (существовал до 1980-х годов). Самое высокое место — 205 м над уровнем моря, расположено южнее деревни Землино, в лесном массиве рядом с Лесной ул. СНТ «Дворики». С запада деревня граничит с совхозным полем, принадлежавшим в советские годы подсобному хозяйству «Дворики» под сельскохозяйственное назначение. На севере от населённого пункта расположились дачные участки. В частности — СНТ «Партизанская» и новые участки в Смирновском поле, вошедшие в состав Землино в 2010-е годы. Восточная граница ранее проходила по Смирновским прудам (Барским прудам) и парку усадьбы Шелковка. В настоящее время граница проходит по Восточной улице посёлка Новое Землино Для окрестностей Землина характерен равнинный характер рельефа. Однако рельеф деревни имеет свои особенности: в центральной части — заболоченный участки правых притоков р. Зуевки и Партизанского р., резко переходящий рельеф долины Зуевки).
По состоянию на 2024 г. Землино — населённый пункт, объединивший в себе историческую территорию деревни Землино (Старое Землино), территорию бывшего усадебного яблоневого сада (Новое Землино) и территорию бывших дачных участков по улице Зуевка (квартал Зуевка).

### Геолого-геоморфологическое строение
Землино расположено в пределах Можайско-Волоколамской моренной возвышенности (в составе Смоленско-Московской возвышенности); на территории Московской синеклизы. Землино расположено на стыке каширского горизонта нижнего подъяруса московского яруса среднего отдела каменноугольной системы (южная и центральная часть Землина) и оксфордско-киммериджского яруса верхнего отдела юрской системы (северная часть; Смирновское поле и севернее). Каширский горизонт представлен известняками, доломитами, глинами и мергелями (44—78 м), оксфордско- киммериджский ярус — глинами (до 30 м).
Почвы — дерново-подзолистые слабоглееватые. В атласе Московской области (1976 г.) окрестности Землина расположена в пределах территории с дерново-среднеподзолистыми почвами. Западнее, по берегам Северного р. и р. Таруссы представлены болотные низинные торфянисто- и торфяно-глеевые почвы. По восточной границе, в долине р. Зуевки представлены дерново-глееватые почвы.

### Гидрография
Деревня Землино стоит на берегу р. Зуевки. Восточнее от границ деревни расположен природный комплекс Барских прудов (Смирновских прудов), расположенных на территории бывшей усадьбы (самоназвание — усадьба Шелковка). Большой (Смирновский) Барский пруд был вырыт в 1880-1890-е годы; Малый (Смирновский) Барский пруд (Разлив Зуевки) — результат сооружения плотины и водосброса на Зуевке около Молодёжной ул. Землина. Также около деревни протекают Северный р. (небольшой водоотводный канал от р. Елицы на севере до Зуёвки, проходящий по территориям СНТ «Ополье», «Мечта», «Кибер» и «Дворики»), Садовый р. (западнее Землина; исток около СНТ «Дворики»; впадает в Зуёвку около очистных сооружений ДО «Мирный» (около СНТ «Ольха»). Используется как дренажный канал и водосброс с очистных сооружений), Старый Землинский р. (отделяет участки на улице Зуёвка от центральной части деревни; остатки практически пересохших болот). Южнее Землино расположен Сахарный пруд (в обиходе местных жителей встречается название «Пионерский» по лагерю, «Занинский» - в честь Александра Занина, руководителя подсобным хозяйством при лагере "Чайка" в 1950-1960 гг. (нынешнее фермерское хозяйство "Дворики") и в последнее время «Коровий» и «Зелёный» у рыбаков). Находится на территории бывшего п/л «Чайка». Вырыт в советские годы пионерами, за что и получил первое название. Второе название дано жителями деревни в честь Краснопресненского сахарорафинадного завода имени Мантулина, который имел на балансе п/л «Чайка». Другой Пионерский пруд — водоём на северной границе СНТ «Дворики», в долине Зуевки. Функционировал во 2-й пол. XX в. как пожарный пруд. В настоящее время пруд сильно зарос и заболочен. На юге деревни протекает река Зуевка, а также простирается болото Лосиное. Южнее территории бывшего п/л «Чайка» существует болото Лужа Грязи и пересыхающий приток Садового ручья — Грязь. Ежегодно в весенний период уровень Лужи Грязи поднимается, что вызывает затопление помещений и складов подсобного хозяйства «Дворики».

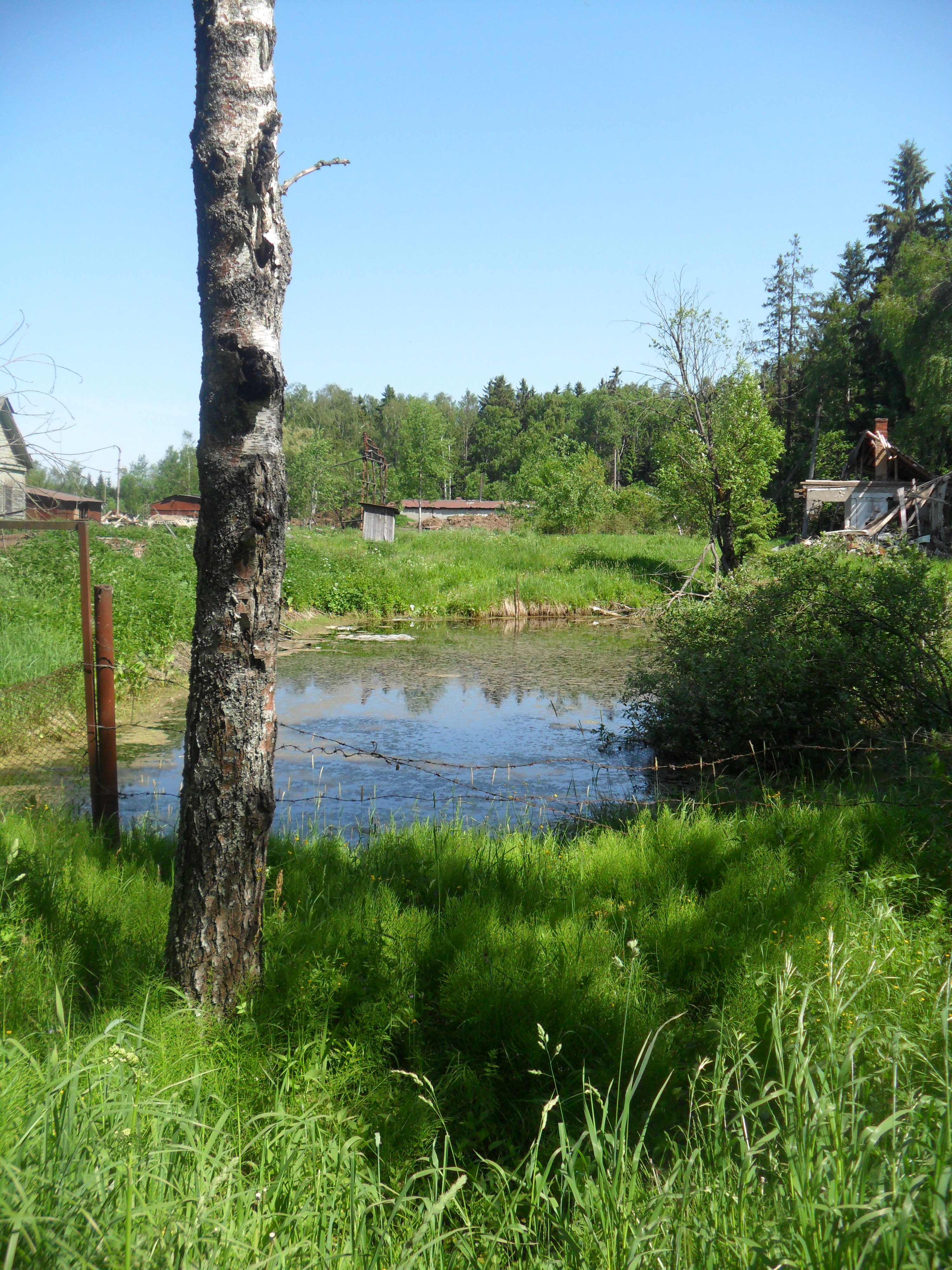
Фермерский пруд
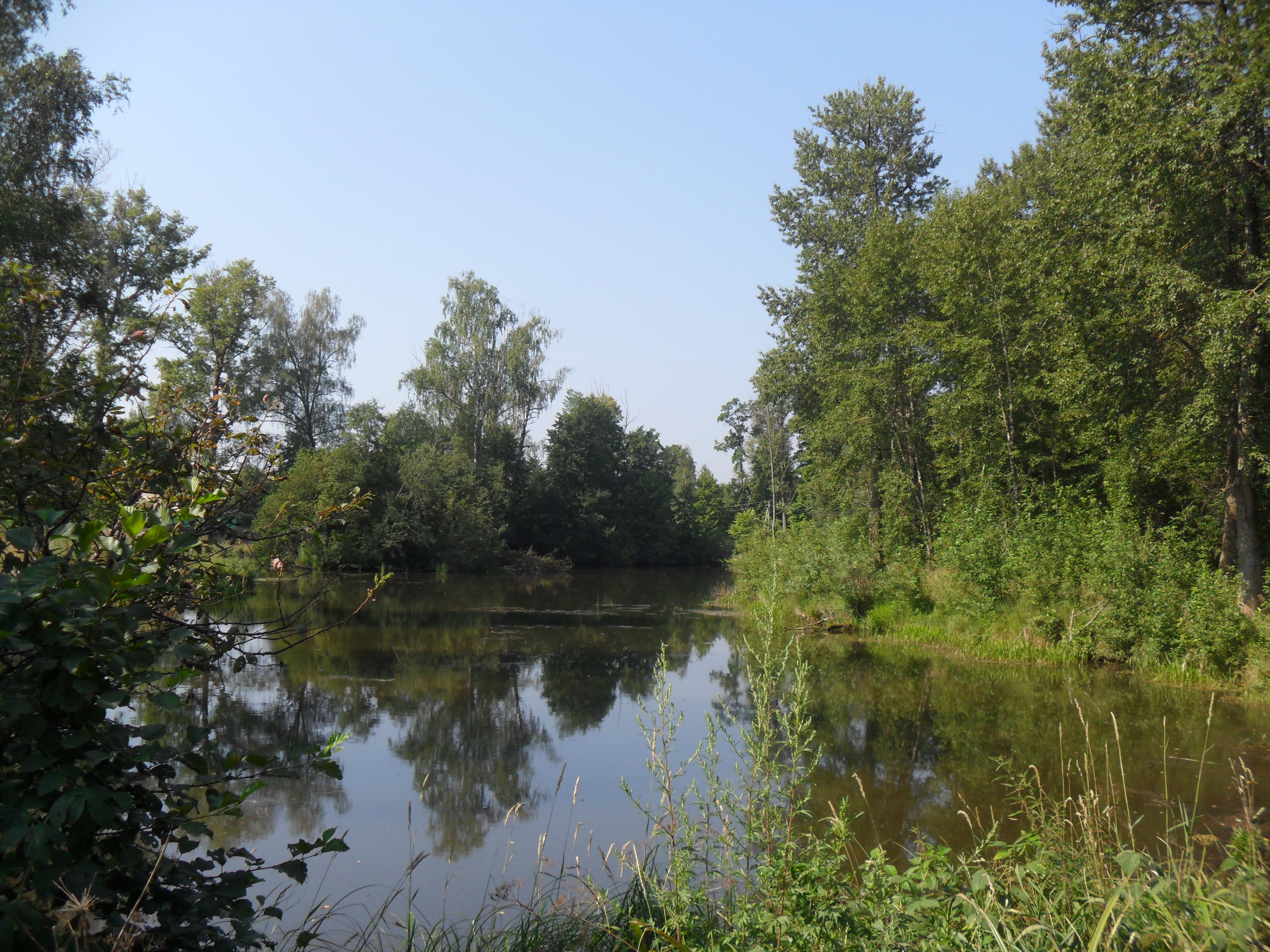
Смирновский пруд
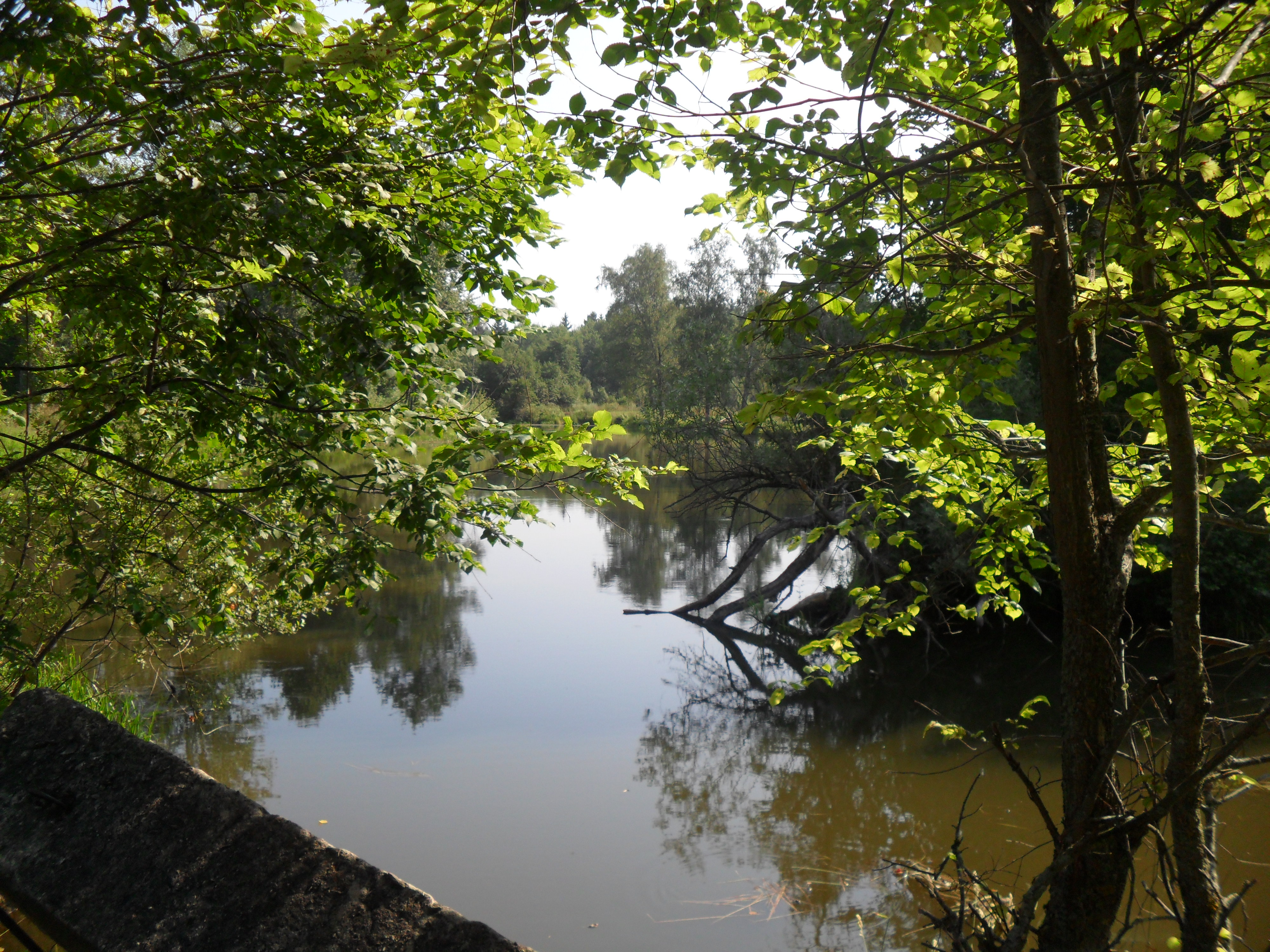
Смирновский пруд
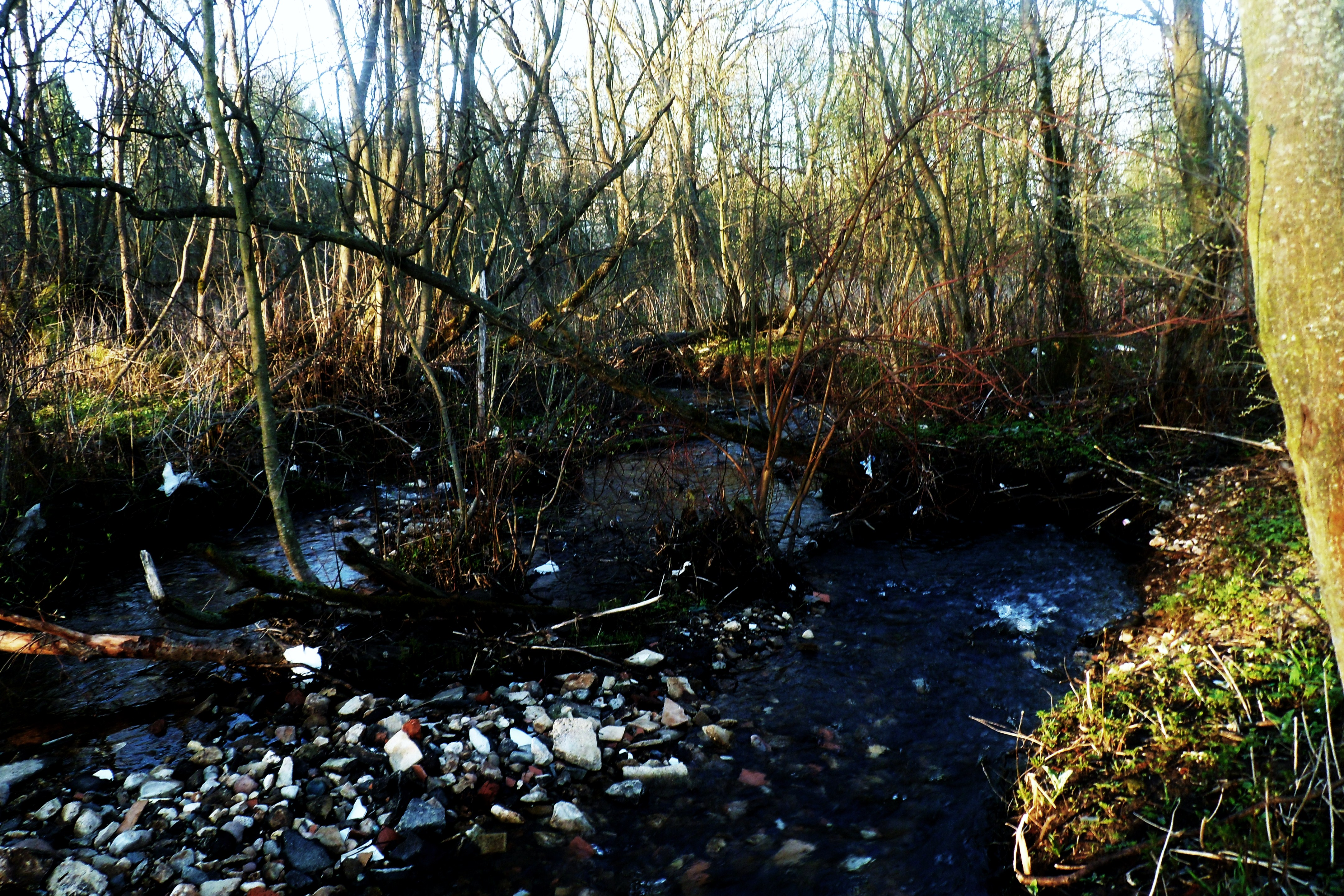
Речка Зуёвка

### Климат
Расчёты и данные метеорологической станции Можайска и станций Москвы
Климат умеренно континентальный. Ярко выражены все времена года. Средняя температура января −6 °C (днём) и −12 °C (ночью) (средний — −10 °C), июля +23 °C (днём) и +13 °C (ночью) (средний — +17 °C). Осадки — 600 мм в год. Среднегодовое количество солнечных дней — 56 суток. Период с положительной среднесуточной температурой воздуха составляет чуть более 200 дней. Средняя продолжительность периода с отрицательной среднесуточной температурой около 150 дней. Средние значения влажности воздуха: минимальные — 63 % (май) и 84 % (декабрь). Зимой высота снежного покрова в среднем достигает уровня в 35 см.

### Растительность
Для местности характерны смешанные мелколиственные и мелколиственно-хвойные леса. Луга встречаются как необработанные, так и используемые под пашню (поле между Позуевским лесом и пл. Партизанская принадлежит подсобному хозяйству «Дворики». С 2011 г. не обрабатывается. Используется под выпас крупного рогатого скота).
Основными представителями растительного мира лугов и полей являются злаки (ежа, пырей, тимофеевка и пр.) и некоторые цветковые (осока, ромашки, погремки, клевер, колокольчики, лютик, васильки и пр.), характерные для средней полосы с умеренным климатом. Леса в окрестностях Землина разнообразны. Основные древесные породы — дуб, липа; хвойные (ель обыкновенная, пихта, сосна обыкновенная); примесь в коренных лесах: берёзы бородавчатая и пушистая, ольха серая, осина, на территориях с переувлажнёнными почвами (долина Зуёвки и её притоков, Позуевский лес) — ольха чёрная, черёмуха обыкновенная и ива козья. На территориях парков усадьбы Шелковка и быв. п/л «Чайка» в XX в. были высажены тополя.
В смешанных лесах в окрестностях Землина произрастают майник, кислица, грушанки, сныть, копытень, зеленчук, вороний глаз, осока волосистая, папоротники, а также охраняемые виды растений (ландыш). Купена, водосбор обыкновенный встречаются на некоторых приусадебных участках в Землине и дачных посёлках. В окрестностях населённого пункта произрастают растения из Красной книги Московской области: шалфей клейкий, живокость высокая, ветреница дубравная. Живокость именуется также дельфиниум (лат. Delphínium elátum); произрастает во многих садах как декоративное растение, культивируемое в цветниках.
Отдельные территории в окрестностях дер. Землино поражены борщевиком Сосновского.

### Животный мир
Представители орнитофауны окрестностей Землино совпадают с орнитофауной средней полосы России. В больших количествах встречаются дрозды, соловьи, сороки, галки и вороны. Также в лесах обитают кукушки, дятлы, зяблики. В лесах окрестностей Землино обитают белки, бобры (до 2010 г. и в 2020 г.), полёвки, зайцы, ежи, кроты, землеройки, хорьки, лоси. В лесных массивах севернее Землина обитают кабаны и енотовидные собаки. В окрестностях Землина обитают также представители фауны, вошедшие в Красную книгу Московской области:
- птицы: чёрный коршун[30], трёхпалый дятел[31], обыкновенный зимородок[32], кедровка[33], белый аист[34], белоспинный дятел[35] , ворон, свиристель, обыкновенный дубонос;
- костные рыбы: обыкновенный подкаменщик[36];
- насекомые: ольховая пяденица грязно-белая[37], медведица-госпожа[38], калиптра василистниковая[39], зефир дубовый[40], бражник амурский[41].

### Экология
В окрестностях Землина экологическая ситуация на среднем уровне; относительно МО — Землино расположено в территории с особо чистой экологической обстановкой. Основные экологические проблемы местности в целом заключаются в стихийной застройке территорий частными участками, и летний «дачный бум», связанный в том числе с массовым отдыхом и прибытием граждан на дачные участки, расположенные около Землина.
Многие лесные массивы, находящиеся в непосредственной близости к дачным посёлкам и к пл. Партизанская, находятся в критическом состоянии. Лес около ДО «Мирный», лес около СНТ «Ольха» (рядом с вырубкой леса), Позуевский лес находятся под отрицательным влиянием дачников и туристов. В настоящее время помимо бытовых отходов лесным массивам угрожает вырубка под новые дачные посёлки и расширение Минского ш. (в 2015 г.). Одна из крупных вырубок расположена между ТСН «Южное» и подсобным хозяйством «Дворики». В 2012 г. с данного участка лесного массива был вывезен весь еловый лес. Позднее вырубку засадили новым лесом.
Загрязнение атмосферы в Землине в основном связано с близким расположением к Минскому шоссе, Можайскому шоссе и Смоленскому направлению МЖД. В среднем загрязнение составляет 0,04-0,08 т/га; выброс окислов азота — 0,002-0,005 т/га, оксида углерода — 0,01-0,05 т/га, сернистого ангидрида — 0,05-0,1 т/га
Деревня Землино находится в пределах депрессионных воронок на территории Московской области и Москвы. Ежегодно в период мая — августа в деревне снижается уровень подземных вод, Зуёвки и Смирновских прудов, на дачных и приусадебных участках Землина пересыхают колодцы (сокращаются подземные источники; нарушен режим грунтовых и подземных вод). По состоянию на 1995 г. загрязнение воды в окрестностях населённого пункта на низком уровне (вода пригодна для питья). Юго-западнее от деревни расположены водопроводный комплекс быв. пионерского лагеря «Чайка» и очистные сооружения «Чайки» и ДО «Мирный». По состоянию на 2010-е годы оба объекта находятся в аварийном состоянии. В 2000-х гг. на трубопроводе «Мирный» — очистные сооружения произошла авария. По состоянию на 2013 г. многие водопроводные и канализационные системы не функционируют и представляют опасность заражения сточных и подземных вод.
В 1994—1995 гг. состояние загрязнения почв в окрестностях деревни Землино напряжённое.
По состоянию на 2010 г. световое загрязнение неба в окрестностях Землина — на среднем уровне (доступная звёздная величина до 6.2.).

## История

### Этимология
Доктор географических наук, председатель Московского центра РГО Е. М. Поспелов приводит версию возникновения названия деревни: «Землин’о, д., Руз. Название от фамилии Землин, ср. Ивашко Землин» (из топонимического словаря Московской области). Прежние названия Б. и М. Землина, Землина, Землино и Земнина сохранилось на картах Генерального Межевания (1766 г.), Ф. Ф. Шуберта (1860 г.) и И. А. Стрельбицкого (1871 г.)
В «Справочнике московских и подмосковских улиц» указано название, в котором закреплена фамилия владельца усадьбы (самоназвание «Шелковка»), расположенной в деревне Землино Смирнова.

### Административная подчинённость
- С XV по XVIII вв. — в составе Дягилева Стана Можайского уезда, однако в 1641-1643 гг. указывается в Турьевской волости Тарусицкого стана Можайского уезда[58]
- С 1782 г. по 1900 г. — в составе Капанской волости Верейского уезда Московской губернии
- С 1900 г. по 27 февраля 1922 г. — в составе Шелковской волости Верейского уезда Московской губернии
- С 27 февраля 1922 г. по 14 января 1929 гг. — в составе Шелковской волости Можайского уезда Московской губернии
- С 14 января 1929 г. по 03 июня 1929 г. — в составе Центрально-Промышленной области
- С 03 июня 1929 г. по 30 июля 1930 г. — в составе Шелковского сельсовета Верейского района Московского округа Московской области
- С 30 июля 1930 г. по 03 июня 1959 г. — в составе Шелковского сельсовета Верейского района Московской области
- С 03 июня 1959 г. по 01 февраля 1963 г. — в составе Шелковского сельсовета Наро-Фоминского района Московской области
- С 01 февраля 1963 г. по 11 января 1965 г. — в составе Шелковского сельсовета Можайского укрупнённого сельского района Московской области
- С 13 января 1965 г. по 28 марта 1977 г. — в составе Шелковского сельсовета Рузского района Московской области
- С 28 марта 1977 г. по 03 февраля 1994 г. — в составе Космодемьянского сельсовета Рузского района Московской области
- С 03 февраля 1994 г. по 10 февраля 2005 г. — в составе Космодемьянского сельского округа[5] Рузского района Московской области
- С 10 февраля 2005 г. по 14 марта 2017 г. — в составе муниципального образования «Сельское поселение Дороховское»[6] Рузского района Московской области
- С 14 марта 2017 г. по 31 декабря 2024 г. входит в состав Рузского городского округа Московской области
- С 01 января 2025 г.  входит в состав Рузского муниципального округа Московской области.

### Владельцы деревни[59]
XV век
- 1400—1432 Андрей Дмитриевич князь Можайский /1382 — 1432/ сын Дмитрия Донского
- 1432—1454 Иван Андреевич князь Можайский /? — ок.1485/
- 1454—1462 Великий князь Василий II «Тёмный» /1415 — 1462/
- 1462—1473 князь Юрий Васильевич /1441 — 1473/
- 1473—1480 Великий князь Иван III Васильевич «Великий» /1440 — 1505/
- 1480—1491 князь Андрей Васильевич Большой /1446 — 1493/
- 1491—1500 Великий князь Иван III Васильевич «Великий» /1440 — 1505/
- далее и до 1650 гг. владение за Великими князьями, управление за разными наместниками (воеводами) князей:
  - 1490 Воронцов Семён Иванович
  - 1492 Оболенский Александр Васильевич
  - 1617 Бутурлин Фёдор Леонтьевич (Ворон)
  - 1619 Замыцкий Даниил Андреевич
  - 1622 Благово Иван Степанович
  - 1625—1628 Волконский Пётр Андреевич (Глазун)
  - 1626—1628, 1630—1633 князь Пожарский Дмитрий Михайлович
  - 1628—1630 князь Бельский Никита Самойлович[60]
  - 1634—1636 Щербатов Осип Иванович
  - 1638—1641 Загряжский Иван Афанасьевич

XVI век
- 1500—1505 Великий князь Иван III Васильевич «Великий» /1500 — 1505/
- 1505—1533 Великий князь Василий III Иванович /1479 — 1533/
- 1533—1584 царь Иван IV Васильевич (Грозный) /1530 — 1584/
- 1584—1598 царь Фёдор I Иоаннович /1557 — 1598/
- 1598—1599 царь Борис Годунов /1552 — 1605/

XVII век
- 1600—1605 царь Борис Годунов /1552 — 1605/
- 1605—1606 царь Лжедмитрий I  /? — 1606/
- 1606—1610 царь Василий IV Иоаннович Шуйский /1552 — 1612/
- 1610—1613 царь Владислав IV Ваза /1595 — 1648/
- 1613—1642 царь Михаил Фёдорович Романов /1596 — 1645/
- 1642—1643 князь Алексей Иванович Воротынский /1610 — 1642/
- 1643—1680 князь Иван Алексеевич Воротынский /1632 — 1694/ и Марфа Ивановна Романова
- 1680—1686 княгиня Анастасия Львовна Воротынская (Измайлова) /? — 1697/
- 1686—1694 князь Алексей Андреевич Голицын /1632 — 1694/
- 1694—1700 князь Иван Алексеевич Голицын /1658 — 1729/

XVIII век
- 1701—1729 князь Иван Алексеевич Голицын /1658 — 1729/
- 1729—1739 князь Алексей Иванович Голицын /1707 — 1739/
- 1739—1767 княжна Дарья Васильевна Голицына (Гагарина) /1707 — 1774/
- 1767—1793 Князь Алексей Алексеевич Голицын /04.04.1733 — 1793/
- 1793—1800 коллежский советник, доктор медицины Императорского воспитательного дома (с 1773 г.) Яниш Иван Николаевич (Иоганн Генрих) /1734 — 1812/

XIX век
- 1801—1812 коллежский советник, доктор медицины Императорского воспитательного дома (с 1773 г.) Яниш Иван Николаевич (Иоганн Генрих) /1734 — 1812/
- 1812—1816 статский советник, профессор, доктор медицины, физики и математики, популяризатор химии, искусствовед Яниш Карл Иванович /1776 — 1833/
- 1816—1836 ординарный профессор ботаники Московского университета и Московской медико-хирургической академии, почётный член Академии Наук Адамс Михаил Иванович (Michael Friedrich Adams) /30.06.1780 — 01.03.1836/
- 1836—1843 вдова М.И. Адамса Павла Стефановна Адамс
- 1844—1862 статский советник, доктор медицины, старший врач Императорского воспитательного дома (1836—1843), акушер-гинеколог Малахов Гавриил Лукьянович /1787 — 2.11.1863/
- 1862—1881 (?) доктор медицины (1860 г. Московский университет) Дмитрий Карлович Войт / 06.07.1823 — 31.08.1881/ и штабс-лекарь, тверской дворянин Карл Христофорович Войт / 1771 — ?/
- 1881(?) — 1895 коллежский советник, филантроп, доктор медицины, акушер-гинеколог Чиж Михаил Ильич / 1833 — 24.03.1895/
- 1895—1900 жена коллежского советника Чиж Ольга Дмитриевна

XX век
- 1901—1915 русский предприниматель, коннозаводчик и меценат, директор торгового дома «Сыновей П. А. Смирнова в Москве», Смирнов Владимир Петрович /07.11.1875 — 24.08.1934/
- 1914—1915 (владение или аренда) Башкиров Николай Николаевич, член семьи богатейших нижегородских промышленников, владельцев мукомольных фабрик и пароходов на Волге
- 1915—1917 неизвестно, в протоколах обследования имения 1918-1920 гг. упоминается "Бывшая усадьба Симоновой", в воспоминаниях бывшей жены В.П. Смирнова - Александры Павловны Смирновой (Никитиной) - присутствует информация о факте продажи имения перед революцией из-за отсутствия материальных средств к нормальной жизни её и наследника[61].

Имя последнего фактического владельца имения до революции пока неизвестно. После революции на базе имения был организован совхоз "Землино".
XXI век
- С 1990-х гг по настоящее время территория усадьбы "Шелковка" принадлежит частной организации / частным лицам ( кадастровый номер 50:19:0040607:21)

### До XX века
Точное время основания деревни Землино неизвестно. 
Совершенно определённо можно говорить о датах до XVI в., когда впервые можно встретить упоминание в писцовых книгах. Современный «Топонимический словарь Московской области» Е. М. Поспелова говорит, что « Землин’о, д., Руз. Название от фамилии Землин, ср. Ивашко Землин, 1563 г.». В более позднем издании "Географические названия Московской области: топонимический словарь : более 3500 единиц « Е. М. Поспелов отметил, — „Землино, д., Руз. Название связано с некалендарное личное имя Земля. Сравните, Ивашко Землин, 1563 г.“
Территория по правому берегу р. Москвы вплоть до нынешнего Минского шоссе у верховьев р. Тарусы в XVI в. входили в Дягилев стан. Этот стан не упомянут в завещании вел. кн. Дмитрия Донского. В завещании вел. кн. Василия Васильевича 1462 г. можайские волости не перечисляются, вероятно, состав их не изменился. Скорее всего, освоена территория Дягилева стана была не ранее XV в. Сам же термин „стан“ появился только во времена Ивана III. Позднее освоение этой территории подтверждается археологическими данными. Поселения располагаются не вдоль рек, а распределяются более или менее равномерно по площади стана, что характерно для позднесредневекового типа расселения в центре Русской равнины.
Таким образом, временем основания Землина можно уверенно считать XV век.
1504 год
1504 год
До Смутного времени Землино является селом, которому приписаны деревни в окрестностях. Название — село Землинское. Об этом упоминается в грамотах Великого Князя Ивана III Васильевича (Великого). В частности, грамота No. 153. (копия, оригинал выписан в 1504 году — не сохранился) передаёт следующую информацию:
…да старою межою по ямамъ на левѣ земля КостянтиновскогожЪ села, а на правѣ земля Звенигородская деревни Березкина, и деревни Ильинскіе горы Олексинского села. (впервые после упоминания реки Таруссы можно идентифицировать объект — деревня Берёзкино, доныне существующая в районе посёлка Дорохово. Месторасположение деревни Ильинские Горы можно примерно идентифицировать по географической аномалии — высокому холму возле современного поворота с Можайского шоссе на село Алексино. Межой между селом Константиново и деревней Берёзкино с Ильинскими горами по всей видимости служила современная река Зуевка. прим. комментатора);
Да старою межою по ямамъ до паточины (болотный родник. прим. комментатора), а поточиною внизъ по ямамъ, а испаточины на право по ямамъ на истокъ, а истокомъ внизъ в Шолковской ручяй (довольно точно можно определить движение кадастровых инженеров тех лет, когда от родников в районе нынешнего Берёзкино они движутся по долине современного притока реки Зуевки, поворачивают направо вместе с ним и попадают в основное русло современной реки Зуевки в районе пересечения с современным Можайским шоссе. прим. комментатора), а Шолковскимъ ручьемъ, внизъ къ Землинскому, на левѣ земля Можайская села Землинского, а на правѣ земля Звенигородская Олексинского села. Да тѣмъ жо ручьемъ внизъ, а изь ручья на право на вязъ старою межою по ямамъ, на левѣ земля Землинского села болото; а на правѣ земля Звенигородская Дехтерева селища (уже в XVIII в не сохранилось даже упоминания о таком селении в виде пустоши. Возможно, что это какой-то населённый пункт по дороге от Землино к Алексино в районе существовавшей в XVIII веке деревни Литвиновой прим. комментатора). Да старою межою по ямамъ, на левѣ земля Можайская болото Землинское; а на правѣ земля Звенигородская Олексинского села луги (специалисты поворачивают по рельефу возле Старой Смоленской — Можайской дороги налево. прим. комментатора). Да по ямамъ жо да и паточиною на левѣ земля Можайская деревни Чешкова Землинского села (пустошь Чешково существовала в XVIII веке, располагалась в районе современных СНТ „Ольха“, „Исток“ и „Осень“. прим. комментатора); а на праве земля Звенигородская деревни Ковригина Олексинского села (в XVIII веке это место называлось пустошь Гусево, располагалась пустошь в районе лесного массива, ограниченного с севера и запада современным Можайским шоссе, а с востока и юга современными СНТ „Мечта“, „Кибер“, „Проектировщик“,» Дворики"," Ольха" и «Исток». В 1960-2020х годах среди местного населения упоминается топонимы "Гусевский лес", обозначающий современный лесной массив в этом месте и "Гусевский холм". Прим. комментатора). Да паточиною в верхъ по ямамъ на левѣ земля Можайская Федновского сельца; а на правѣ земля Звенигородская деревни Бехтерева и деревни Доровачя Олексинского села (неселённые пункты не идентифицируются ни на планах генерального межевания XVIII века, ни на современных картах. Существовали в районе лесного массива в прямоугольнике с. Алексино, д. Гомнино, д. Захарьино, д. Шаликово вдоль Можайского шоссе. прим. комментатора).
1609 год
Польско-литовская интервенция уничтожила село Землинское и окрестные населённые пункты - деревни Чешково, Бехтерево, Гусево, Грибцово, превратив их в пустоши. 
1629 год

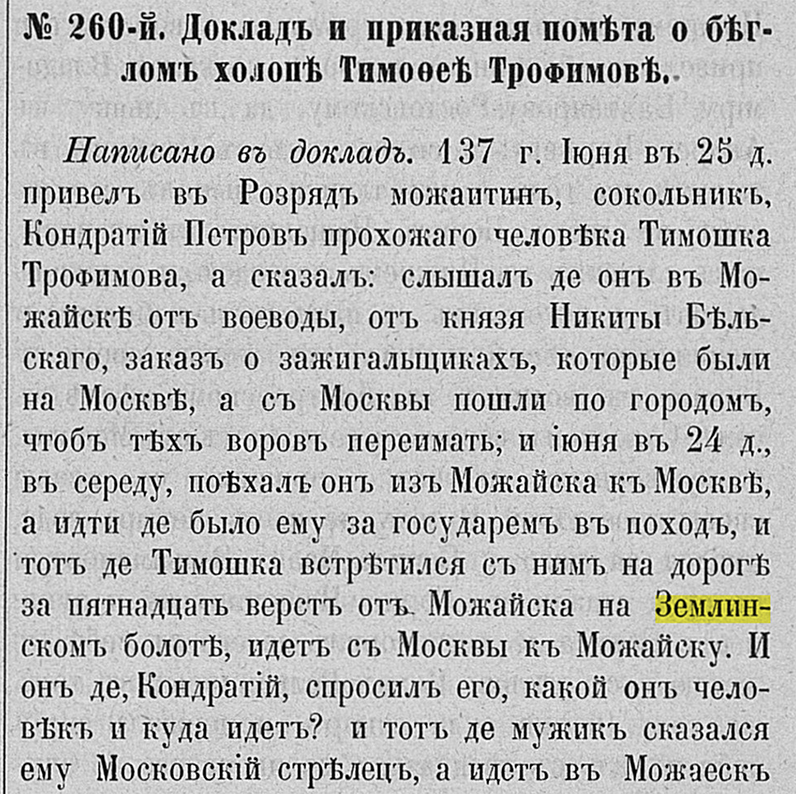
Упоминание Землинского болота в Июне 1629 г.

Местность вокруг бывшего села Землинского хорошо известна и в Москве, и в Можайске. В описании поимки беглого преступника, случившегося 25 июня 7137 г. (1629 г.), упоминается географическая точка, которая одинаково хорошо понятна современникам.
№ 260. Доклад и приказная помета о беглом холопе Тимофее Трофимове
Написано в доклад. 137 г. Июня в 25 д. привёл в Розряд можаитин, сокольник, Кондратий Петров прохожаго человека Тимошка Трофимова, а сказал: слышал де он в Можайске от воеводы, от князя Никита Бельского, сказ о зажигальщиках, которые были на Москве, а с Москвы пошли по городом, чтобы тех воров переимать; и июня в 24 д., в среду, поехал он из Можайска к Москве, а идти де было ему за государем в поход, и тот де Тимошка встретился с ним на дороге за 15 верст от Можайска на Землинском болоте, идёт с Москвы к Можайску…"

1646 год
Переписная книга Можайского уезда
«Можайский уезд, Дягилев стан, пустоша Землино, Горохово, Четково, Грибцово» — описи писцовых, межевых, переписных и дозорных книг Можайского уезда за 1626—1705 (1840).

1678 год
Переписная книга г. Можайска и Можайского уезда переписи М. Кобыльского
За боярином за князем Иваном Алексеевичем Воротынским починок, что была пустошь Зимнино на речке на Шелковке, а в ней крестьян.
Во дворе Васка Савельев, у него детей Лифанка 15 лет, Гордейка 4 лет.
Во дворе Захарка Авдеев, у него детей Стенка 9 лет, Микитка 7 лет.
Во дворе Фомка Степанов, у него сын Сидорка 4 лет.
Во дворе Федотко Юрьев, у него детей Ивашка 9 лет, Федка 7 лет.
Во дворе Ивашка Иванов, у него детей Васка 10 лет, Мишка 8 лет.
Всего 5 дворов, людей в них 14 человек.
1686 год
Из сборника «Можайские акты 1506—1775» становится понятным, что в 1686 году (через 8 лет после предыдущего упоминания) бывшая пустоша Землино становится полноправным населённым пунктом — вотчина боярина Алексея Андреевича Голицина сельцо Землино (деревня с двором землевладельца).
«Лѣта 7194 іюня въ 15 день по указу великаго господина святѣйшаго Іоакима Патріарха Московскаго и всеа Россіи и по грамотѣ изъ его святительскаго Патріарша Казеннаго Приказу, за приписью дьяка Перфилья Семенникова, по челобитью стольника князь Ивана Юрьевича Трубецкаго и по наказной памяти города Можайска Лужецкаго монастыря архимандрита Антонія Можайскія десятины староста поповской Покровской поиъ Фома съ приставы съ ГришкоюПавловымъда съ СерешкоюДмитріевымъ и сторон- ними людьми, пріѣхавъ въ Можайской уѣздъ въ Торусицкой станъ на цер- ковную Николаевскую землю, что въ сельцѣ Головинѣ… А на досмотрѣ были Можайскаго уѣзда вотчины боярина князь Алексѣя Андреевича Голицына сельца Землина староста Харитонка Андреевъ, да крестьяне Фомка Степановъ, Васка Савельевъ, Федюшка Юрьевъ, Ивашка Ивановъ.»
1766—1770
Первый этап Генерального межевания
Землина, деревня Можайского уезда, Дягилева стана с деревней Литвиновой, владение подполковника Алексея Алексеевича Голицина, межевал 10 октября 1767 г. Воейков. Пашня 173 десятины, перелог, лесная мелкая поросль и сенной покос 181 десятина, оел дровяной 23 десятины, сенной покос 7 десятин, селение 7 десятин, дороги 1 десятина, большая дорога 6 десятин, болот. 55 десятин 1265 с, всего 453 десятины 1265 с. , душ 68.
Князь Алексей Алексеевич Голицын (4.04.1733 — 1793), полковник, внук Ивана Алексеевича Голицина и Анастасии Петровны Прозоровской. Умер бездетным около 1793 года.
Бездетность в отсутствие особых распоряжений (завещания) приводила к отчуждению имущества в пользу государства (выморочное имущество).
Интересен факт, что в XVIII веке на север от Землина на Можайской дороге существовал ещё один населённый пункт — деревня Литвинова. В более поздних источниках она уже не упоминается отдельно, а присутствует объединённое название Землина.
1775 год

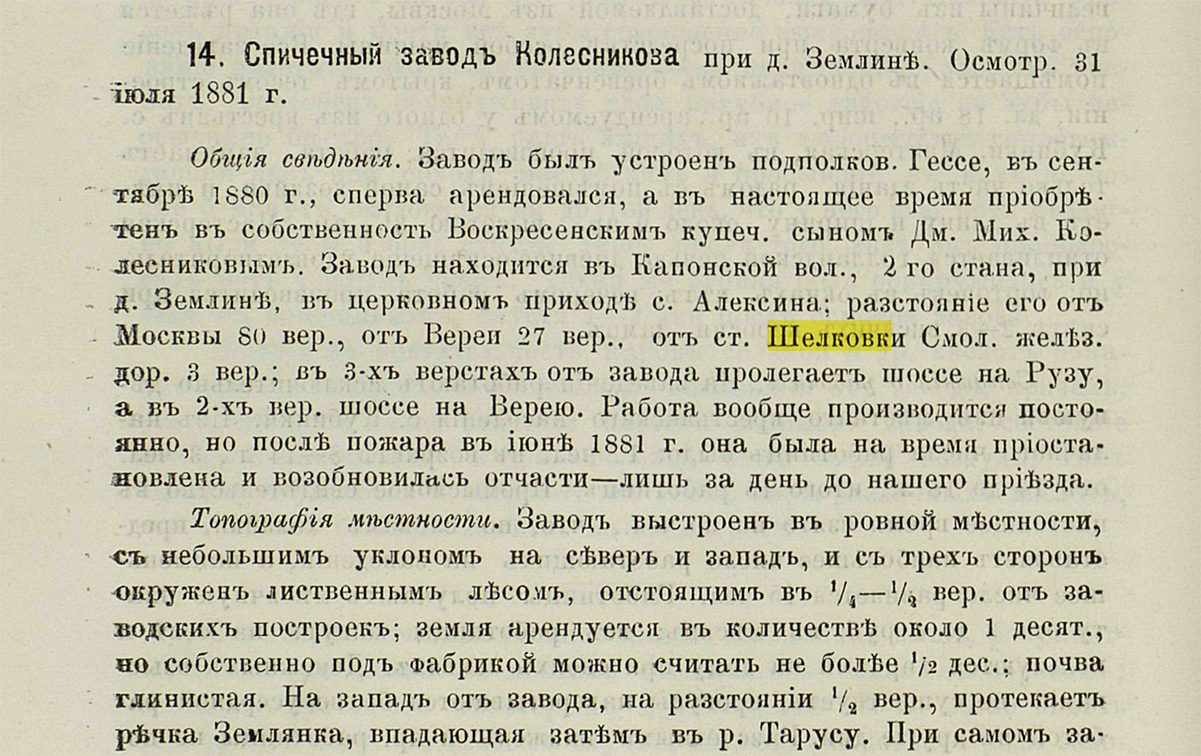
Санитарные сведения по обследованию спичечной фабрики Кожевникова в Землино в 1881 г.

По информации из сборника «Можайские Акты 1506—1775» из «Репорта Его сиятельству господину генерал-порутчику Московскому губернатору и кавалеру графу Федору Андреевичу Остерман из Можайской Воеводской канцелярии» следует небольшое описание данной местности: «…от Шелковки до деревни полковника князь Алексея Голицына Земяной 3 версты, в ней 5 дворов; от Землиной до деревни гвардии капитан-поручика князь Дмитрия Трубецкаго Маденовой 5 верст, в ней 34 двора… По одному тракту через ручки, ручьи и овраги деревянные мосты:
1-й под деревнею Землиною, через ручей

2-й в деревне Маденов, через речку Маденовку» 
1796 год

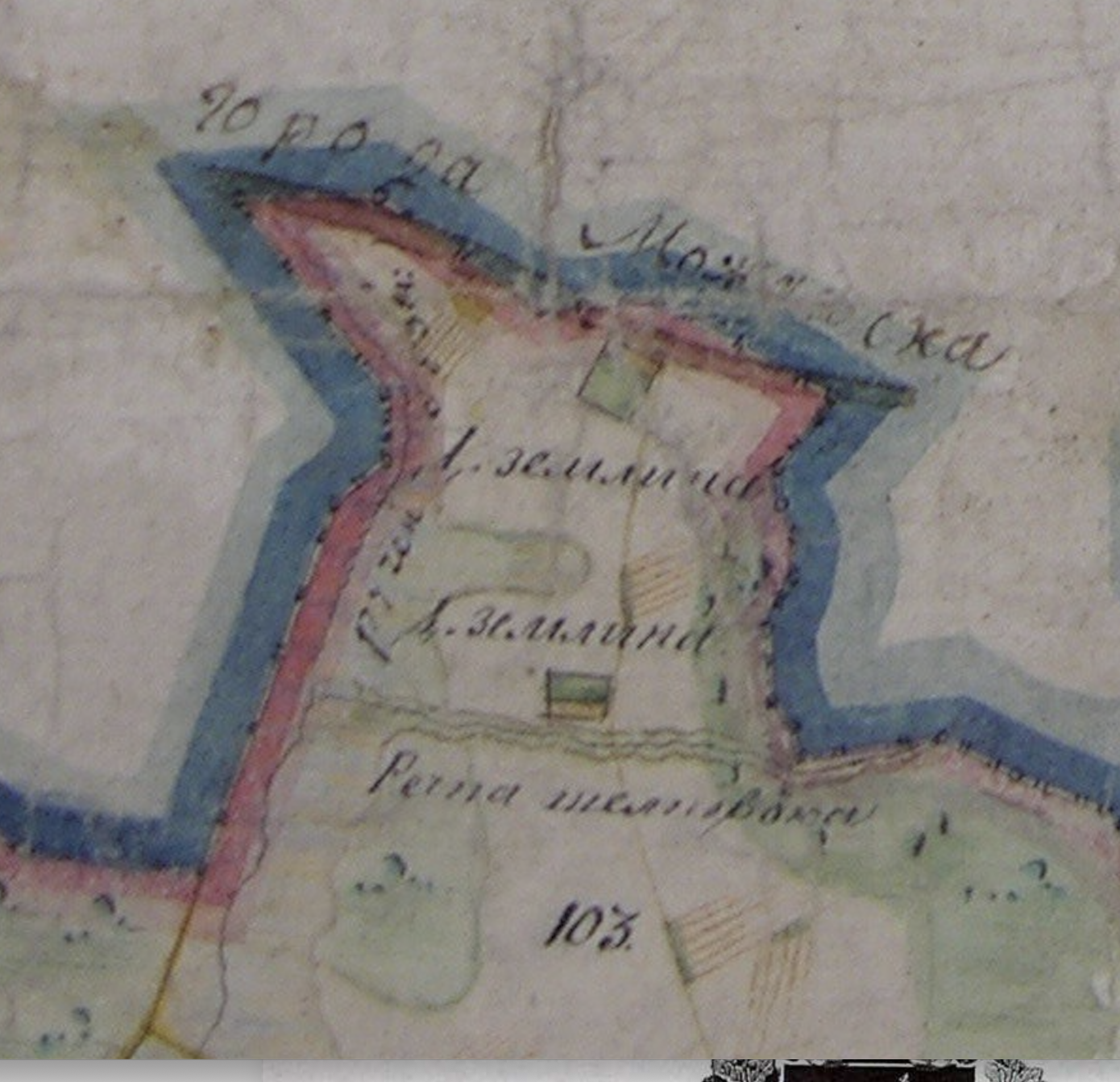
План Генерального Межевания Российской Империи. 1-й этап — Московская губерния, Верейский уезд, Дягилева стана

На карте Верейского уезда деревня Землина состоит из двух частей. Одна часть — традиционная, на реке. На картах Генерального межевания от 1790-х годов деревня отмечена на берегу р. Шелковка. Позднее, на картах 1862 г. (Карта Шуберта) река отмечена как Таруса. Вторая часть — строго на север ровно у Можайской дороги, на месте современных СНТ «Филит-1», СНТ «Луговое», СНТ «Турист» и СНТ «Символ». В источниках 1770 года эта часть обозначалась, как деревня Литвинова. Обе деревни до 1793 года принадлежали князю А. А. Голицыну.
В рамках исследования владельцев Землина представляет дополнительный интерес изучение рода Голицыных, владевших этой местностью.
Гедимин (1275—1341) великий князь Литовский (1316—1341) -> Наримунт (в крещении Глеб; ок. 1300—1348) — князь гродненский, пинский, полоцкий; наместник Новгородский -> Патрикей Наримунтович, удельный князь Стародубский, служилый князь Новгородской республики литовского происхождения (+ после 1408) -> Юрий Патрикеевич (+ после 1439) -> Василий Юрьевич Патрикеев (+ январь 1450) -> Иван Васильевич Патрикеев «Булгак» (тюрк. живой, непоседливый) -> Михаил Иванович Булгаков-Голица (рус. голица — кожаная рукавица, надевавшаяся поверх варежек… или просто грубая рабочая рукавица), был боярином при великом князе Василии Ивановиче -> Юрий Михайлович Булгаков (Голицын) († 1561) -> Иван Юрьевич Голицын († 1583) -> Андрей Иванович Голицын (Скуриха) († 1607) -> Андрей Андреевич Голицын († 22 сентября (2 октября) 1638) -> Алексей Андреевич Голицын (1632—1694), первый казанский воевода -> Князь Иван Алексеевич Голицын (1658—1729), комнатный стольник царя Ивана V Алексеевича (1684); жена — Анастасия Петровна Прозоровская -> Алексей Иванович (1707—1739). Был женат на княжне Дарье Васильевне Гагариной (1707 — после 1774) -> князь Алексей Алексеевич Голицын (4.04.1733 — 1793).
1811 год
В сборнике «Статистическое описание Московской Губернии за 1811 г.» упоминается наличие на реке Таруссе водяных мельниц. «В Верейском уезде на реке Таруссе 3 с 7 поставах» (Постава — пара мельничных жерновов). Из воспоминаний старожилов, в деревне была водяная мельница в районе нынешнего моста через р. Зуёвку у центрального въезда в Старое Землино от Минского шоссе. До настоящего времени дошли предположительно остатки фундамента этой мельницы на одном из частных владений деревни.
1812 год
В своём труде «Нашествие Наполеона на Россию» Е. В. Тарле упоминает следующие исторические факты:
«… Утром 8 сентября фельдмаршал велел армии отходить от Бородина по прямой линии Московской дороги»
«… Кутузов отступал от Бородина на Можайск, Землино, Лужинское, Нару, Вязёмы, Мамоново.»
«… 10 сентября (29 августа по старому стилю) 1812 года. Главные силы Соединенной армии светлейшего князя Голенищева-Кутузова отступили на 18 верст от села Землино, за реку Нару, к деревне Крутицы, у которой и расположились для ночлега на биваках.»

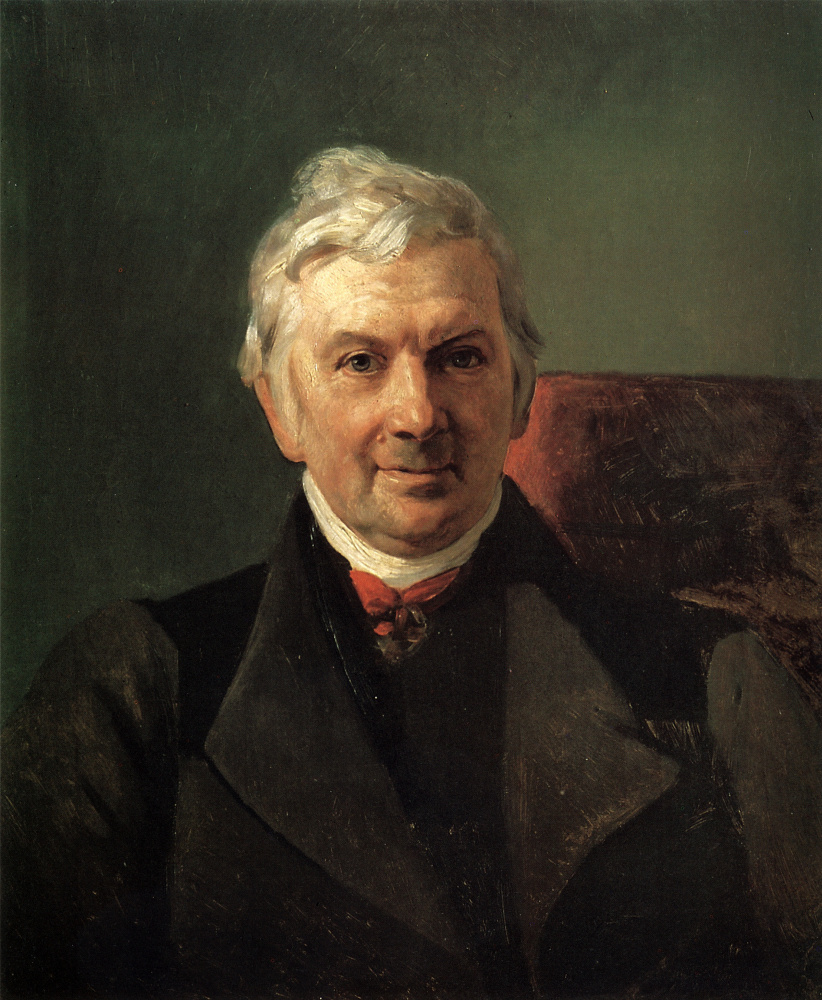
Портрет профессора Яниша кисти Карла Павловича Брюллова (1841). Изображён Карл Иванович Яниш, владелец Землино после 1812 г.

Из журнала боевых действий в 1812 г.: «Августа 28. Армія расположилась на высотахъ при деревнѣ Землино. Главная квартира въ деревнѣ Леутинской»
Из официальной истории 10-го Пехотного Новоингерманландского полка (1913 г.): «До полуночи Новоингерманландскій полкъ оставался на позиціи, а потомъ, согласно отданнаго главнокомандующимъ приказанія, вмѣстѣ съ другими полками 2-й арміи, пѣхота которой теперь уменьшилась до 9000 человѣкъ и командовать которою, вмѣсто раненаго въ ногу князя Багратіона, назначенъ былъ генералъ-отъ-инфантеріи Милорадовичъ, отступалъ на Можайскъ по Старо-Смоленской дорогѣ; 1-я армія въ это время отходила по дорогѣ на Москву. 28 августа Новоингерманландскій полкъ пришелъ въ Землино, а 29 го, пройдя 18 верстъ, дошелъ до Крутицъ, куда отступила и вся русская армія.»
«28 августа (9 сентября) Середа. 1) Аріергардные бои при городе Можайске, при селении Шелковка и во время отступления от города Можайска к селению Моденово. Аріергардъ Соединенной арміи князя Кутузова нодъ начальствомъ атамана Платова. Главныя силы Соединенной арміи князя Кутузова отступили 28 августа (9 сентября) отъ селениія Жуково по большой (новой) Московской дорогѣ на 18 верстъ къ гор. Москвѣ и остановились для ночлега при селеніи Землино. 29 августа (10 сентября) главныя силы Соединенной арміи князя Кутузова отступили на 18 верстъ отъ селенія Землино, за р. Нару, къ селенію Крутицы, у котораго и расположились для ночлега на бивакахъ.»
Из сборника «Московское дворянство в 1812 году» становятся известными имена владельцев Землина того времени по информации, которую они сами предоставляли в государственные ведомства:
«Списки помѣщиковъ, ставившихъ войновъ въ Московское ополченіе. Янишъ, Иванъ Николаевичъ, Коллежскiй Совѣтник, деревня Землино.
Списокъ сожженныхъ непріятелемъ помѣщичьихъ селъ и деревень. Янишъ, Карлъ, Надворный Совѣтник, деревня Землино. Число сожженныхъ дворовъ 22.»
1816 год
Владельцем деревни становится Михаил Иванович Адамс, видный учёный своего времени. Основная слава к нему пришла после завершения уникальной логистической операции своего времени - находке, извлечения и перевозки в Санкт-Петербург с берегов Северного Ледовитого океана останков так называемого "Ленского мамонта". Будучи переведённым по службе из Санкт-Петербурга в родной город Москву, он обосновывается в своём подмосковном имении.
1819 год
По информации из метрической книги Покровской церкви с. Алексино деревня Землино впервые за долгое время получает статус сельца.
1852 год
По информации из сборника «Указатель селений и жителей уездов Московской губернии, составленный по официальным сведениям и документам. К. Нистремом.» Москва. 1852 г. Землино здесь продолжает упоминаться как сельцо, то есть владелец продолжает иметь здесь усадьбу (барское поместье, господский дом):
«Землино, сельцо 1-го стана, Малахова Гавриила Лукьяновича, Статского Советника, крестьян 55 душ мужского пола, 54 женского пола, 15 дворов, 80 верст от столицы, 23 от уездного города, на просёлочной дороге».
Факты о владельце деревни: Малахов Гавриил Лукьянович [1787 — 2(14).11.1863, Москва], Статский советник, доктор Мариинской больницы в Москве, акушер уже с 1819 г., медикохирург бывший прозектором Московской медико-хирургической Академии и старшим врачом Московского воспитательного дома и Мариинской больницы в Москве, писатель 1836—1843 г., гинеколог и акушер.
В середине XIX века чин статского советника относился к 1-й группе чиновников (с 1-го по 5-й класс), объединявших представителей высшей номенклатуры, определявших курс политики государства. Носители данного чина имели особые привилегии и высокие должностные оклады.
1859 год
По информации из сборника «Московская губерния: Список населённых мест по сведениям 1859 года. Под редакцией Е. Огородникова», 1862
#1472 Землино, село, владельческое, при речке Зуевке, 13 дворов, 50 жителей мужского пола, 52 женского пола. (Здесь Землино отмечено как село, но никаких сведений о когда-либо существовавшей здесь церкви нет.)
1862 год
30 мая 1862 г. совершается сделка по продаже деревни Землино между Статским Советником Гавриилом Лукьяновичем Малаховым и Надворным Советником Дмитрием Карловичем Войт.
1864 год

Между помещиком Д.К. Войт и крестьянами деревни Землино заключается Уставная Грамота и соглашение о разделе наделов.
1881 год
По информации из сборника «Санитарное исследование фабричных заведений Рузского и Верейского уездов 1882 г». На 1881 год в Землино работает спичечный завод, единственный на оба уезда, с числом работников 13 человек. В сведениях содержится также варьирование числа рабочих на производстве: минимум 20 человек, максимум 60 человек.
«…на спичечномъ завод близь станціи Шелковки наличное число рабочихъ показано 13 чел. вм сто 60 рабочихъ обоего пола, ибо работа на этомъ заводе посл перерыва, обусловленнаго пожаромъ въ іюне 1881 г., была возобновлена только за день до того времени, когда мы могли приступить къ санитарному изследованію этого завода, граничащаго съ смежнымъ Рузскимъ уездомъ.»
«Общія сведенія. Заводъ былъ устроенъ подполков. Гессе, въ сентябре 1880 г., сперва арендовался, а въ настоящее время пріобртенъ въ собственность Воскресенскимъ купеч. сыномъ Дм. Мих. Кожевниковымъ. Заводъ находится въ Капонской вол., 2 го стана, при д. Землино, въ церковномъ приходе с. Алексина; разстояніе его отъ Москвы 80 вер., отъ Вереи 27 вер., отъ ст. Шелковки Смол. жел з. дор. 3 вер.; въ 3-хъ верстахъ. отъ завода пролегаетъ шоссе на Рузу, а въ 2-хъ вер. шоссе на Верею. Работа вообще производится постоянно, но после пожара въ іюне 1881 г. она была на время пріостановлена и возобновилась отчасти—лишь за день до нашего пріезда.»
«Топографія местностни. Заводъ выстроенъ въ ровной местности, съ небольшимъ уклономъ на северъ и западъ, и съ трехъ сторонъ окруженъ лиственнымъ лесомъ, отстоящимъ въ 1/4—1/2 версте от заводскихъ построекъ; земля арендуется въ количеств около 1 десят., но собственно подъ фабрикой можно считать не более 1/2 дес; почва глинистая. На западъ отъ завода, на разстояніи 1/2 вер., протекаетъ речка Землянка, впадающая затемъ въ р. Тарусу.»
Спичечный завод располагался у Старой Смоленской дороги (Старого почтового тракта, Можайской дороги и т. д.) на месте нынешних СНТ «Филит-1» и СНТ «Луговое». Речка Землянка — нынешний безымянный ручей, вытекающий из «Смирновского болота» через железнодорожные пути в пойме речки Зуевки (на картах Менде именуемой Таруссой).
В 1884 г. и далее предприятие числится, как «Спичечный завод подполковника Александра Карловича Гессе. Работают 13 человек: 5 мужчин, 2 женщины, 6 детей.» Завод прослеживается по статистике до 1886 года.
1882 год

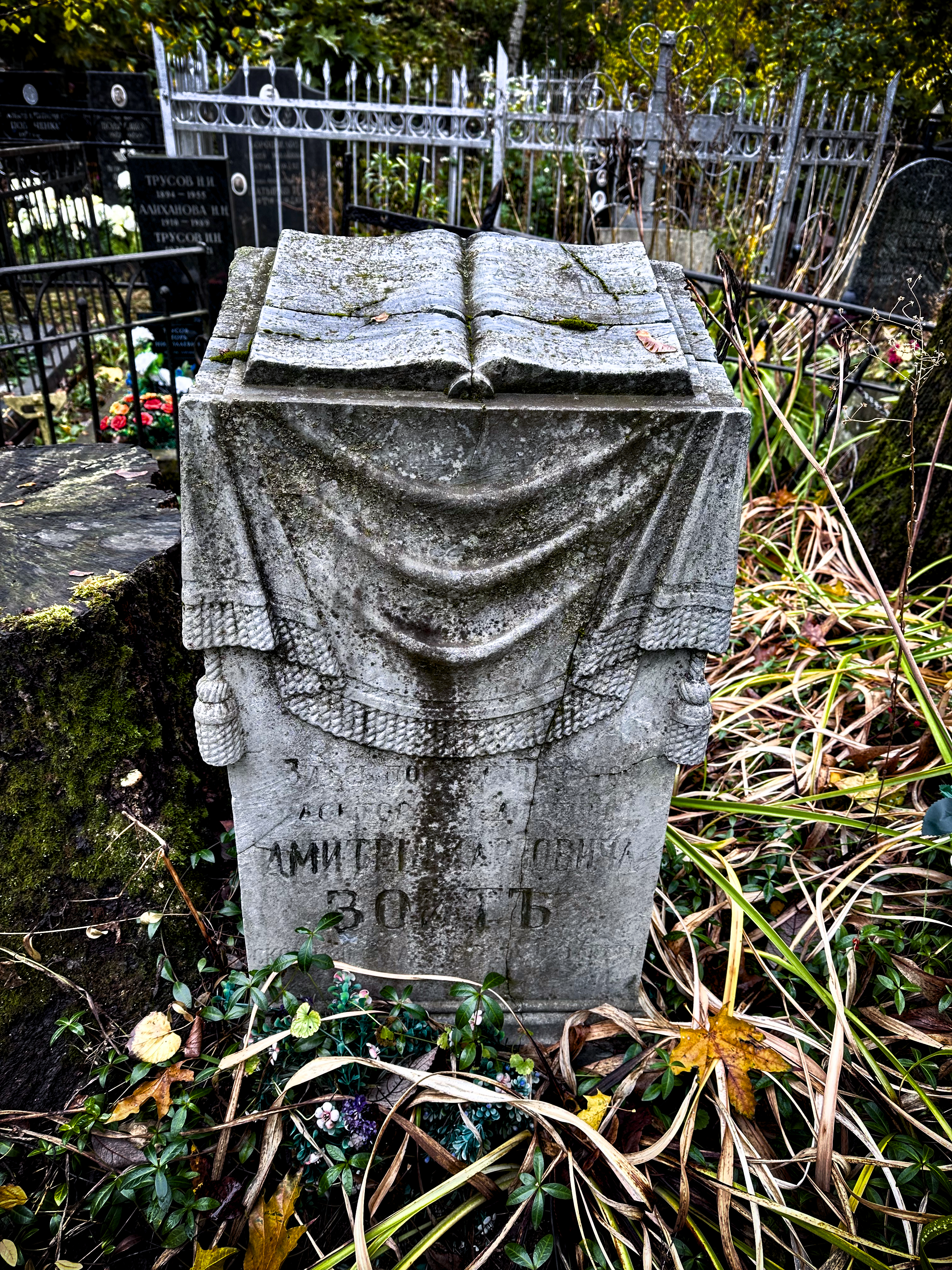
Надгробный камень на могиле Д.К. Войт на Ваганьковском кладбище

По информации из статистических сборников за 1883 г.: Наследник Д. К. Войтъ дворянин, 3 десятины усадебной земли, 24 десятины пахотной земли, сенокосов и запущенной пашни 137 десятин, 40 десятин строевого леса, 24 десятины сечи, 72 десятины кустарника, 7 десятин неудобной земли. Всего 307 десятин. 6 рабочих лошадей, 11 коров, 1 бык, 13 телят. Рожь 8 десятин, овёс 8 десятин. 
5) При покойномъ владѣльцѣ былъ 8 польный сѣвооборотъ.
Факты о владельце деревни: Дмитрий Карлович Войт [ 06.07.1823 — 31.08.1881], 57 лет, в 1860 г. получает звание «доктор медицины» в Московском университете, защитив работу «Пурпура (purpura) : Рассуждение, напис. для получения степ. д-ра мед., лекарем Дмитрием Войтом. — Москва : тип. В. Грачева и К°, 1861. — 57 с.; 23.» Жена — Юлия Петровна Войт (Воскресенская).
Предыдущий владелец деревни: Карл Христофорович Войт, (1771 — ок.1880) происходил из купеческой семьи г. Ревеля. В 1787-м году поступил на службу учеником аптекаря. В этом же году Карл Христофорович был определён в Санкт-Петербургский медико-хирургический институт, в 1789-м году произведен лекарем и командирован на корабль «Святой Александр» на Черноморский флот, служил потом лекарем на Днепровской верфи. Затем был переведен в ведомство московской полиции штабс-лекарем Правительствующего Сената. Женат был на Екатерине Ивановне Вульферт, от брака с которой имели 8-х детей: Александр (1804), Николай (1806), Варвара (1807), Владимир (1813), Софья (1815), Елизавета (1818), Дмитрий (1823), Павел (1825) и Андрей (1829).В 1822-м году внесен в родословную книгу Тверской губернии в 3-ю часть.
Екатерина Ивановна Войт /Вульферт/ (1785-15.10.1869) имела в родственниках Антона Антоновича Вульферта (11.10.1759-25.08.1818), женой которого была Екатерина Яниш /Sophia Catharina Wulffert (Jaenisch)/ (18.02.1766-28.06.1849).
1890 год
По информации из сборника «Справочная книжка Московской губернии (описание уездов). А. П. Шрамченко»
1-й стан, Капонская волость, Сельцо Землино 45 душ. Усадьбы 1-го стана: при сельце Землине доктора Михаила Ильича Чиж.
Стоит остановиться подробно на этом периоде жизни усадьбы. Как замечают многие авторы и посетители современных руин основного господского дома, архитектура усадебного комплекса напоминает работы выдающегося русского архитектора Ф. О. Шехтеля. В его жизнеописании отдельным эпизодом выделено начало творчества: 1880—1890 гг. Преобладающее место в раннем архитектурном творчестве Шехтеля занимало проектирование частных домов и загородных усадеб. Многие стилевые и пространственно-планировочные находки тех лет были позднее использованы архитектором при проектировании городских особняков. Большинство ранних архитектурных проектов осуществлены Шехтелем за пределами Москвы, что было связано с отсутствием у него диплома о законченном профессиональном образовании.
Принимая во внимание эти факты, можно предположить, что знаменитое здание будущей усадьбы «Шелковка» было построено по заказу либо г-на Войта, либо М. И. Чиж. Впоследствии, здание было косметически отремонтировано уже Смирновыми.
В 1890 году в ближайшей округе по информации из Сборника Шрамченко насчитывается 2 кирпичных завода: при сельце Моденове кирпичный завод крестьянина Дмитрия Яковлева, работают 4 человека, управляет сам владелец. При деревне Шаликовой кирпичный завод крестьянина Михаила Никитича Кулыгина, работают 3 человека, управляет сам владелец. А также при селе Алексино кузнечные фабрики: крестьянина Михаила Гвоздева при 4 рабочих и Игнатия Нуждина, при 4 рабочих. Управляют сами владельцы. До 1886 г. сведений о кирпичных и кузнечных заводах в статистике нет.
В соответствии с существовавшими в Российской империи «Правилами для единообразной и прочной выделки кирпича…» от 1847 г. в параграфе 21 «Клеймение кирпича» указано, что «На каждом кирпиче должно быть непременно клеймо того завода, на котором он выделан. Клеймо выжимают на сырце при формировании его или во время сушки». Штамповать кирпичи обязывали ещё и для того, чтобы в случае каких-либо бедствий или разрушений (которые действительно случались) можно было определить их производителя. При визуальном обследовании остатков усадебных строений по северному, западному и восточному сохранившимся в практически первоначальном виде фасадам, а также подвальных помещений, кирпичей с дореволюционными клеймами не обнаружено. В изобилии разбросанные рядом с главным усадебным домом кирпичи также не имеют клейм. Имеющиеся клейма (ряд кирпичей в фундаменте по западному фасаду и в западном подвальном помещении) относятся к раннему советскому периоду. К сожалению, этот факт затрудняет определение точного года строительства усадьбы.
1895 год
Чиж, Михаил Ильич (1833 — 24.03.1895, Москва) — доктор медицины. Права владения на усадьбу и поселение переходит к его супруге.
Некролог

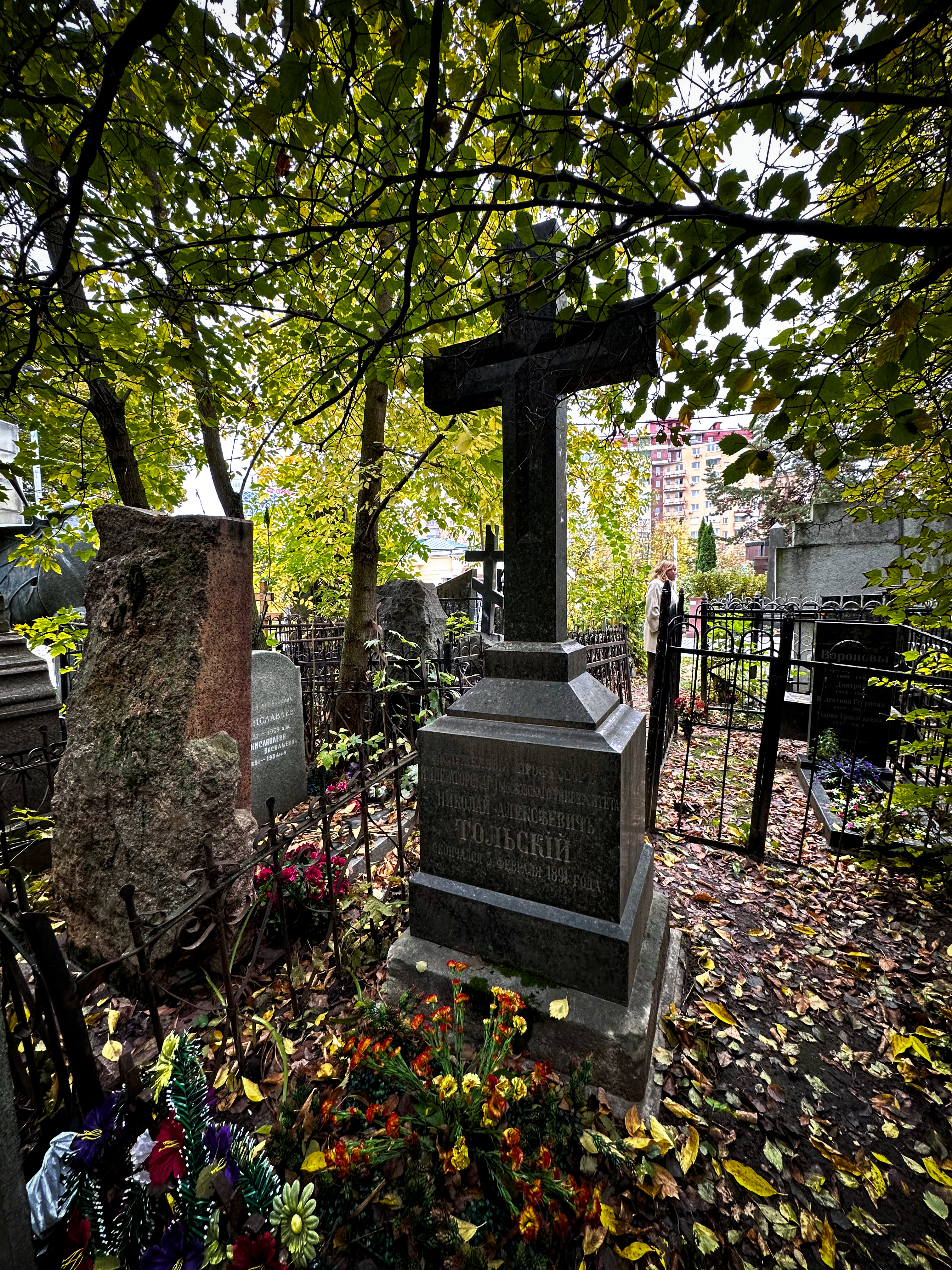
Надгробный камень на могиле проф. Тольского на Ваганьковском кладбище

Рано утром 24 марта скончался 62 лет от роду от болезни сердца, усложненной страданием почек, долгое время пользовавшийся огромной известностью в Москве, как искусный гинеколог и акушер, доктор медицины М. И. Чиж.
Покойный принадлежал к старинному белорусскому дворянскому роду. Он 9 лет поступил в гимназию во II класс и, окончив её 16-ти лет, перешел на медицинский факультет Московского университета, где кончил курс в 1855 году. По окончании курса покойный вступил ассистентом в акушерскую клинику Императорского Московского университета. В 1869 году Михаил Ильич начал службу по ведомству Императорского человеколюбивого общества в Московском попечительском о бедных комитете, где в течение более 25 лет попеременно исполнял обязанности: консультанта лечебницы для приходящих, акушера и заведующего одним из родильных приютов комитета, а с 1882 года — члена Московского медицинского комитета того же ведомства; кроме того, М. И. Чиж принимал сердечное участие в деятельности благотворительных соединенных учреждений: Московского медико-филантропического общества, коего он был одним из учредителей, Вспомогательной медицинской кассы, Акушерско-гинекологического общества, где состоял многие годы казначеем, и т. д.
Всюду покойный Михаил Ильич вносил специально присущий ему элемент доброты, мягкости, снисходительности, милосердия, искренней любви к ближнему и высокого благородства. Во всю свою многолетнюю служебную и медицинскую практику он не добивался ни отличий, ни крупных гонораров. Достигнув известности, рядом с практикой в высших и наиболее достаточных слоях московского общества, он не только никогда никому не отказывал в помощи безвозмездно, но и многие из москвичей хорошо знают случаи, когда доктор привозил своим пациентам им самим оплаченные лекарства или когда жены недостаточных тружеников и других бедняков находили после родов и посещений Михаила Ильича под подушкой неизвестно откуда взявшиеся десятки рублей.
Усиленный труд, разъезды по труднобольным нередко и ночью и сердечность, с коей Михаил Ильич принимал страдания своих пациентов, значительно повлияли на здоровье покойного, особенно в последний период его жизни.
Отношение москвичей к покойному ярко высказалось после его смерти. На панихидах и при похоронах среди родных и массы знакомых появились незнакомые дамы и женщины, плакавшие у гроба. Вместе с венками: от Акушерского гинекологического общества, от комитета Человеколюбивого общества, от Медико-филантропического общества, от друзей и знакомых — оказались роскошные венки от пациенток неизвестных или пожелавших остаться неизвестными.
Покойный похоронен на Ваганьковском кладбище, рядом с могилой его друга, профессора Тольского. На похоронах присутствовали генерал-лейтенант Н. М. Малахов, губернский предводитель кн. П. Н. Трубецкой, камергер П. М. Волгин, профессора, медики и много лиц из высшего московского общества, докторов и почитателей покойного.
(«Московские Ведомости», 1895, № 87)
Могила Михаила Ильича располагалась на  участке 14 Ваганьковского кладбища. До настоящего времени не сохранилась.
1896 год
По информации из сборника «Список училищ, существующих и проектируемых, по волостям и уездам Московской губернии» в Землино насчитывается 20 дворов. Деревня приписана к земскому уцчилищу в селе Алексино.
1898 год
По информации из сборника «Московская губерния по местному обследованию. 1898—1900 гг.» на 1898 год в Землино:
Обычное население — 82 человека (39 муж., 43 жен.). Приписное население —17 семей (48 муж., 46 жен.). 4 семей отсутствующих (5 муж., 5 жен.). Посторонние — 5 муж, 3 жен.
К приписным наличным семьям принадлежит: Мужчин от 18 до 60 лет — 23. Женщин от 16 до 55 лет — 26. Грамотных и учащихся 17 муж., 8 жен.
Хозяйственная информация: 19 изб в селении, 20 рабочих лошадей, 4 молодых лошадей, 22 крупного рогатого скота, 16 мелкого рогатого скота, 29 овец, 11 свиней
Экономика и финансы: расход селения на пастуха — 70 руб., суммы годовых мирских (в руб.): доходов — 10, расходов — 62
1899 год
По информации из сборника «Памятная книжка Московской губернии на 1899 год под редакцией А. В. Аврорина»
Верейский уезд, 1-й стан, Шелковская волость: Чиж Ольга Дмитриевна , жена Колежского Советника, 286 1/24 десятин, 6293 руб стоимость, сельцо Землино 91 душа.
1899—1900 годы
По информации из сборника « Московская губерния по местному обследованию 1898—1900 гг.» в этот период в Землино было:
жителей 82 человека (39 мужчин, 43 женщины) :
- приписного населения 94 человека (48 мужчин, 46 женщин) всего 17 семей
- отсутствующего населения 10 человек (5 мужчин, 5 женщин) всего 4 семьи
- посторонних жителей 8 человек (5 мужчин, 3 женщины)
- грамотных жителей 25 человек

Число изб = 19

### XX век
1900-1901 годы

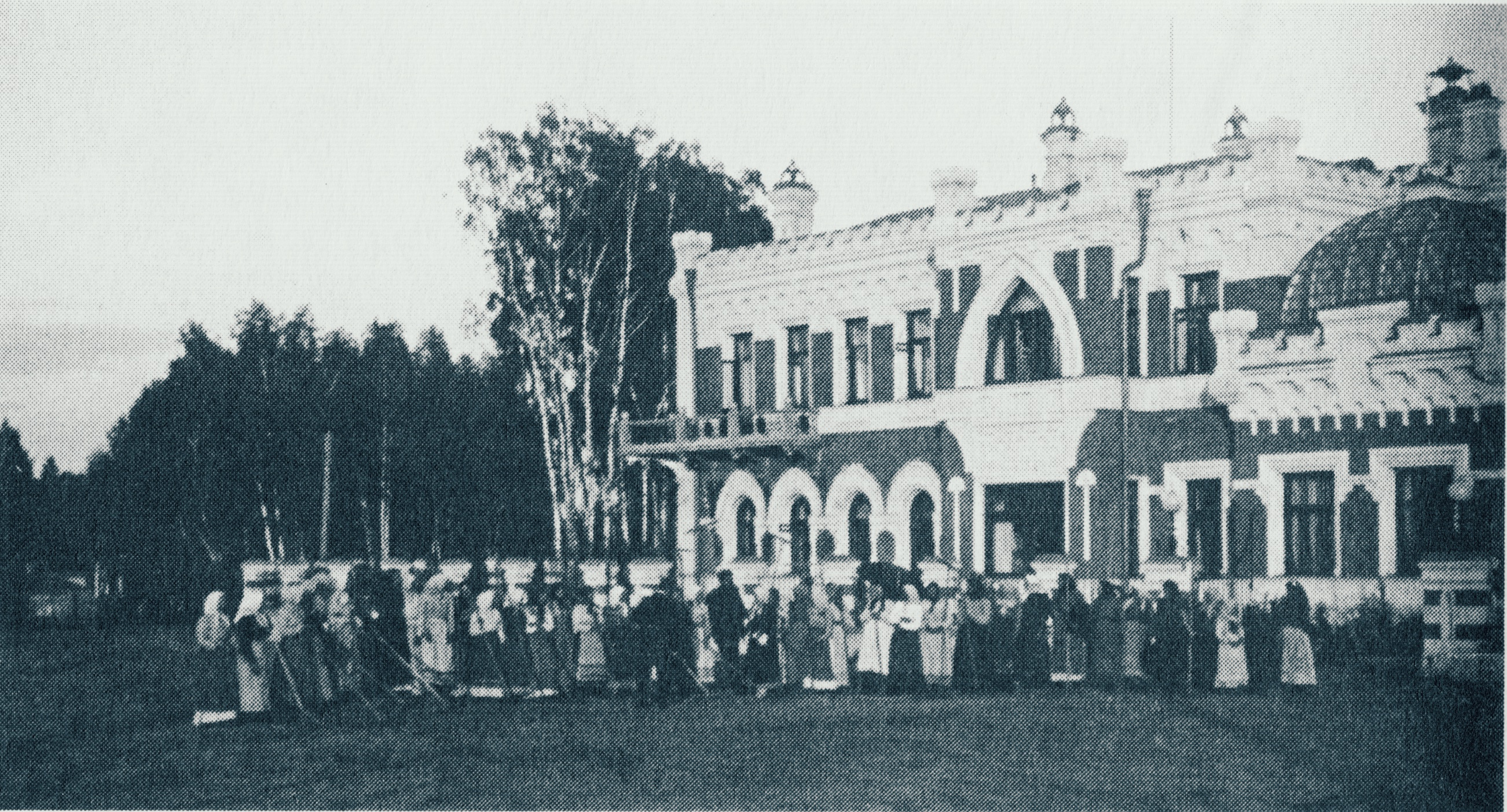
1900-1901 г. вскоре после покупки имения В. П. Смирновым. Вид северного фасада главного дома до реконструкции.

Усадьба выставляется Ольгой Дмитриевной Чиж на продажу и покупается винопромышленником В. П. Смирновым, получая название «Шелковка» по расположенной рядом одноимённой станции железной дороги. При усадьбе в 1901 г. создаётся конезавод по разведению орловских рысаков, расположившийся на Смирновском поле поблизости от главного усадебного дома. До наших дней не сохранился.
По информации ныне здравствующих потомков В. П. Смирнова, существующая усадьба подверглась реконструкции: "… Окна по сторонам парадного входа лицевого фасада были различны по ширине проемов, форме, оформлению карнизов и наличников. Фасады дома в начале 1900-х годов подверглись некоторой корректировке, в результате чего в 1905 г. окна с правой стороны портала стали одинаковыми, а задний фасад — двухэтажным с окнами в основном прямоугольной формы со своим оформлением карнизов, наличников. "
С учётом информации о приобретении дома Смирновым В. П. в 1900 г и имеющимся в публичном распоряжении фотографическим материалом, становится совершенно очевидно, что последний владелец усадьбы к строительству основного дома не имел никакого отношения.
1905 год
Официальное упоминание В. П. Смирнова, как заводчика орловских рысаков и владельца конезавода в Землино:
1338. Смирновъ Владиміръ Петровичъ (Московской, Верейскаго, с. Землино)—XXVI, 235; Доб. I, 222.
4 февраля 1905 г. в Кремле совершено покушение на Московского генерал-губернатора Сергея Александровича Романова, в результате которого Великий князь был убит на месте, а его кучер — Андрей Алексеевич Рудинкин — смертельно ранен и скончался от ран через несколько дней. До службы у Великого князя Андрей Алексеевич служил конюхом в семье Смирновых. В своей статье правнучка С. П. Смирнова Кира Владимировна Смирнова упоминает Рудинкина: " Любовь к театру и лошадям сблизила Владимира Петровича и Александру Павловну с Великим князем Сергеем Александровичем Романовым, бывшим в то время генерал-губернатором Москвы. Владимир Петрович даже отдал ему в услужение своего конюха из конюшни в Шелковке Андрея Рудинкина. Этот конюх стал известен всей России в связи с убийством Великого князя в Московском Кремле 4 февраля 1905 года. Генерал-губернатор и кучер встретили смерть от бомбы Каляева почти одновременно: Сергей Александрович умер мгновенно, а Андрей Рудинкин, получив 50 осколочных ранений, через 10 дней. На его надгробном памятнике на кладбище села Ивановское Ступинского района и в настоящее время можно прочитать слова, высеченные по желанию Великой княгини Елизаветы Федоровны: «В малом ты был верен, и над многими тебя поставлю». Похоронен Андрей Алексеевич в селе Ивановское, Ступинского района Московской области.
1906 год

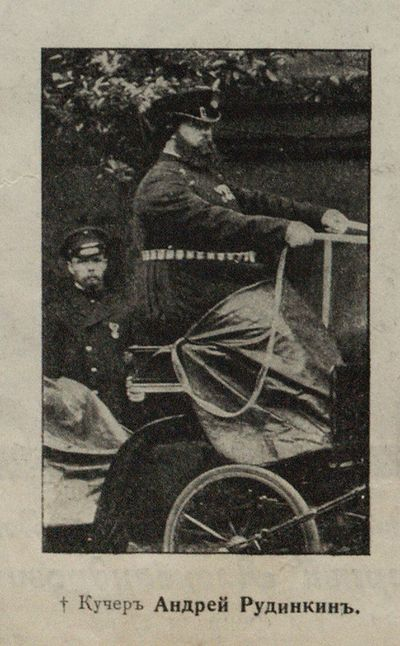

Владимир Смирнов становится крёстным отцом младенца Петра Васильевича Кузнецова, сына своего работника.
"Проживающий в имении г. Смирнова при деревне Землина Рязанской губернии Зарайского уезда Булыгинской волости села Козлова крестьянин Василий Трофимов Кузнецов и законная жена его Наталья Андреева, оба веры Православной. Восприемники: потомственный почётный гражданин Владимир Петрович Смирнов и мещанка города Москвы Наталья Михайловна Марьяни. Таинство совершили: протоиерей Михаил Стефанович Васильевский,
псаломщик Иоаким Григорьевич Кудрявцев"
Всего В.П. Смирнов стал крёстным 4-х младенцев, а Александра Павловна Смирнова (Никитина) - одного младенца, родившихся у работников имения Шелковка в Землино и друзей семьи Смирновых, бывавших в Землино. После 1906 г. сведения о крестинах с участием четы Смирновых отсутствуют.
Крёстные дети:
1. Пётр Васильевич Кузнецов (род. 19 июня 1906 г.) - крёстный В.П. Смирнов[93]
2. Мария Афанасьевна Степанова (род. 26 июня 1905 г.) - крёстный В.П. Смирнов[94]
3. Евдокия Фёдоровна Шереметьева (род. 01 августа 1905 г.) - крёстная А.П. Смирнова[94]
4. Валентина Евгениевна Ворсановичева (род. 08 августа 1905 г.) - крёстный В.П. Смирнов[94]
5. Дмитрий Константинович Макареня (род. 09 февраля 1904 г.) - крёстный В.П. Смирнов[95]

1906-1907 годы
Из воспоминаний В. П. Смирнова : «.. В целом в 1906—1907 годах в бегах на Московском ипподроме участвовали 92 лошади из моих конюшен, из них 78 выиграли 481 приз, в том числе 179 первых. … Помню посещение Шелковки труппой Блюменталь-Тамарина. Я пригласил их в имение показать своих беговых лошадей. Когда показалась усадьба, замелькал белыми стволами берёзовый парк, понеслись навстречу клумбы цветов и бьющие фонтаны, появились мраморные статуи на коврах газонов, зеркальной гладью сверкнула речка с нависшими перекидными мостками, обрисовалась вреди стволов деревьев чугунная решётка с открытыми воротами и оригинальной архитектуры дом приветливо распахнул двери, все радостно ахнули.»
«Уже в 1907 году я вошёл в состав действительных членов Императорского Московского общества поощрения рысистого коннопроизводства»
1912 год

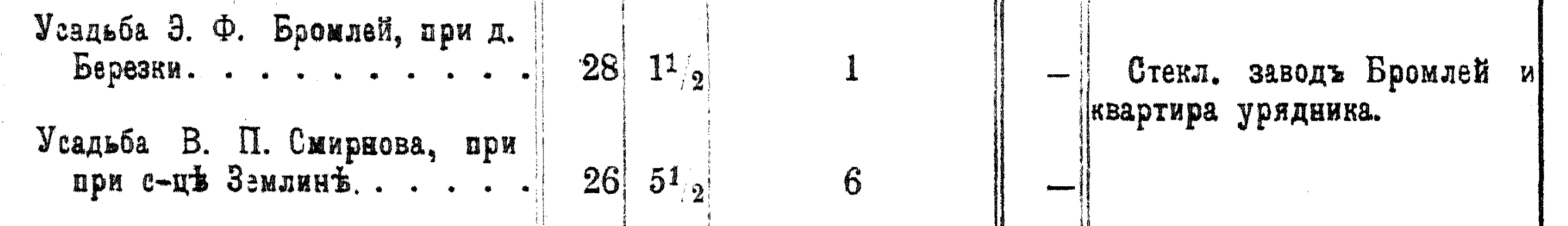
Вырезка из сборника «Населённые местности Московской губернии за 1912 г.»

По информации из сборника «Населённые местности Московской губернии на 1912 год под редакцией Б. Н. Пенкина»
Верейский уезд, 1-й стан, Шелковская волость: сельцо Землино, 19 дворов, имение и конный завод В. П. Смирнова
Также в исторических материалах присутствует информация:
Рузское общество поощрения коннозаводства: Смирнов В. П. — Вице-Президент (1909—1912)
Орловские рысаки: 361 Кальянъ-Молодой (Доб. VIII, 91 вор. зав. В. П. Смирнова отъ Кальяна и Поземки 7 лет, 4 вершка рост, 2 рубля за случку
Из воспоминаний В. П. Смирнова: «… к 1910 году мои отношения с женой зашли в тупик.» (стр.206)
«Валентина Ивановна Пионтковская — звезда российской оперетты, с которой я познакомился в 1911 году, оставила неизгладимый след в моей судьбе.» (стр.205)
"За несколько лет до Мировой войны я стал содержать её антрепризу в санкт-петербургском театре «Пассаж» (стр.207)
«В 1912 году она (Александра Павловна, прим. комментатора) подала на развод. Долгое время мы не могли договориться, с кем останется наш сын Володя.» (стр.208)
"Добившись по суду права видеть Володю три раза в неделю по два с половиной часа, она выстроила план его похищения. Он жил у нас с Пионтковской… однажды, воспользовавшись моим с Пионтковской отъездом за границу, Александра Павловна с Валерием Федоровичем, гувернером сына, прибыла тайно в Санкт-Петербург…" (стр.209)
«Александра Павловна Смирнова была с мужем в разводе ещё с 1911 года и воспитывала сына одна. Нуждаясь в деньгах, она ещё до революции продала дом на Садовой-Самотёчной, который был ей подарен бывшим мужем. Поэтому к 1917 году у Владимира Владимировича уже никакого имущества не было…» (стр.347)
Восстанавливая события тех дней в современном контексте, можно прийти к выводу, что в 1911 году Владимир Петрович Смирнов покидает семью и своё имение «Шелковка» («семейное гнездо») ради любовницы в Санкт-Петербурге. Судебные тяжбы 1912 года по разводу, а также последовавшие после них события (судебный процесс по похищению ребёнка, заграничные поездки с любовницей и т. п.) и разрыв с Пионтковской в 1917 году (стр.217) — всё вместе помогает воссоздать важный элемент в истории усадьбы. С большой долей вероятности можно утверждать, что с 1912 по 1919 г. в имении «Шелковка» её номинальный владелец если и появлялся, то только эпизодически. Учитывая известные архивные данные по 1915 г., можно смело предположить факт либо продажи имения (документальных подтверждений нет), либо оформления долгосрочной аренды после 1913 г. в пользу Башкирова Николая Николаевича, санкт-петербургского купца 1-й гильдии, члена богатейшей нижегородской семьи предпринимателей, содержащих крупнейшую в России сеть мукомольных фабрик и пароходства на Волге XIX—XX веков. Николай Николаевич также являлся страстным поклонником лошадей.
1913 год
По информации из сборника «Населённые местности Московской губернии на 1913 год под редакцией Б. Н. Пенкина»
Верейский уезд, 1-й стан, Шелковская волость: сельцо Землино, 19 дворов, имение и конный завод В. П. Смирнова
1914 год
Конный завод В. П. Смирнова расширяется
1338. Смирновъ Владиміръ Петровичъ (Московской, Верейскаго, село Землино) —XXVI, 235; Доб. I, 222; VIII, 87; Доб. Орл. Ш, 352; VI, 161; VIII, 323.
Впервые появляется упоминание о Н. Н. Башкирове: 3668. Башкировъ Николай Николаевичъ (С.-Петербургъ)—Мат. Орл. V, 366.
1915 год
В справочнике « Памятная книжка по главному управлению государственного коннозаводства. 1915 г.» приводится следующая информация:
1338. Смирновъ Владиміръ Петровичъ (Московской, Верейскаго, село Землнно и Петроградской, Лужскаго, им. Лихарева Горка)— XXVI, 235; Доб. I, 222; VIII, 87; Доб. Орл. III, 352; VI, 161; VIII, 323; X, 148.
3668. Башкировъ Николай Николаевичъ (Московской, Верейскаго, им. Землино. Адр.: ст. Шелковка, Александровской ж. д.).—Мат. Орл. V, 366.
Рузское общество поощрения коннозаводства. Старшіе Члены: Никл. Никл. Башкировъ
Николай Николаевич Башкиров (26.07.1875-28.12.1938), Санкт-Петербургский 1-й гильдии купец, один из директоров-распорядителей общества «Спортинг-палас» в Санкт-Петербурге, располагавшийся на Каменноостровском проспекте, на месте Дома Культуры Ленсовета. Спортсмен, любитель лошадей и скачек, он имел конюшню на 15 стойл, отличных скакунов, участвовавших в соревнованиях и бравших призы. Справочная книга о лицах Санкт-Петербургского купечества за 1904 г. дает о Николае Николаевиче такие сведения: «29 лет, бракоразведён, купец 1 гильдии, личный почетный гражданин, имение в Самаре, мукомольная мельница в Нижнем Новгороде, мельница и каменный дом в Рыбинске». Николай Николаевич Башкиров скончался 28 декабря 1938 г. (ночью) в Париже. В последний путь его провожали сестра, брат и друзья. Отпевали его в Русской церкви на рю Дарю. Об этом сообщала газета «Последние новости» и почти через месяц «Новое русское слово» в Нью-Йорке.
Довольно интересный материальный факт — почтовая карточка, направленная Борисом Николаевичем Башкировым (псевдоним Борис Верин) в адрес Дамской Элеоноры Александровны из почтового отделения Шелковка. Борис Башкиров (поэтический псевдоним Борис Верин) — брат уже упоминавшегося выше Башкирова Николая Николаевича. Поэт, меценат. Открыл в Санкт-Петербурге литературный салон, посетителями которого были многие представители бомонда того времени. Ученик Игоря Северянина, друг Константина Бальмонта и близкий друг С. С. Прокофьева, с которым много путешествовал, выигрывали совместно партию в шахматы у 4-го чемпиона мира А. А. Алехина. Дамская Элеонора Александровна — первая любовь С. С. Прокофьева (пьеса для арфы «Элеонора»), талантливая арфистка, снискавшая славу выступлениями в описываемый здесь период истории. Все вместе они много общались по переписке. В частности, С. С. Прокофьев довольно долго переписывался с Дамской Э. А.
Сопоставляя физический факт существования материального предмета (открытки) и упоминания Башкирова Н. Н. в справочнике «Памятная книжка по главному управлению государственного коннозаводства.», как владельца лошадей в имении Землино, однозначно можно говорить о том, что в июне 1915 г. и, судя по тексту открытки, «довольно долго» дальше, Башкиров Борис Николаевич жил у брата «в деревне» — в Землино. Принимая во внимание отсутствие номинального владельца «Шелковки» Смирнова В. П. с 1911—1912 гг. в имении, волне вероятно предположить факт сдачи конюшен и усадебного дома в долгосрочную аренду Башкирову Н. Н. Так как факт продажи имения отсутствует в воспоминаниях Смирнова В. П.
Однако факт продажи имения «Шелковка» в 1915—1917 гг присутствует в воспоминаниях Александры Павловны Смирновой (Никитиной), бывшей жены Владимира Петровича. Так, автор статьи «А. П. Никитина и А. П. Чехов» Кира Владимировна Смирнова указывает: «Александра Павловна нуждаясь в деньгах, ещё в 1917 году продала дом № 6 на Садовой-Самотечной. Была продана и Шелковка. Поэтому после революции у Владимира Владимировича Смирнова, сына Александры Павловны Никитиной-Смирновой никакой недвижимости не было.»
1916 год
В справочнике « Памятная книжка по главному управлению государственного коннозаводства. 1916—1917 гг.» есть следующая информация:
1338. Смирновъ Владиміръ Петровичъ (Московской, Верейскаго, село Землино и Петроградской, Лужскаго, им. Лихарева Горка) — XXVI, 235; Доб. I, 222; VIII, 87; Доб. Орл. III, 352; VI, 161; VIII, 323; X, 148; XI, 248.
1338. Піонтковская Валентина Ивановна (заводъ купленъ у В П Смирнова) (Петроградской, Л у ж с к а я, им. Горки. Адр.: ст. Передольская)—Доб. Орл. VIII, 323; X. 146.
3668. Б а ш к и р о в ъ Николай Николаевич* (Рязанской, губ. и у. им. Новоселки)- Мат. Орл. V, 366; 3. кн. Орл. p. V, 195.
1917-1919 годы
Из воспоминаний В. П. Смирнова: «Для меня началось самое страшное — травля, бесконечные обыски, угрозы. Из моих домов в Москве и Санкт-Петербурге изымалось всё, что не соответствовало их новой идеологии». Предвидя скорый арест и расстрел, после серии обысков скрывался от новой власти. В имение Шелковка больше не возвращается никогда. В начале 1919 вступает в Добровольческую армию. В том же году захвачен солдатами 1-й конной армии Будённого в Пятигорске и приговорён к расстрелу, в результате контратаки Белых спасается и в том же году переправляется с остатками Белой Армии в Константинополь.
Имение Смирнова под Санкт-Петербургом разграбляется, а все животные уничтожаются. Имение «Шелковка» приходит в упадок после Гражданской войны. В 1920-х гг. в усадьбе и деревне располагается совхоз «Землино», специализирующийся на разведении лошадей.
1921 год
В марте-апреле 1921 г. совхоз «Землино» передаётся в ведение конной базы Совнаркома (впоследствии на основе этой базы создаётся ГОН - Гараж Особого Назначения).
1925 год
За прошедшие 4 года совхоз, «принятый в 1921г. от МОЗО в состоянии полной запущенности и разрухи во всех отношениях и с ничтожным инвентарём, - средствами и усилиями Управления Делами Совнаркома приведён не только в состояние внешнего благоустройства, но и в состояние возрастающей рентабельности, поднят на высоту культурно-показательного хозяйства и, конечно, в силу указанного Управления Делами имеет полное право на претензии на владение Совхозом и в дальнейшем.
В совхозе «Землино» ведётся луговая и полевая культура в целях снабжения, на экономических началах, грубыми кормами и подстилкою конного состава Московской Конюшенной Базы СНК, в совхоз посылаются для выгула кобылы базы с жеребятами и для отдыха кровный состав той же базы.
При Совхозе организовано и успешно ведётся племенное хозяйство для разведения и улучшения породы молочного, рогатого скота и кровное животноводство, причём производители быки и жеребцы, помимо скотного двора и конного завода при Совхозе, обслуживают и нужды местного населения, вполне и уже на практике оценившего культурное значение Совхоза в улучшении качества местного рогатого скота и лошадей.
Имеющийся на территории Совхоза жилой господский дом и парк приспособлены для дома отдыха рабочих и служащих как самого Управления Делами, так и состоящих при нём Санитарно-Медицинского Управления, Автомобильной Базы и Конюшенной Базы СНК, насчитывающих в общей сложности около 1200 человек, причём снабжение дома отдыха молочными продуктами, овощами, свининою и дровами производится по ценам себестоимости из продукции того же Совхоза.»
По информации из сборника «Можайский уезд Московской губернии за 1925 г.»
Совхоз Землино: хозяйств 1, число трудоспособных мужчин от 18 — 60л. = 13, женщин от 18-55 = 3, всего трудоспособных = 16; количество едоков = 46. Пашни = 64 десятины, лугов = 36 десятин. Лошадей = 10, крупного рогатого скота = 13.
Животноводство / Лошади / В Можайском уезде работа по улучшению лошади в течение почти 40 лет велась в бывшем Рузском уезде, главным образом в Ащеринской, Горбовской, Хотебцовской, Орешковской, Судниковской, Мамошинской, Никольской волостях. Особенно выделяются в этом отношении Ащеринская, Хотебцовская и Горбовская (Рузская) вол. В 1924 г. осенью на 40 очередную выставку было представлено 900 голов конского состава и можно было наглядно видеть резкое различие между улучшенной и обыкновенной лошадью. В деле пополнения кормовых запасов в зиму помогает травосеяние, начавшееся около 30 лет назад. В1924г процент селений с травосеянием достиг 85— 90 %, что существенно помогает в кормлении скота и в особенности воспитании молодняка. Работа случных пунктов за 1924 г. в пределах всего уезда определяется в следующих размерах: (наименование пункта) Землино — (кличка производителя) Досужий, Персик, Терем — (количество покрытых маток) 72.
По информации из сборника «Работа Можайского уездного бюро профсоюзов и уотделений с 1-го октября 1924 г. по 1-е октября 1925 г.» За отчетный год Уотделением заключено 19 колдоговоров: сроки их 6 месяцев и некоторым 1 год, зарплата длл 1-го разряда — минимум 10 р.— максимум 14 р. 50 к. Соглашений на10-тичасовой рабочий день было заключено лишь на два совхоза. Задержка в выдаче зарплаты преимущественно имело место в совхозах Моссельплемхоза т. е Александровка, Крымское, Васильевское и так же в совхозе Богородское и Землино, эта задержка по времени была от 10 дней и до месяца.
1929 год
По информации из сборника «Справочник по населённым местам Московской губернии. По материалам всесоюзной переписи 1926 года.»
Можайский уезд, Шелковская волость, деревня Землино, 22 хозяйства (21 крестьянское и 1 прочее), 132 жителя (66 мужчин и 66 женщин)
Также из сборника следует, что на территории д. Землино продолжал существовать совхоз. В него входило 14 хозяйств (64 человека). Так же существовал Агроучасток.
После 1929 г. на территории деревни была организована МТС, где ныне расположена липовая роща и склады лесопильного завода, а также Землинская школа школа тракторных бригадиров и комбайнеров.
1933 год
По информации из "Списка начальных, неполных средних и средних школ Московской области" следует, что в 1933 г. в деревне появилась начальная школа. С перерывом в 1941-1956 гг. школа просуществовала до 1965 г.
1941 год
Немецкая аэрофотосъёмка от 22 августа 1942 г. показывает полное отсутствие даже намёка на существование у берегов р. Зуевки населённого пункта. Вместе с этим, присутствует разрушенное усадебное здание, два дома, выстроенные в 1920-1930х годах, барак и предположительно дом "управляющего имением" на так называемой Пасеке. Одно из зданий конного завода Смирнова так же утрачено. Основываясь на информации из статьи "Из истории МТС в период Великой Отечественной войны 1941 1945 гг. (решение проблем механизаторских кадров).", возможно предположить 2 варианта исчезновения деревни и разрушения усадебного здания и здания конюшни:
Вариант 1. Всё было уничтожено самостоятельно работниками совхоза "Землино" при помощи отступающих частей РККА. «В начале войны в результате временной оккупации западных районов Советского Союза число машинно-тракторных станций уменьшилось почти на 40% (с 7069 в 1940 г. до 4441 в 1942 году). В пострадавших от вражеского нашествия МТС находилось свыше 40% машинно-тракторного парка. Некоторую часть тракторов и комбайнов удалось эвакуировать в восточные области, а оставшаяся на местах техника в основном была уничтожена или повреждена."
Вариант 2. Повреждения нанесены в результате боестолкновений в октябре 1941 - январе 1942 гг.
Октябрь — декабрь 1941 года
В годы Великой Отечественной войны под Землино шли ожесточённые бои. В 1941—1942 гг. велось строительство оборонительных сооружений вдоль Можайского ш., а также вблизи г. Руза. Строительному батальону помогали сами жители Землино, Дорохова, Тучково, Рузы и др. деревень.
21 октября: 10 танковая дивизия Вермахта выдвигается из Можайска в сторону Дорохова
23 октября: Из описания хода боевых действий 4-й танковой группы Гёпнера (пер. с немецкого): авангард 10-й танковой дивизии вышел к перекрестку дорог на большой автостраде Москва-Смоленск между Шаликово и Дорохово в 21 км восточнее Можайска. Эта автострада является единственной сквозной дорогой, ведущей с запада на восток, главной артерией Центрального фронта. Это хорошо понимает противник. В районе между Шаликово и Дорохово эта большая автострада и параллельная ей старая Московская почтовая дорога соединены узкой, но замощенной дорогой, протянувшейся от Верея до Руза. Таким образом в районе Шаликово немецкие войска имеют возможность за счет параллельной дороги расшиоить клин своих наступающих соединений. Может быть, им даже удалось бы начать обходное движение с перекрестка у Шаликово и разгромить основные узлы сопротивления противника с фланга, а, возможно, и с тыла. И это прекрасно понимают и опасаются большевики. Кроме того, для них не осталось тайной, как важна большая автострада для немецких тыловых служб. И первые силы, которые противник сумел перебросить на этот участок, он использует против немецких войск на перекрестке.
24 октября: растянувшаяся 10-я танковая дивизия на марше в сторону Рузы. Танковая дивизия SS «Das Reich» выдвигается из Можайска в сторону Дорохово по Можайскому шоссе.
25 октября: Из описания хода боевых действий 4-й танковой группы Гёпнера (пер. с немецкого): 7-я пехотная дивизия, прибывшая из Вереи, сменяет в районе Шаликово 10-ю танковую дивизию. Уже во время смены начинается ураганный артиллерийский огонь противника. На следующий день […] противник начинает одну атаку за другой, так как в этот день, 26 октября, на этот участок поступил приказ о немедленном овладении перекрестком дорог и прорыве на Можайск. Наша пехота наталкивается на совершенно свежие большевистские дальневосточные дивизии. Это 82-я советская стрелковая дивизия из Монголии, усиленная двумя танковыми бригадами, несколькими стрелковыми полками, артиллерией и ракетными установками. Разгораются жестокие кровавые бои, во время которых мюнхенским пехотинцам приходится сражаться против значительно превосходящих сил противника. Непрерывно грохочет ураганный огонь советской артиллерии и ракетных установок на участке перекрестка. […] Один за другим советские танки вступают в бой. Все Шаликово можно сравнить с огромной адской кухней. Ярко горят крестьянские избы, и между ними показываются, приближаясь, фигуры монголов в зеленых касках. Некоторые роты 19-го пехотного полка, расстреляв последние патроны, вынуждены отойти к самой дороге Руза-Верея. Здесь они получают дополнительные боеприпасы и лихорадочно окапываются. Дальше они не могут отступать, так как дорогу нельзя ни в коем случае отдавать противнику.
26 октября: Танковая дивизия SS «Das Reich» продолжает оставаться на марше к Дорохово по Можайскому шоссе. Судя по немецким картам, дальше первого переезда через Смоленское направление Московской ж/д дивизия к этому моменту не ушла. 10 танковая дивизия сосредотачивается в районе Рузы и выдвигается от неё далее на север. 1/3 197-й пехотной дивизии Вермахта занимает Петрищево и Грибцово, подходя вплотную к Дороховскому перекрёстку Минского шоссе.

27 октября: 7-я пехотная дивизия, переброшенная из Вереи, окончательно занимает Дорохово и позиции севернее Дороховского перекрёстка Минского шоссе. 197-я пехотная дивизия сосредотачивается южнее Можайска в районе Борисово. Её место южнее Дороховского перекрёстка Минского шоссе занимает 267-я пехотная дивизия.

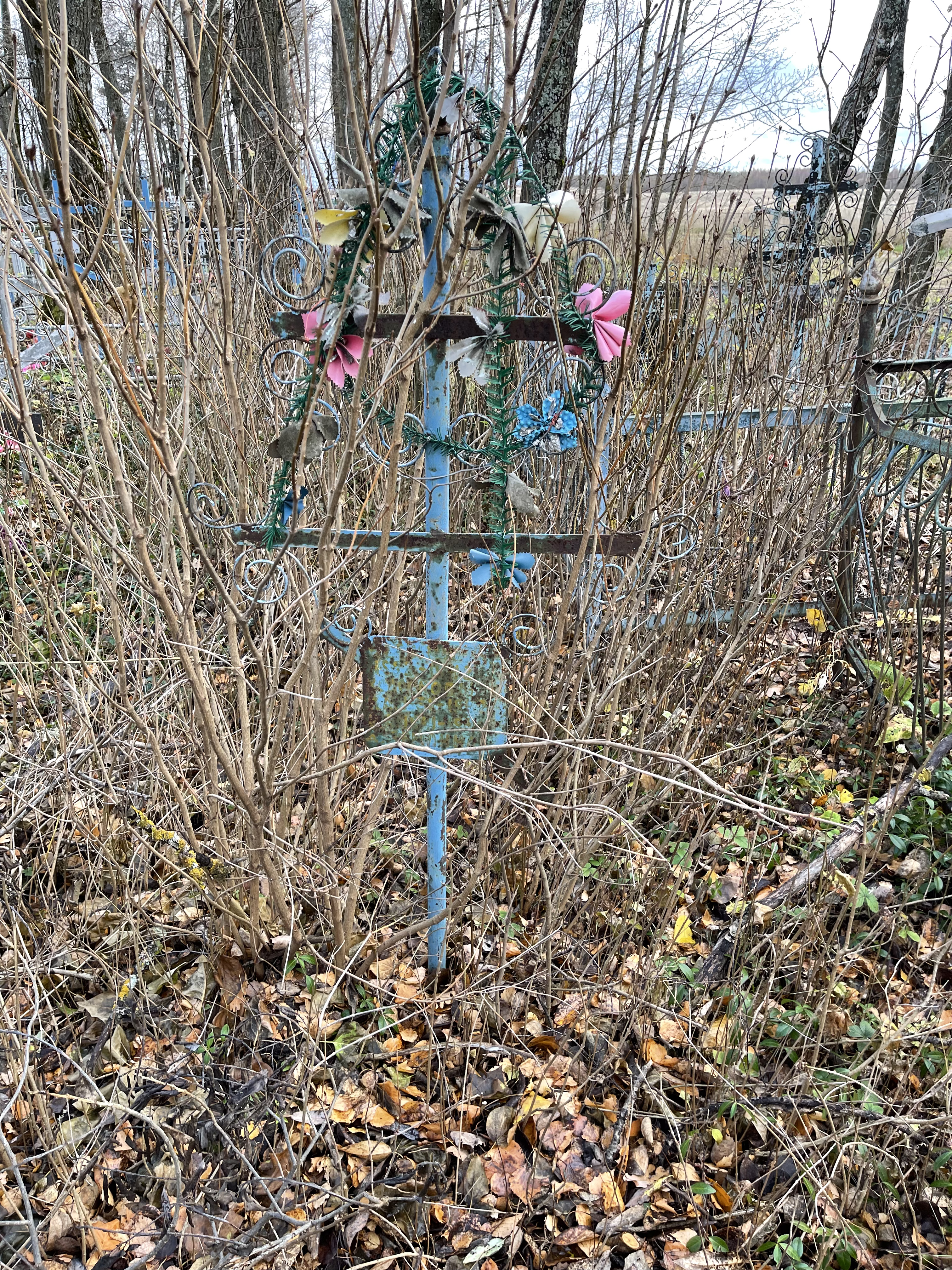
Могила убитых жителей Землино на Алексинском приходском кладбище

28 октября: Дивизия SS «Das Reich» занимает всё пространство между Можайским и Минским шоссе от Можайска до Дорохово. 1/3 197-й пехотной дивизии выдвигается в сторону д. Хомяки.
29 октября: 7-я пехотная дивизия меняется местами с 267-й пехотной дивизией. Дивизия SS «Das Reich» продолжает оставаться на прежде занятых позициях.
30 октября: 1/3 дивизии SS «Das Reich» перемещается в г. Рузу.
03 ноября: 197-я пехотная дивизия в полном составе занимает позиции от перекрёстка с Дорохово до д. Хомяки. 267-я пехотная дивизия уходит севернее Старой Рузы. Дивизия SS «Das Reich» продолжает удерживать прежние позиции.
15 ноября: дивизия SS «Das Reich» уходит на поддержку 10-й танковой дивизии севернее г. Рузы (в район Тростенского озера). 197-й пехотный полк продолжает удерживать прежде занятые позиции.
В деревнях Новомихайловское и Головково квартировался 638-й пехотный полк (Légion des Volontaires Français contre le Bolchévisme), который активно мародёрствовал по всем окрестным деревням в округе (Землино — Хомяки — Анашкино). После потери в ожесточённых боях на передовой с частями РККА у села Дютьково до половины личного состава, был отведён в тыл в район Вязьмы. По свидетельству очевидцев, немецкие захватчики угоняли в плен местное мужское население в возрасте от 15 до 50 лет.
22 декабря 1941 г. при разведывательном полёте немецких войск по маршруту Наро-Фоминск-Дорохово-Можайск в небе над Дорохово был сбит зенитной артиллерией противника советский бомбардировщик ПЕ-2 (бортовой № 3\52, номера двигателей 135—1548 и 135—1616) 46-го бомбардировочного авиационного полка (БАП), 77-й смешанной авиадивизии (САД). Состав экипажа: командир экипажа, лётчик, капитан Жигаев Александр Яковлевич (1909—1988); штурман, стрелок-бомбардир, старший лейтенант Кулак Григорий Дмитриевич (28.02.1913 — 22.12.1941), стрелок-радист, сержант, Рубинштейн Янкель Шлёмович (1913-22.12.1941). Разрыв первого снаряда убил стрелка-радиста Рубинштейна, разрыв второго снаряда повредил основной топливный бак самолёта. Горящая машина упала на окраине деревни Землино у опушки леса.
Командир экипажа Жигаев выпрыгнул с парашютом на высоте 200 метров и остался жив. Был схвачен немцами в деревне Грибцово, где ночевал после падения машины. Был этапирован в лагерь военнопленных в Можайске, откуда бежал через 2 дня. Несколько месяцев прятался у местных жителей до подхода передовых частей РККА. Вернулся в расположение своей части. После 5 месяцев проверки в фильтрационных лагерях НКВД, вернулся в строй в прежнем звании. Умер в 1988 году.

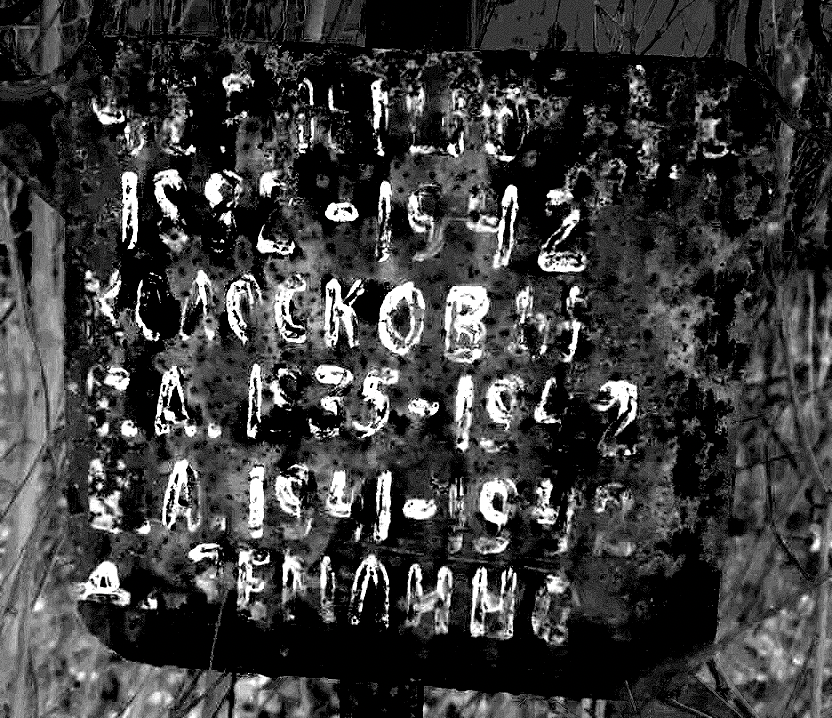
Фамилии убитых жителей Землино на Алексинском приходском кладбищеё

Штурман Кулак Григорий Дмитриевич погиб при падении самолёта. Его тело выбросило из машины. Все ценные вещи и документы, тёплая одежда, были изъяты немецкими мародёрами. Труп остался у разбитой машины до весны 1942 года. Когда сошёл снег, местные жители увидели погибшего. По оставшимся при нём фотографиям семьи и письмам из дома вышли на связь с женой погибшего героя. Похоронили Григория Дмитриевича рядом с остатками самолёта. Местные жители старшего поколения вспоминали эту могилу и говорили, что в 70-х годах лётчика перезахоронили в одну из братских могил в окрестностях деревни. Точное расположение нового места захоронения неизвестно. С годами информация наросла обилием лишних фактов. По информации поисковиков «… достоверно установлено по документам Рузского РВК, что останки неизвестного воина из Землино значатся перенесенными в братскую могилу, находящуюся на Можайском шоссе (отрезок Дорохово — Можайск, за Шаликово в 15 м слева от трассы), так как в легенде этой братской могилы среди перечня мест переносов указана и д. Землино. Отдельного акта по переносу из Землино не выявлено.» — эта информация указывает на братскую могилу при 174 ППГ. Там же есть мемориальная плита с именем Кулака Г. Д. Однако при дополнительном исследовании тех же поисковиков появляется уточняющая информация — перезахоронен в 1975 братская могила 92 км Минского шоссе. Необходимы дополнительные исследования этого вопроса.
Стрелок-радист Рубинштейн Янкель Шлёмович погиб в воздухе от взрыва первого зенитного снаряда. Его сильно фрагментированные останки нашли вместе с мелкими остатками обшивки самолёта сводный поисковый отряд из Москвы, Электростали и Коломны в октябре 2011. 8 декабря 2012 г останки тов. Рубинштейна были торжественно захоронены в братской могиле на 96-м километре Минского шоссе рядом с «аэроградом Можайский».
Январь-август 1942 года
12 января: 7-я пехотная дивизия Вермахта занимает позиции у Дороховского перекрёстка Минского шоссе. 197-я пехотная дивизия стоит севернее Дорохово.
14 января: мощным ударом артиллерии РККА и силами 601 мотострелкового полка 82-й мотострелковой дивизии 5-й Армии Юго-Западного фронта РККА деревня Землино была освобождена от немецких оккупантов. Немцы бросают свои позиции и хаотично отходят к линии обороны в районе д. Шаликово и д Моденово.
14 января: в районе Землино находился штаб наступающего 601 МСП.
Деревня была оккупирована разными частями Вермахта, в том числе и танковой дивизией SS «Das Reich». Последними оккупантами были части 7-й пехотной дивизии 4-й Армии Вермахта. Исходя из дошедших до нашего времени кадров аэрофотосъёмки Luftwaffe от 22 августа 1942 г., деревня Землино была уничтожена в ходе боёв в октябре 1941 года. Из оставшихся на момент аэрофотосъёмки живых зданий на кадрах видны: 1 конюшня (ближняя к зданию усадьбы), 2 жилых дома с северной стороны усадебного дома), жилые дома в 200 метрах к западу от усадебного дома на опушке леса. Территория старой деревни не обнаруживает даже развалин. Ровный ландшафт с группами деревьев. Основное усадебное здание понесло большие потери от артиллерийских обстрелов и авиационных бомб. Южный фасад, внутренние интерьеры и подвалы полностью уничтожены. По воспоминаниям старожилов, после отступления немецких оккупантов осталось небольшое кладбище. После расшифровки аэрофотосъёмки кладбищ оказалось два. Одно из них в пределах ныне существующего частного землевладения. Второе располагалось в районе ныне существующей вышки сотовой связи сети «Мегафон». В 1960-х гг. на месте этого кладбища уже были огороженные забором котлованы. В 1990—2000-х годах на этом месте была свалка бытового мусора.
Во время оккупации на территории Землино продолжали жить местные довоенные жители. Как минимум известно имя и фамилия одного из них — Саши Андрианова — который участвовал в поиске и захоронении штурмана-бомбардира ПЕ-2, упавшего в районе Землино.
После окончания войны в новых домах, отстроенных на старом месте деревни, насчитывалось как минимум 3 семьи, переживших оккупацию: Колосковы, Францевы и Андриановы.
1950 — 1980 годы
Деревня Землино была полностью уничтожена в 1941 г. (кроме главного здания усадьбы, одной конюшни и трёх жилых домов у усадьбы), что заставило оставшихся в оккупации и вернувшихся жителей деревни в 1945—50 гг. строить новый населённый пункт на месте яблоневого сада в 1 км от старой деревни — посёлок Новое Землино. Большинство нынешних жителей деревни - потомки работников и специалистов МТС, приглашённых в Землино в начале 1950-х годов. Переселенцы из других мест стали заново отстраивать дома на старом месте деревни (все дома в старой деревне — послевоенной постройки). В это же время с восточной стороны усадьбы, между усадебным домом и Большим Смирновским прудом существовала начальная сельская школа. В 1950 г. в Дорохово была заново отстроена на новом месте уничтоженная подрывом радиомины в 1941 г. школа в, в 1964 г. ввели в действие ещё одно здание школы там же. В результате, землинская начальная школа была упразднена. Ученики ездили в школу в Дорохово с построенной в 1964 г. новой платформы «Партизанская».
1980 — 1990 годы
В конце 1980-х — начало 1990-х гг. территория усадьбы Шелковка была преобразована в ремонтно-строительную базу хозяйственного управления Министерства цветной металлургии СССР. Появился бетонный забор вокруг территории усадьбы. В 1988 году прошли строительные работы по возведению 3-х цехов, один из которых (цех № 4, самое западное здание комплекса, стоит перпендикулярно остальным зданиям) был создан специально под размещение пилорамы. Отходы производства частично утилизировались через забор на поле. В настоящее время Цех № 4 полуразрушен. Два остальных цеха пока сохраняются в аварийном состоянии. 2 железных бункера для сыпучих материалов (или отходов). располагавшихся в северной части комплекса поперёк «Смирновской дороги» распилены на металлолом в начале 2010-х. В основном здании усадьбы проведены крупные ремонтные работы: заливались новые цементные полы на всех этажах, создавались деревянные «фальшполы» под финишную отделку, ремонтировался один из подвалов с оштукатуриванием и окраской стен и потолка и заливкой пола, проводилась косметическая отделка стен и потолков основного здания, прокладка труб и установка сантехнического оборудования. Главный дом усадьбы «Шелковка» вместил в себя «Склад № 6», разместившийся в восточном крыле первого этажа. А также административно-бытовой блок, разместившийся в западном крыле первого этажа и весь второй этаж. Вокруг здания в некоторых местах была сооружена новая отмостка. В начале 90-х на первом этаже в торце западного крыла был сооружён банный комплекс: небольшой бассейн, просторная парная с печкой-каменкой и комната отдыха. Банный комплекс стал последней вехой из череды строительных и ремонтных работ в судьбе усадьбы с конца XIX века до настоящего времени (2021 год).
В 2020 году территория бывшей ремонтно-строительной базы с усадебными постройками выставлена на продажу в качестве «складской базы».

### XXI век
- В 2002-2003 гг. и последняя в 2007 г. в северной части Землина (вдоль Старой Смирновской дороги) были сооружены ретрансляционные башни 3 сотовых операторов: МТС, Билайн и МегаФон соответственно. Землино вошло в зону покрытия 3 основных операторов сотовой (мобильной) связи[126][127][128].
- В 2011 г. рядом с ДО «Мирный» открыт единственный хозяйственный магазин на территории Землина. На центральных дорогах проведены ремонтные работы по восстановлению и улучшению покрытия дорог.Памятная доска на месте падения 22.12.1941 г. самолёта Пе-2 в д. Землино

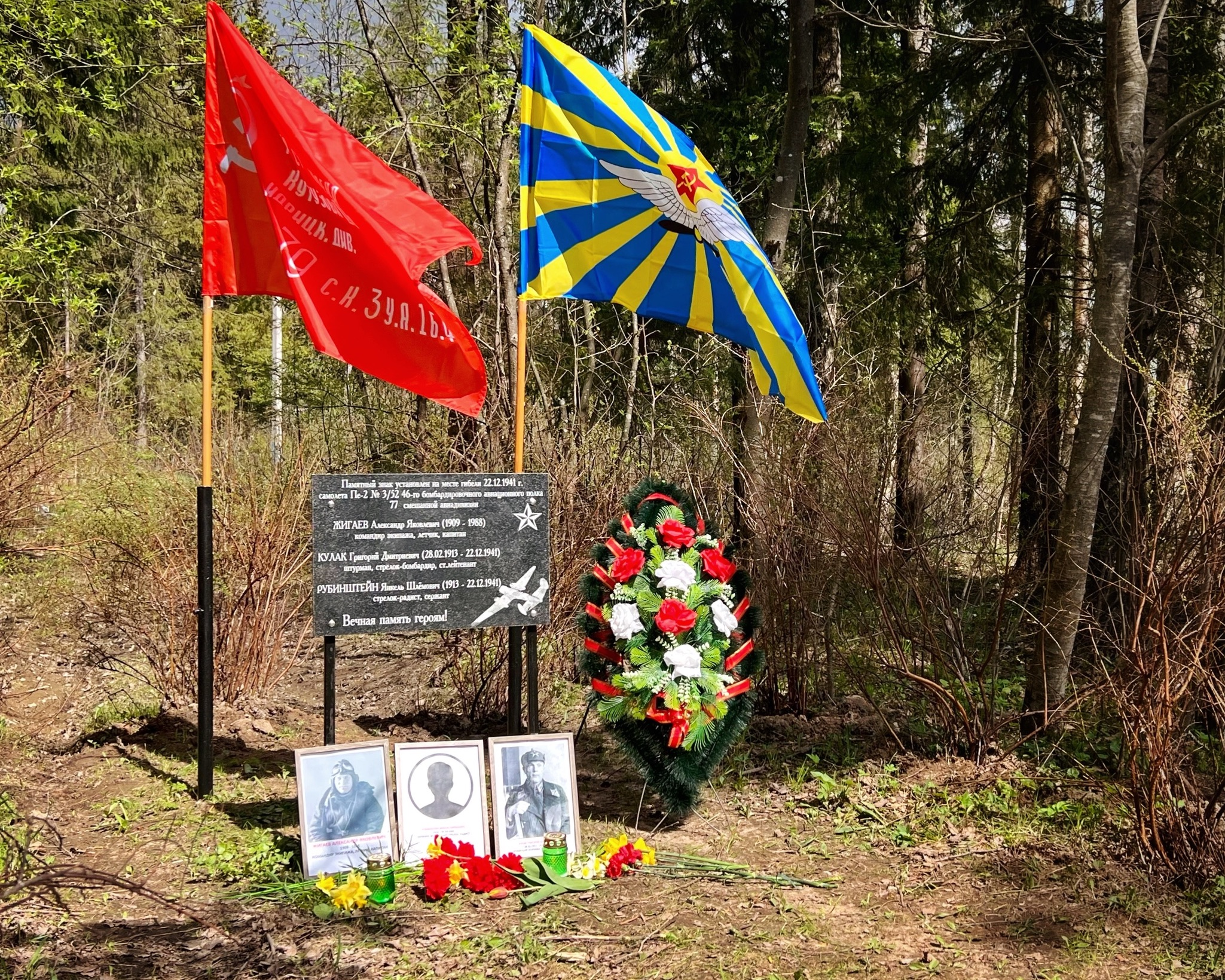
Памятная доска на месте падения 22.12.1941 г. самолёта Пе-2 в д. Землино

- В 2012 г. — активное строительство на Смирновском поле и в Смирновском парке.
- В промежуток 2012 — 2019 произошло объединение двух населённых пунктов Старое Землино и Новое Землино под единым названием Землино. В результате, произошли изменения в названиях улиц. Всё бывшее Старое Землино стало кварталом «Молодёжная улица». Присоединившиеся к деревне бывшие СНТ стали кварталом «ул. Зуевка». Название ул. Центральная переместилась в Новое Землино (она же в обиходе «Нахаловка»).
- В 2019 г. в ходе активной фазы работы так называемой «мусорной реформы» в д. Землино появились крытые контейнерные площадки (Новое Землино в районе магазина «Продукты» и вышки сотовой связи, Старое Землино — в районе перекрёстка улиц Зуевка и Молодёжная у так называемой «Базы» и в районе пересечения ул. Зуевка с безымянной дорогой, идущей от Минского шоссе до СНТ «Партизанская-1»).
- В 2020 г. весной и летом серия наводнений после проливных дождей разрушила асфальтовое дорожное покрытие у моста через речку Зуевка в Старом Землино. Открытый в 2011 году рядом с ДО «Мирный» хозяйственный магазин был закрыт и преобразован в продуктовый, который осенью того же года так же закрылся. В августе были проведены работы по улучшению дорожного полотна (известковый щебень) по улице Молодёжная. Было проведено светодиодное уличное освещение по той же улице, в самом начале у моста через речку, у центрального перекрёстка Старого Землино и в районе контейнерной площадки по улице Молодёжная.
- В 2021 г. весной собственными силами жителей Землино был проведён мелкий ремонт сети дорог населённого пункта. Летом проведена отсыпка дорожного полотна щебнем по дороге, соединяющей Новую и Старую территорию деревни, а также моста через речку Зуевку (Тарусcу) и участка прилегающей к нему дороги в Старом Землино. 09 августа состоялась встреча с депутатом Московской областной думы В.С. Вшивцевым. Основными и насущными вопросами, поставленными перед депутатом были: газификация населённого пункта, ремонт дорожной сети населённого пункта, организация детской площадки, очистка прудов на территории населённого пункта, организация маршрута школьного автобуса, устройство дороги из Нового Землино к платформе Партизанская параллельно железнодорожному полотну. Осенью бывший хозяйственный (с 2011 г.) и продуктовый (2020 г.) магазин был реконструирован под общежитие.
- 09 мая 2022 г. после проведения ряда исторических исследований и согласований с администрацией Рузского городского округа состоялось торжественное открытие памятной доски на месте падения самолёта Пе-2 22 декабря 1941 г.
- В июле 2022 г. силами местных жителей проведено благоустройство пляжной зоны Барского пруда Мемориал в честь героев ВОВ в Землино

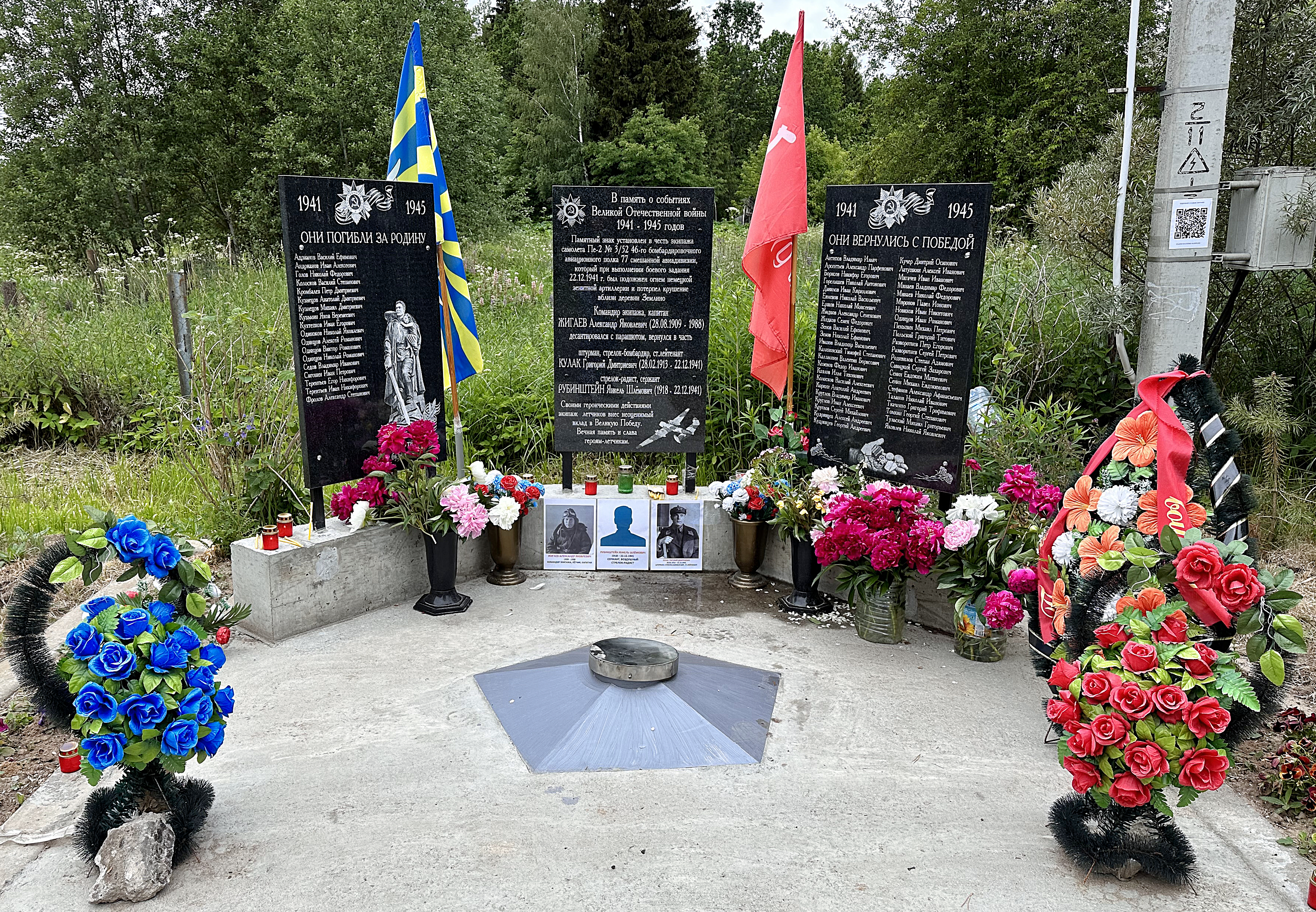
Мемориал в честь героев ВОВ в Землино

- 15 октября 2022 г. в Старое Землино, Новое Землино, квартал "Зуевка", СНТ "Дворики" (северные), СНТ "Ольха" был проведён оптоволоконный высокоскоростной интернет
- 14 ноября 2022 г. на Барском пруду были спилены 2 самых старых тополя (возрастом предположительно 140-150 лет) из-за повреждения основания стволов бобрами.
- 09 мая 2023 г. при большом стечении жителей Старого, Нового Землина и окрестных СНТ, а также в присутствии представителей администрации Рузского городского округа была открыта памятная плита по погибшим лётчикам, установленная на месте будущего мемориала памяти героев ВОВ
- 24 июня 2023 г. в присутствии жителей Старого и Нового Землина, а также представителей поискового движения, ветеранских организаций и депутатов совета Рузского городского округа был торжественно открыт мемориальный комплекс в память о жителях Землино, погибших и вернувшихся с войны 1941-1945 гг. Панихиду по погибшим, а также освящение мемориального комплекса проводил протоиерей Владышевский Вадим Васильевич, настоятель Покровского храма в селе Алексине
- 06 августа 2023 г. усилиями старосты деревни, депутата совета депутатов Рузского городского округа и неравнодушными местными жителями у Барского пруда были завершены работы по облагораживанию территории возле знаменитого "липового круга" и открыта детская площадка
- 24 января 2024 г. по результатам прошедшего голосования зарегистрированных жителей старостой деревни сроком на 5 лет была переназначена Кузнецова Наталья Алекесандровна
- 15 июня 2024 г. жители деревни торжественно отметили 520-летний юбилей первого упоминания Землино в исторических источниках. В праздновании приняли участие творческие коллективы Рузского городского округа

## Население
Коренное население деревни Землино в основном представлено русскими.
Всё послевоенное население старой деревни Землино и нового посёлка, простонародно названного "Нахаловка" или "Новое Землино",  сформировалось за счёт прибывших на работу на местную МТС специалистов и членов их семей. Из довоенного населения на месте оставались 4 семьи. Но уже в 1950-1960-х они покинули деревню. В настоящее время оба посёлка составляют общий населённый пункт деревня Землино.
| 2002 | 2006 | 2010 |
| ---- | ---- | ---- |
| 32   | ↘29  | ↗32  |

По данным статистических сборников Российской Империи и Советского Союза, а также исповедальных ведомостей церкви Покрова Пресвятой Богородицы в селе Алексино:
1767 = 68 душ
1798 = 122 души (60 м./62 ж.)
1800 = 117 душ (59 м./58 ж.)
1801 = 121 душа (57 м./65 ж.)
1804 = 167 душ (74 м./93 ж.)
1815 = 82 души (37 м./45 ж.)
1852 = 109 душ
1859 = 102 души
1890 = 45 душ
1898 = 94 человека (приписное население)
1899 = 91 душа
1925 = 46 едоков
1929 = 132 жителя
2002 = 32 зарегистрированных жителя
2006 = 29 зарегистрированных жителей
2010 = 32 зарегистрированных жителя
2021 = 35 зарегистрированных жителей
2023 = 113 зарегистрированных жителя (по информации от администрации Рузского городского округа)
Летом 2021 г. активистами деревни была проведена большая подготовительная работа, основной целью которой являлось устранение всех противоречий по включению в программу газификации, осуществляемой в Московской области.
Основные результаты подготовительной работы:
1. Проведён учёт домохозяйств, расположенных на территории д. Землино. Выявлено 165 жилых строений и более 50 участков, которые по данным Публичной кадастровой карты предназначены в том числе под застройку индивидуальными жилыми домами;
2. Проведён подомовый опрос жителей, в результате которого выявлен факт проживания в деревне на постоянной основе более 200 человек. 32 жителя постоянно прописаны. В летний период количество жителей в деревне увеличивается до 450-600 человек, 15% из которых дети;

## Экономика

### Экономическая ситуация
Деревня Землино — достаточно экономически развитый населённый пункт. В окрестностях функционирует два предприятия торговли: магазин продукты в Новом Землине и около ст. «Партизанская». Также отлично работают телесистемы и Интернет-связи (установлены 3 ретрансляционные вышки операторов мобильных систем МТС, Билайн и МегаФон). Ранее (до 2000-х гг.) в Землине работали передвижные службы продажи продуктов, молока (продажа из подсобного хозяйства «Дворики», а также приезжала бочка «Молоко» из п. Космодемьянский) и пропана (для газовых плит в частные дома). В настоящее время из передвижных служб работают «частники» из ближайших регионов (Смоленская и Московская областей). В настоящее время в подсобном хозяйстве «Дворики» продают молочную продукцию.
В частном приусадебном хозяйстве землинчане в основном заняты огородничеством. Скотоводство представлено как отдельный производственный сектор, принадлежащий подсобному хозяйству «Дворики». Выращивание крупного рогатого скота (коровы), коз, овец и домашней птицы (куры, гуси), последующее их использование на молочные и мясные продукции. На некоторых дворах выращиваются частные скоты и домашние птицы. Также в деревне развито пчеловодство.

### Промышленность

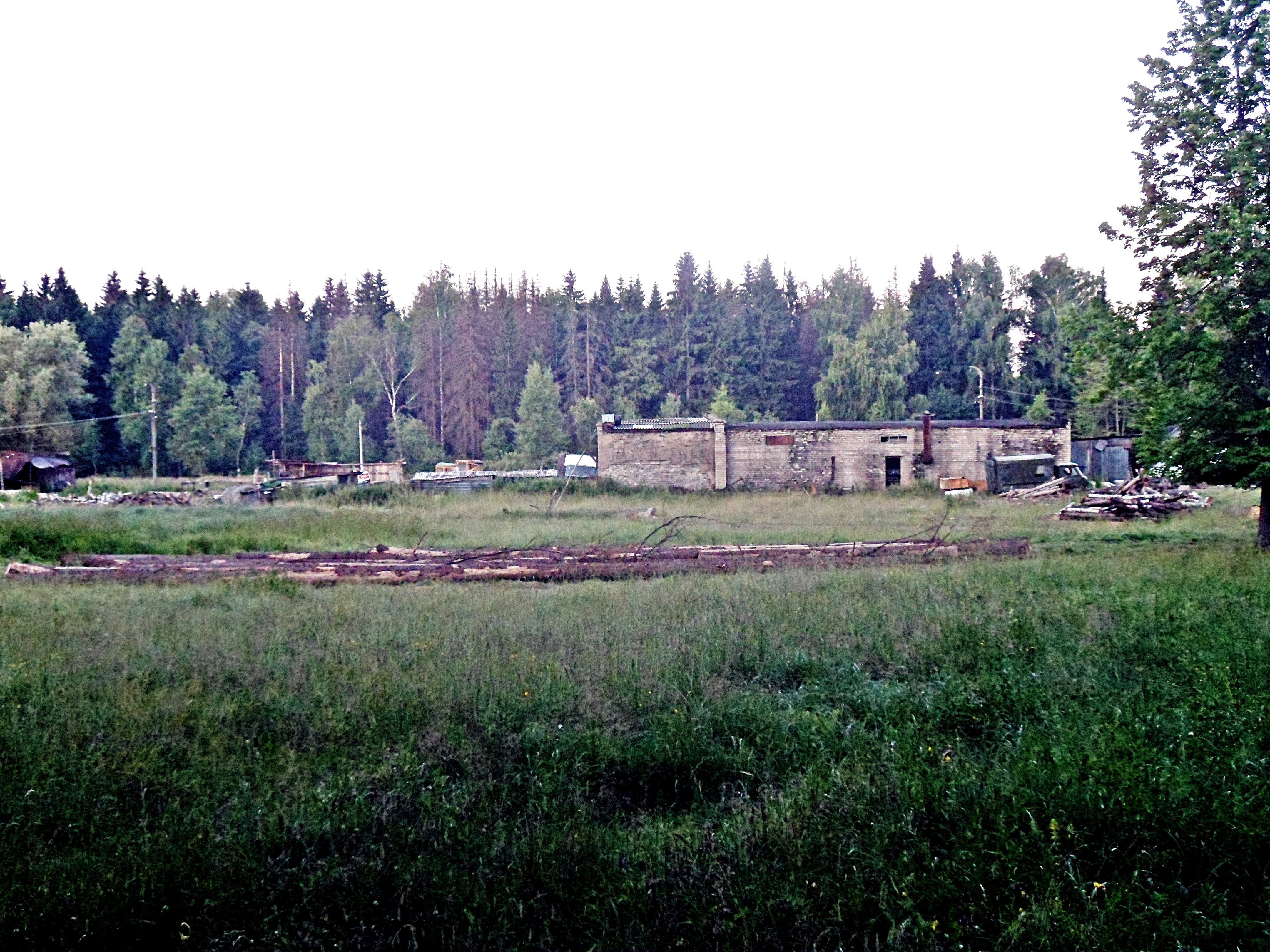
Подсобное хозяйство «Дворики»

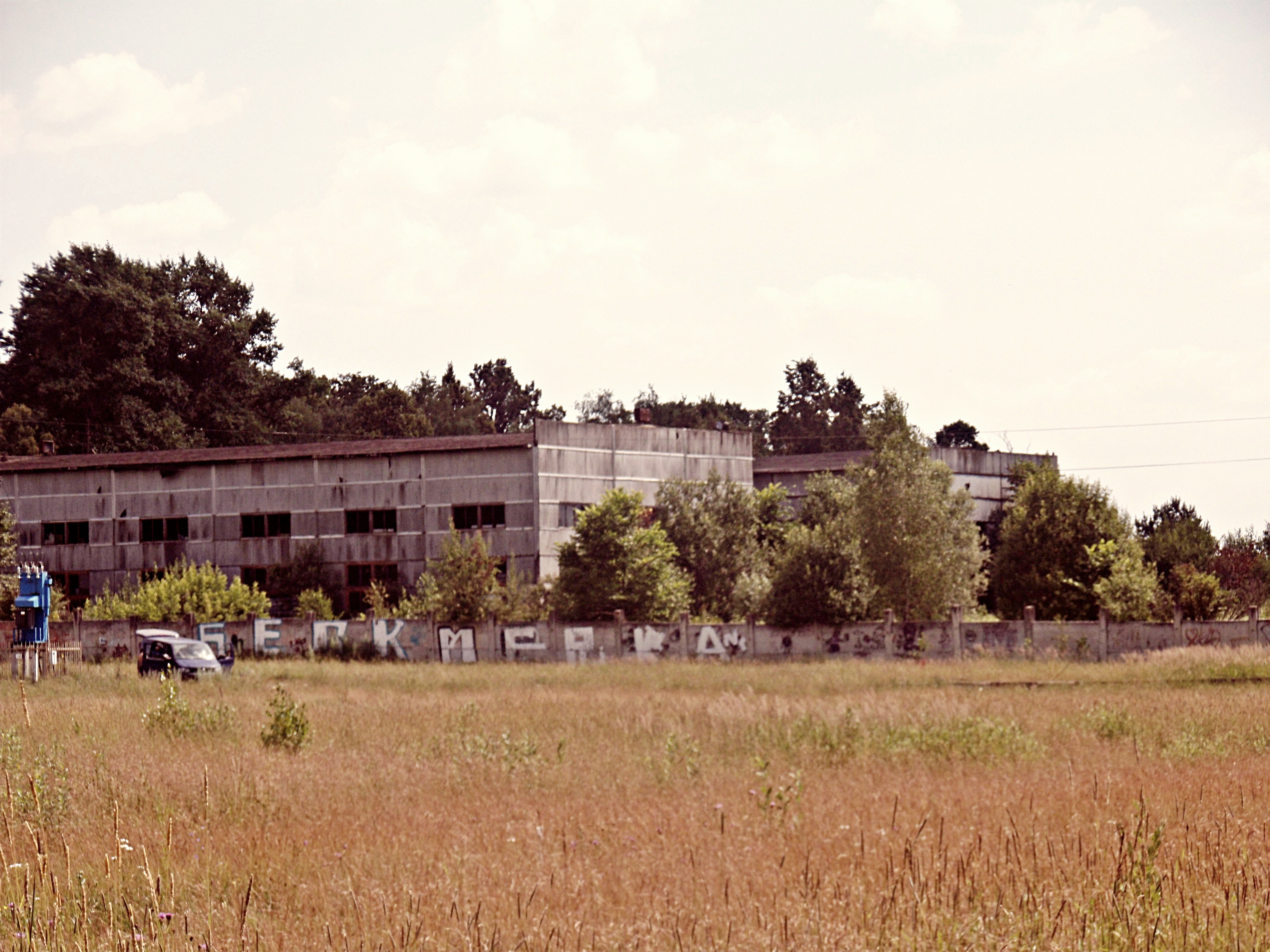
Склады бывшей РСБ хозяйственного управления Министерства цветной металлургии СССР

Промышленность и производственная сфера в Землине на данный момент не развиты. В настоящее время частично функционирует (после распада Советского Союза) два производственных объекта:
- Подсобное хозяйство «Дворики» (до конца 1980-х гг. относился к быв. п/л «Чайка»). Сейчас, как и ранее производит молочные продукты, а также мёд, прополис и другие фермерские товары. До 2019 г. от п. Космодемьянский работала мобильная доставка молока по окрестности Землина. До сих пор пастух подсобного хозяйства выгоняет скот на местные пастбища, а также на водопой на речку Зуевка у заводи в районе моста по ул. Молодёжной.
- Бывшая ремонтно-строительная база хозяёственного управления Министерства цветной металлургии СССР Предприятие работало с 1980-х по 1992-й год, как складская база строительных материалов на территории усадьбы Шелковка. Включала в себя лесопилочный цех (цех № 4) по подготовке материалов для производства мебели. Местные жители собирали отходы производства (опилочные стружки), сбрасываемые из цеха сразу за забор по транспортировочной ленте. В настоящее время (2020 г.) территория полностью заброшена.

### Туризм
В Землине есть только один объект сферы отдыха — ДО «Мирный». Дом отдыха функционирует с 1970-х годов. В 2000-х годах работал как мотель для автомобилистов, следующих по Минскому ш., а также как летний детский (в том числе спортивный) лагерь. Это традиция бывшего пионерлагеря «Юность», который позже (в 1970-х гг.) стал «Мирным». На территории дома отдыха функционировали 4 жилых корпуса, бассейн, конный двор, футбольный стадион. Официально бывший ДО законсервирован, территория охраняется.
Также туристы и гости часто посещают Смирновские и Сахарный пруды с целью рыбалки и пикника.

## Образование
В д. Землино с 1933 г. существовала начальная школа, в которой на 01 января 1937 г. обучались 57 учеников и работали 2 учителя. Директором значился Пылов Иван Степанович. Во время войны и до 1950-х гг школа в Землино отсутствовала. В 1953-1954 учебном году 3 ребёнка из Землино (2 в возрасте 7 лет и 1 в возрасте 10 лет) стали посещать начальную школу в д. Грибцово, существовавшую там с 1920 г.  В 1955-1956 гг. начальная школа была восстановлена в Землино и продолжала работу вплоть до 1970 г.По информации из архивных документов, хранящихся в МКУ «Архив» Рузского городского округа Московской области, в сентябре 1956 г. в землинскую школу на должность учителя младших классов пришла Баженова Дина Фадеевна (1916 гр, средне-педагогическое образование). Стаж работы Дины Фадеевны вёл свою историю с 1935 г.
С 15 августа 1963 г. вторым учителем младших классов начала работать Баженова Людмила Алексеевна - дочь Дины Фадеевны.
По общей информации из архивов обе учительницы продолжали работать в Землино вплоть до октября 1965 года (проходили по зарплатным ведомостям). По воспоминаниям старожилов деревни, перешедших в 1968 г. из начальной Землинской школы в среднюю общеобразовательную в Дорохово, школа в Землино продолжала работать ещё пару лет после их выпуска.
Последнее упоминание о землинской школе встречается в протоколах заседаний исполкома Рузского районного совета депутатов от января 1968 г. (выделены 40 рублей из бюджета РОНО).
С конца 1970-х по настоящее время деревня относится к Дороховской начальной и средней школе.

## Садоводческие товарищества
Деревня Землино — населённый пункт в окружении плотной застройки частными дачными участками (садоводческими товариществами).
- СНТ «Дворики» — самые первые дачные участки, появившиеся вдоль Минского ш. до 1980-х гг.[139] (на месте яблоневого сада) от Электродного завода. Посёлок получил название «Дворики». В настоящее время садоводческое товарищество насчитывает более 190 участков. Одна из улиц названа в честь завода — Электродная.
- СНТ «Партизанская-1» — одни из поздних по времени постройки дач. Садовые участки находятся на засыпанном болоте. Ранее здесь было непроходимое осиновое болото от железнодорожного полотна до южных границ посёлка. Дачи с весны 2013 г. полностью огорожены и охраняются.
- СНТ «Ольха». Сооружены на болотах в долине р. Зуёвки, поэтому и в настоящее время в посёлке работает дренажная система.
- СНТ «Дворики» — садоводческое товарищество сотрудников Краснопресненского сахарнорафинадного завода имени Мантулина. В северной части дачного посёлка проходит 22 улицы. Южная часть (вдоль «Ольхи») — с 2016 г. ТСН «Южное».
- СНТ «Проектировщик». Народное название — «Стальпроект». Дачные участки расположены между СНТ «Кибер» и СНТ «Дворики (север)». В состав входит 151 участок[140].

## Транспорт

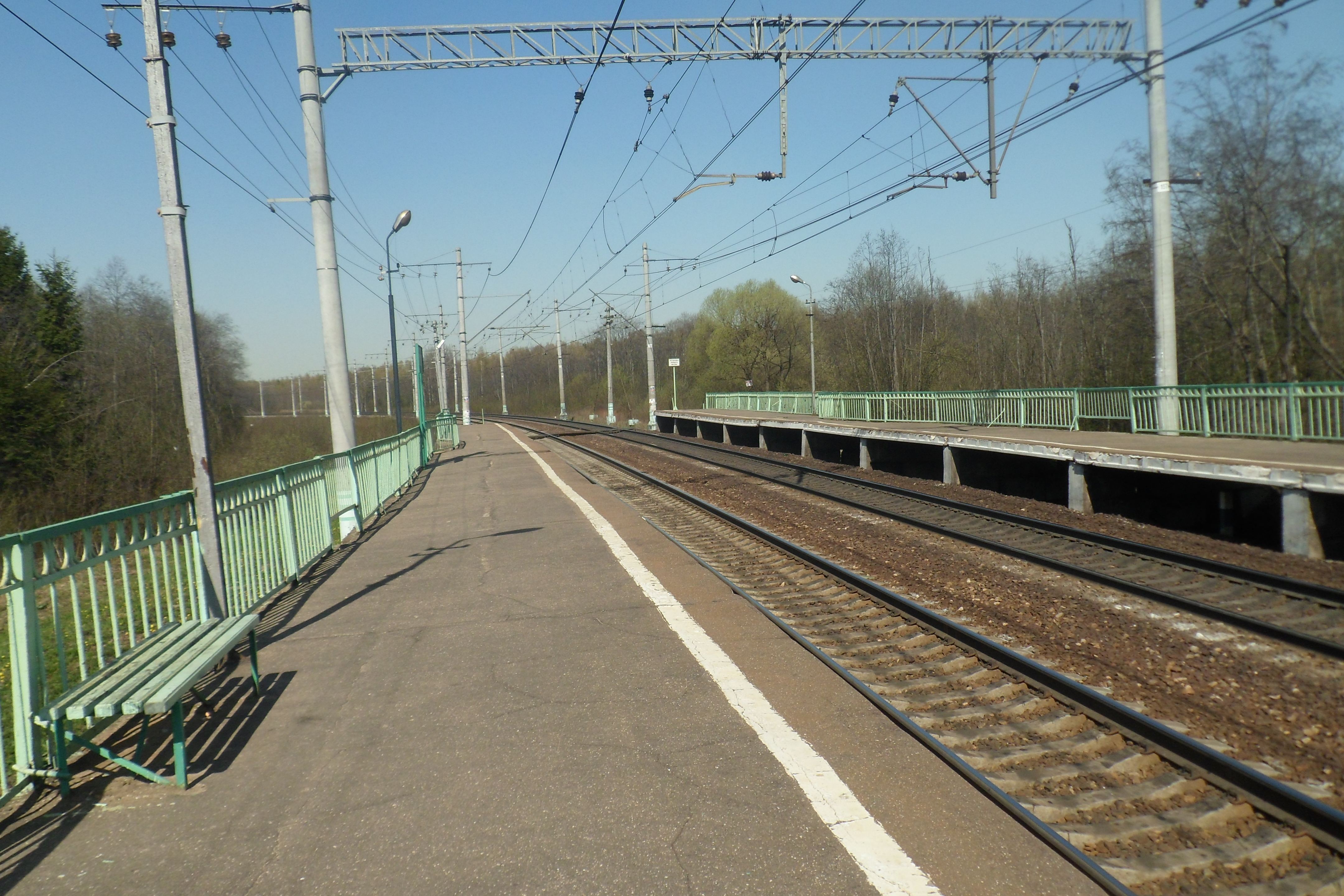
Пассажирская платформа

### Железнодорожный транспорт
Ближайшим к Землино остановочным пунктом является железнодорожная платформа Партизанская Смоленского направления МЖД, расположенная на перегоне Можайск — Дорохово.

### Автобусное сообщение
Пригородные (внутриобластные) автобусы следуют мимо Землино по Можайскому и Минскому ш. до Можайска, Дорохово, Кубинки и до Москвы (метро «Парк Победы»). По Минскому ш. следуют автобусы маршрута № 457 (Можайск — Москва), по Можайскому ш. следуют автобусы по маршруту № 53 (Можайск — пос. сан. им. Герцена). Остановочных пунктов для автобусов в районе деревни Землино по Минскому и Можайскому шоссе нет.

## Общество

### Религия
Землино — населённый пункт с доминантным русским населением и выраженным православием. В самом населённом пункте отсутствуют церкви или храмы. Землинчане посещают Церковь Покрова Пресвятой Богородицы в деревне Алексино.

### Здравоохранение
Деревню Землино обслуживают поликлиника № 4 Тучковской районной больницы (Дорохово, 1-й Советская ул., 6) и Тучковская районная больница.

## Культура
В летний сезон на территории дома отдыха «Мирный» проводятся собственные концерты с ограниченным доступом.
Ранее (до 2008 г.) на поле, расположенном на восточном берегу Смирновского пруда ежегодно в августе проводились реконструкции Бородинского сражения.

## Планировка

### Архитектура
Застройка в деревне плотная, компактная; возводилась и сооружалась деревня вокруг главного стрежня — основного перекрёстка на Молодёжной ул. Ранее здесь проходили дороги Шелковка — Гранино — Землино (в настоящее время Новое Землино одна из составных частей деревни) и Грибцово-Землино-Алексино. Трассу последней можно проследить по полевой грунтовой дороге от д. Грибцово на север до пересечения с Минским ш., далее от Минского ш. по Центральной улице СНТ «Дворики» до моста через р. Зуевка. Далее от моста через речку по Молодёжной ул. д. Землино до полотна Смоленского направления Московской железной дороги в районе старого переезда Смирновской дороги. И от полотна железной дороги до Можайского шоссе по 2-й Центральной линии СНТ «Филит-1». Дорога на Гранино проходила напрямую через территорию усадьбы, так как до начала XX в. не было водоёма и парка. В XX в. деревня развивается к северу, востоку и западу. На юге Землино граничит с р. Зуёвкой. В Землине все улицы пересекаются в основном под прямым углом, образуя правильные перекрёстки. До 2010-х годов в деревни было 3 улицы: Молодёжная, Центральная и улицы Зуевки (4 улицы именуемые в честь р. Зуёвки). После присоединения Нового Землина в состав вошли 2 улицы: Лесная и Центральная. Севернее Землино проходит Смирновская дорога — часть от старой дороги между Старосмоленским ш. и усадьбой Шелковка.
Основной архитектурной доминантой деревни служит главное здание бывшего  усадебного комплекса (последним известным владельцем был винопромышленник В. П. Смирнов), возведённое в 1870-1890-х годах, частично реконструированное в начале XX века и подвергшееся значительной перестройке в середине XX века. Архитектурный проект реконструкции главного усадебного дома некоторые специалисты относят к работам архитектора Ф. О. Шехтеля, а мемуары В.П. Смирнова однозначно указывают на участие Шехтеля по крайней мере в реконструкции главного усадебного дома в 1905 г.  По информации министерства культуры Московской области, данное усадебное здание не является объектом культурного наследия, в связи с этим охранные меры по нему не предусмотрены.
Архитектура деревни — жилые деревянные или кирпичные дома высотностью менее 3 этажей, многие из которых были построены более полувека назад (и реконструированы в конце XX в.). Некоторые деревянные дома из бруса облицованы кирпичом. Дворы в деревне во многих случаях имеют П-образную планировку, огорожены деревянными или металлическими воротами/оградами. Ближе к центру участков расположены плодовые сады, огороды, разбиты цветники. Ближе к улицам расположены жилые дома. Деревня имеет основную автомобильную связь только с Минским шоссе, а пешую с Минским и Можайским шоссе (так как расположена между этими автомагистралями, но от Можайского ш. отделена Белорусским направлением МЖД и множеством СНТ с закрытыми сквозными проездами).

### Минское и Можайское шоссе

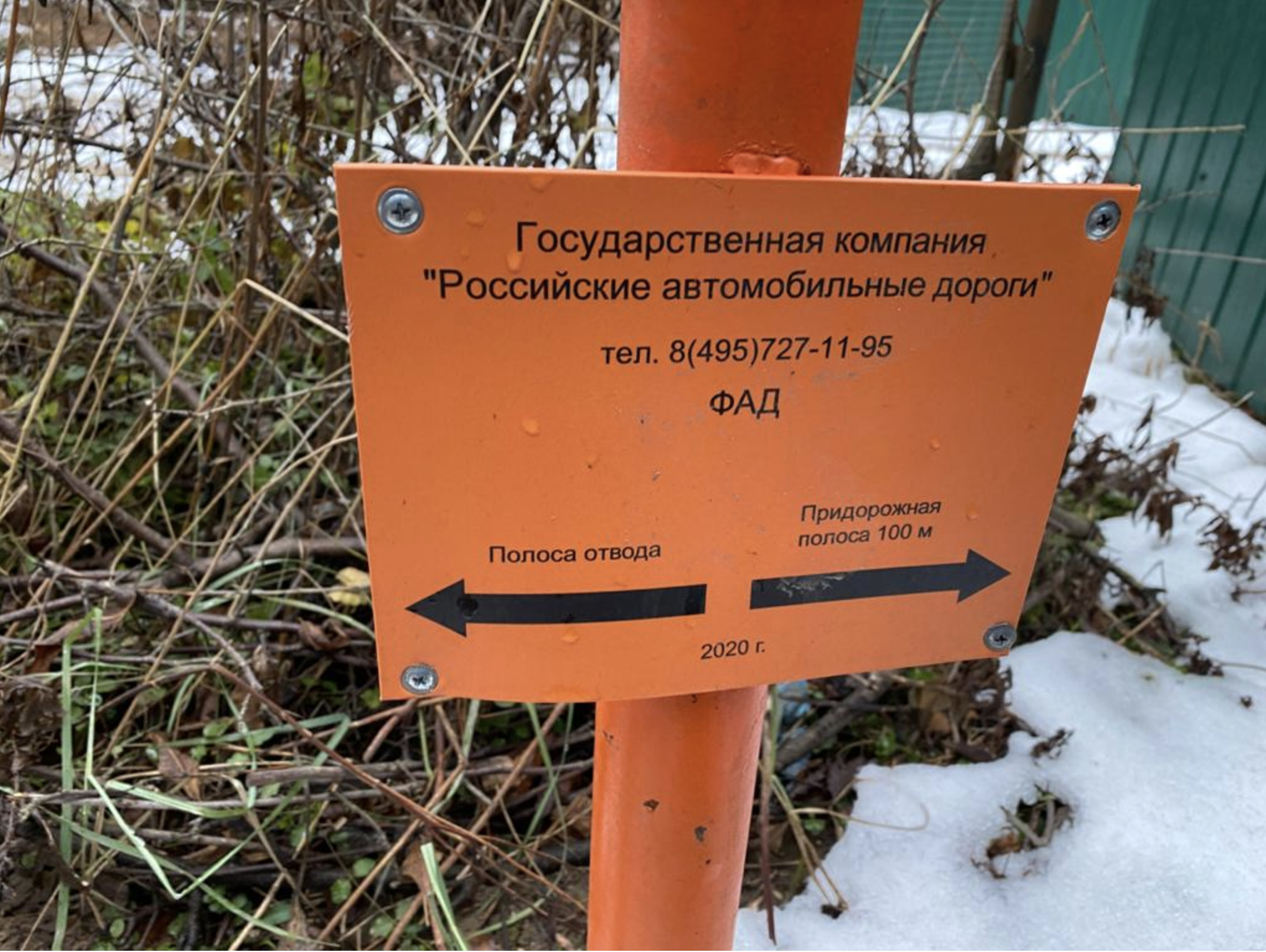
Указатель на границе СНТ «Дворики», разграничивающий полосу отвода будущей автодороги и стометровую придорожную полосу

Деревня Землино расположена между двумя автомобильными трассами: М1 (Минское ш.) (на участке между Моденово и Дорохово 88 км) и А100 Можайским ш. Проезд к деревне от Минского ш. возможен через СНТ «Дворики» по Центральной ул. и на юго-западе — по старой бетонной дороге. От Можайского ш. прямого проезда нет (возможен подъезд только к ст. «Партизанская»). Ранее проезд от Можайского ш. был по Смирновской дороге через переезд. В конце 70-80-х переезд был упразднён. Кирпичный домик смотрителя переезда уничтожен в 2006 г. До 2020 сохраняется колодец возле бывшего переезда со стороны СНТ «Филит-1».
В 2015 г. появились планы расширения Минского ш. до 4 полос в каждую сторону. Однако, для расширения автодороги государственная компания «Автодор» предлагает произвести снос жилых дачных домиков для летнего сезона в СНТ «Дворики», расположенном южнее деревни Землино. Как заявила пресс-секретарь ГК «АвтоДор» Е. Варёнова: «В данный момент этот проект находится на стадии разработки, там ничего ещё не утверждено — ни механизм привлечения инвестиций, ни трасса. Всё это обсуждается и будет обсуждаться. Обязательно в рамках проекта будут проведены общественные слушания, на которых те, чьи интересы затрагивает строительство трассы, смогут выразить свою точку зрения, и интересы этих людей учитываются». Строительные работы ещё не начаты на 88 км, однако на участке с 32-й по 45-й км Минского ш. введены в эксплуатацию новые полосы и эстакады автотрассы М1. В 2011 г. были открыты развязки дорог на Зайцево, Жаворонки, Киевское шоссе через Голицыно. На тему расширения автодороги 21 июля 2011 г. был снят репортаж Г. Вдовина «Трасса на грядках»
25 ноября 2020 г у съездов с Минского шоссе в СНТ «Дворики» на Верейскую улицу и Электродную улицу (правление СНТ) появились первые признаки грядущей реконструкции Минского шоссе. Проведены земляные работы, выпилена полоса в кустарнике вдоль дороги и установлены указатели, разграничивающие полосу отвода автодороги и стометровую придорожную полосу, в зону которой попадают ближайшие к шоссе участки.

## Достопримечательности

### Усадьба Шелковка

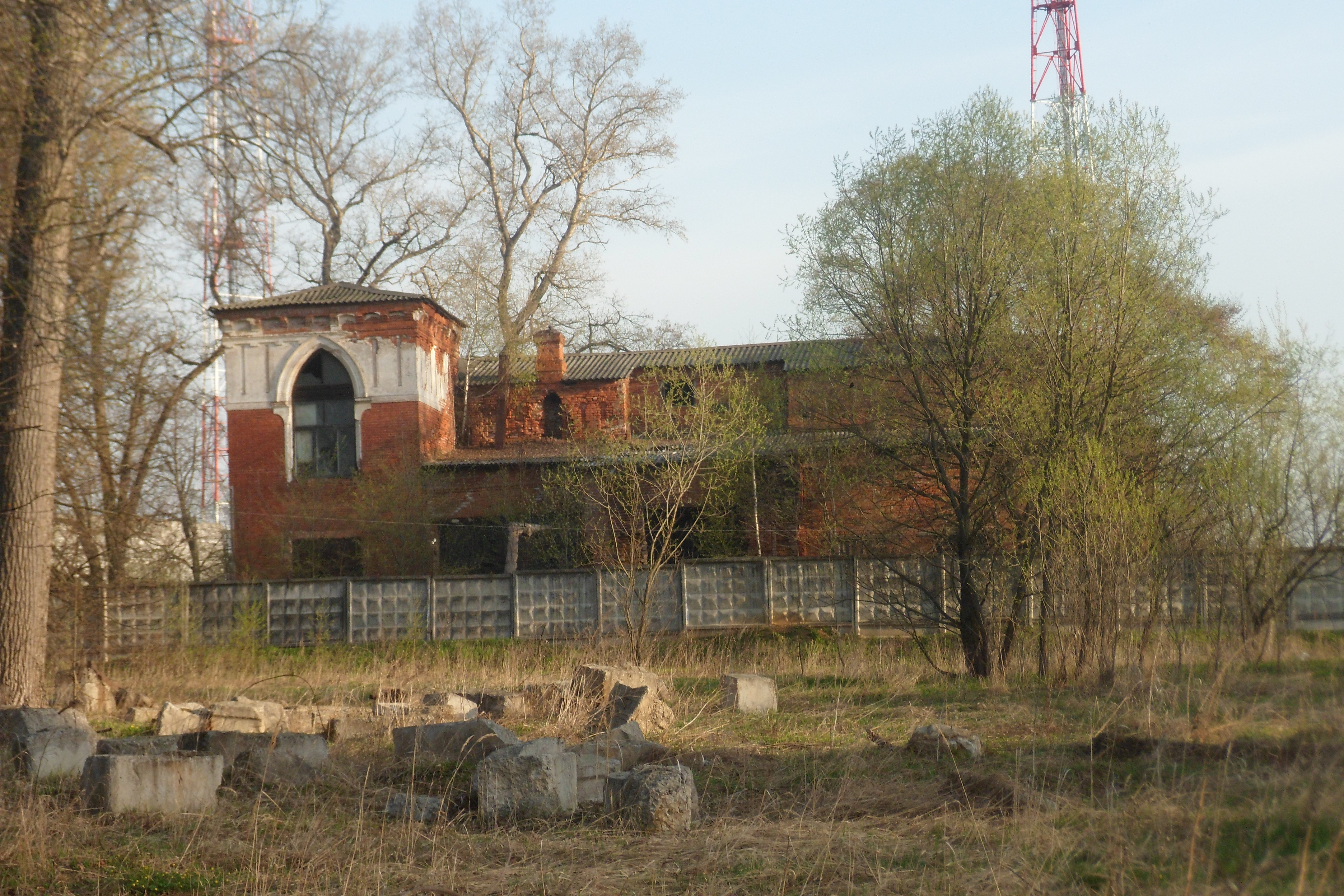
Главное здание усадьбы (вид с юга)
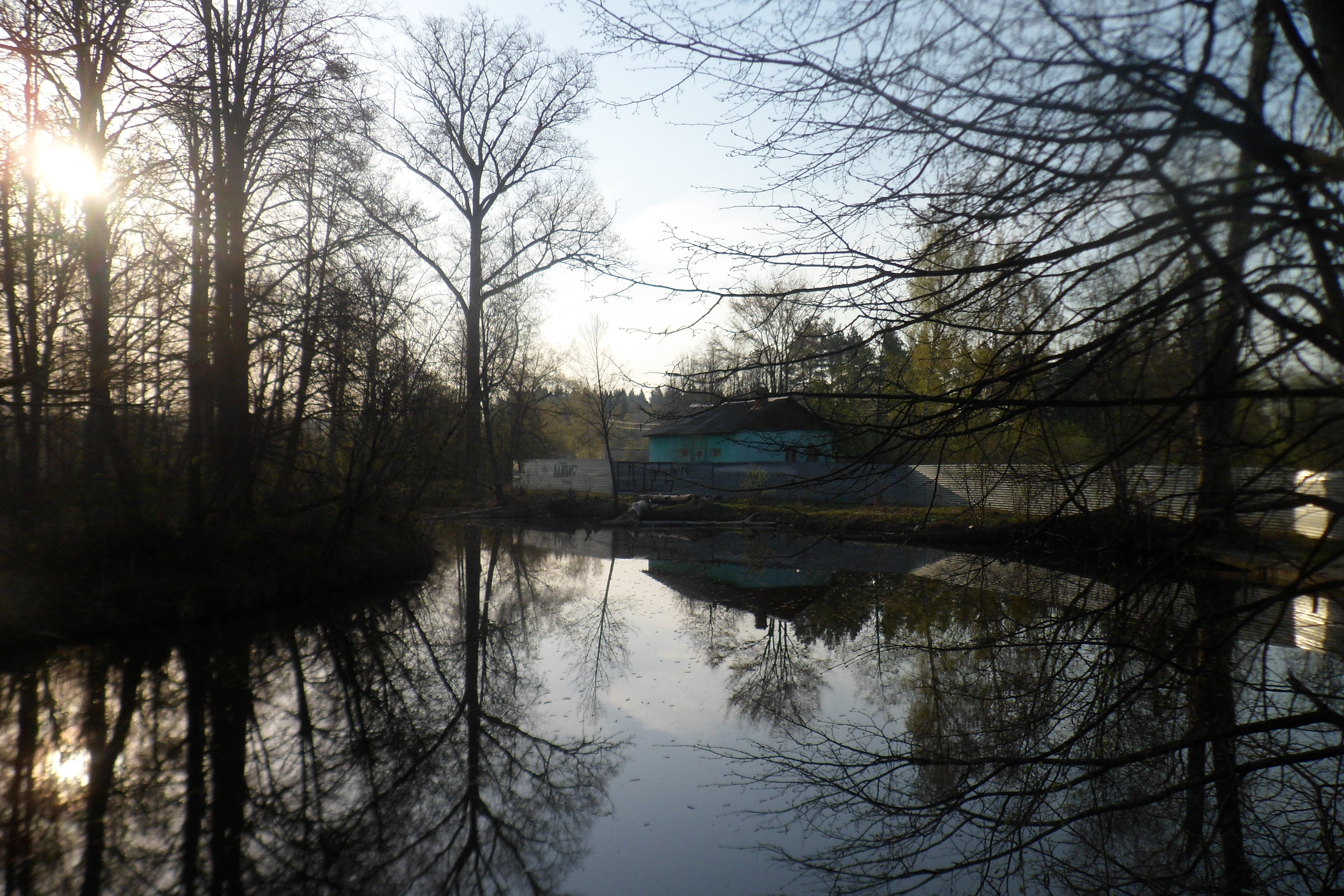
Смирновский пруд
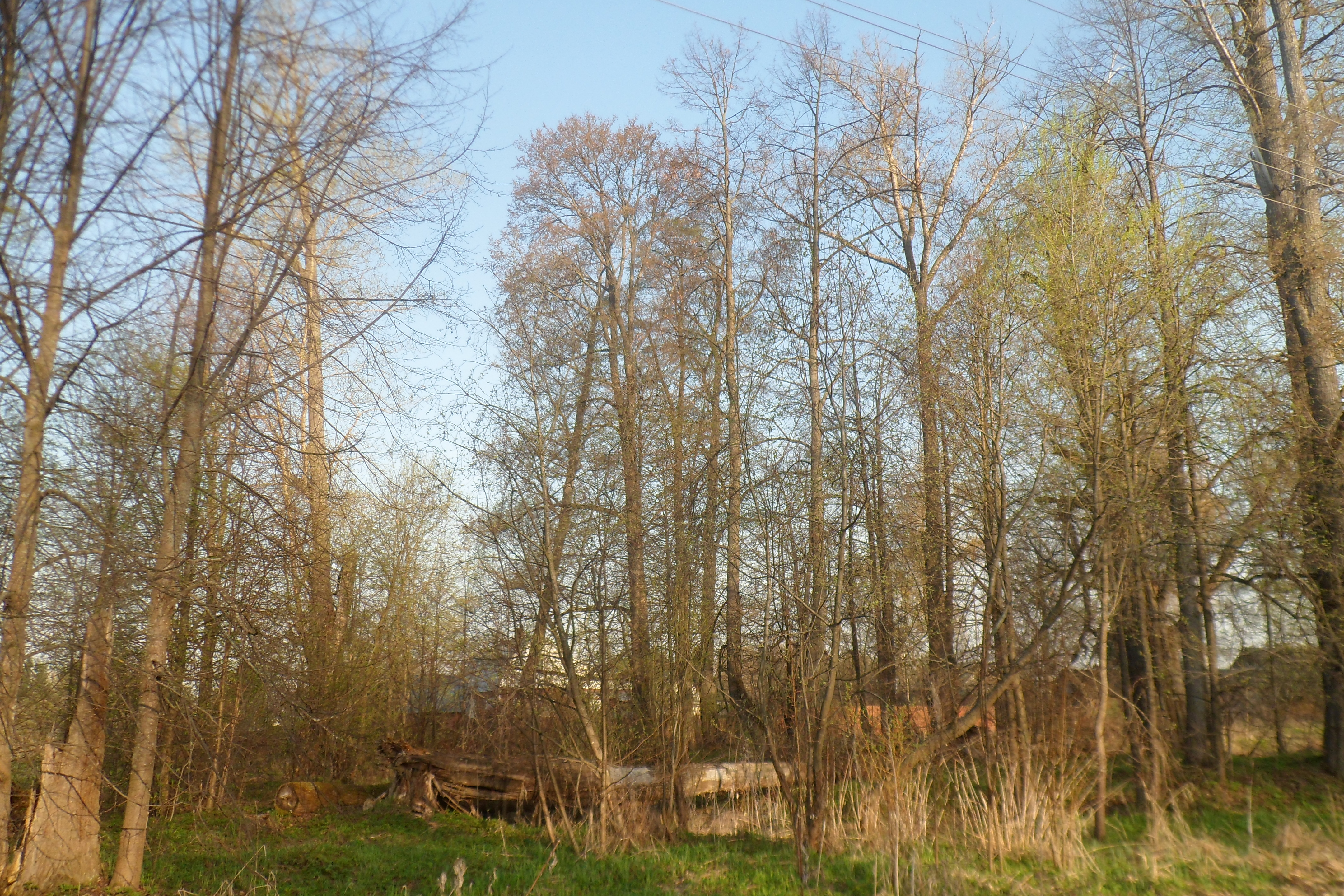
Заросли Смирновского парка

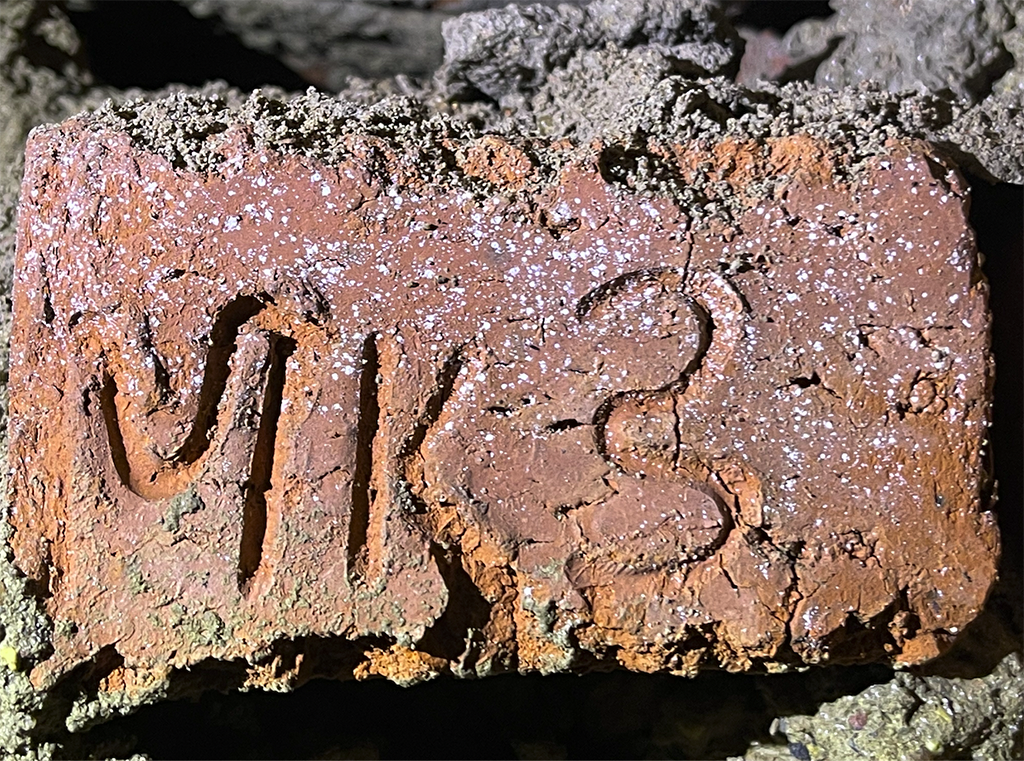
Фотография советского кирпича (до 1960-х годов) из свода проёма подвального помещения по южному фасаду усадьбы «Шелковка» (западное крыло)

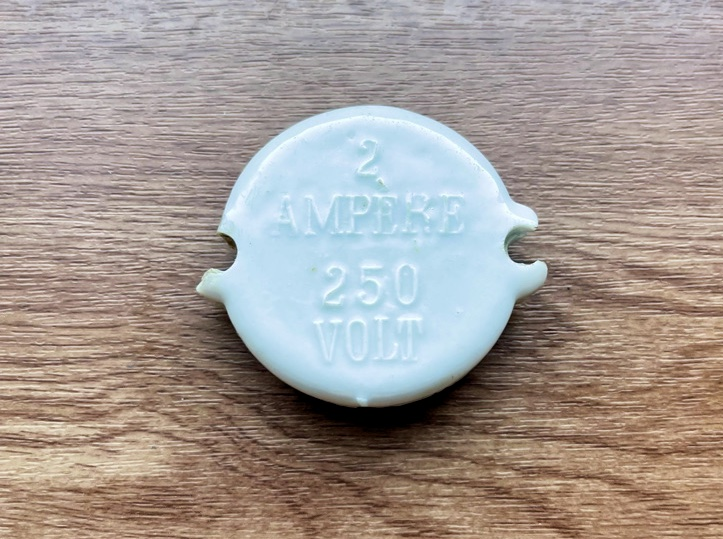
Часть электроустановки в имении Шелковка

В состав деревни Землино входит усадьба «Шелковка», последним владельцем которой стал винопромышленник В. П. Смирнов. На территории усадьбы расположены крупный парк с посадками тополей и лип (в настоящее время парк носит фамилию хозяина усадьбы, то есть «Смирновский парк»). Достопримечательностью парка можно считать липовые посадки, расположенные строго по кругу. Во времена Владимира Смирнова в усадьбе на этом месте была построена огромная деревянная беседка, на которой иногда играл военный оркестр и устраивались танцы. Все службы имения располагались в основном в направлении железной дороги. В трех каменных отапливаемых оранжереях со стеклянными крышами выращивались виноград, персиковые и сливовые деревья, а в особой оранжерее — экзотические цветы, которые летом высаживались в клумбы парка, вазоны, аллеи. Гордостью Владимира Петровича был его конный завод для разведения лошадей элитных пород, основанный в 1901 г. (это ошибка автора статьи в «Русской усадьбе», так как сам В. П. Смирнов в воспоминаниях упоминает, что он построил конезавод в «Шелковке» на деньги, вырученные от продажи доли в торговом доме, а это декабрь 1904 г. Кроме этого, первое упоминание конезавода Смирнова в официальных публикациях датировано 1905 г. Параллельно с этим, происходила и реконструкция усадьбы, прим. комментатора) Главное внимание он уделял выведению русской рысистой породы путём скрещивания лошадей орловской рысистой с наиболее резвой американской стандартбредной породой. На заводе имелся манеж, выводной зал с полом, затянутым верёвочным ковром, где с рысаками занимались в ненастную погоду. Конюшни, манеж и выводной зал соединялись между собой крытыми переходами. Все службы имели электрическое освещение. За версту от конюшен простирался обширный бег с виражами и беговой дорожкой.
Главное здание усадьбы было предположительно построено в конце XIX в. (1880—1890) из красного кирпича с белыми узорами из штукатурки и белого камня в стиле средневековой замковой архитектуры. В соответствии с существовавшими в Российской империи «Правилами для единообразной и прочной выделки кирпича…» от 1847 г. в параграфе 21 «Клеймение кирпича» указано, что «На каждом кирпиче должно быть непременно клеймо того завода, на котором он выделан. Клеймо выжимают на сырце при формировании его или во время сушки». Штамповать кирпичи обязывали ещё и для того, чтобы в случае каких-либо бедствий или разрушений (которые действительно случались) можно было определить их производителя. При визуальном обследовании остатков усадебных строений по северному, западному и восточному сохранившимся в практически первоначальном виде фасадам, а также подвальных помещений, кирпичей с дореволюционными клеймами не обнаружено. В изобилии разбросанные рядом с главным усадебным домом кирпичи также не имеют клейм. Имеющиеся клейма (ряд кирпичей в фундаменте по западному фасаду и в западном подвальном помещении) относятся к раннему советскому периоду. К сожалению, этот факт затрудняет определение точного года строительства усадьбы. С учётом информации о приобретении дома Смирновым В. П. в 1900 г и имеющимся в публичном распоряжении фотографическим материалом, становится совершенно очевидно, что последний владелец усадьбы к строительству основного дома никакого отношения не имел.

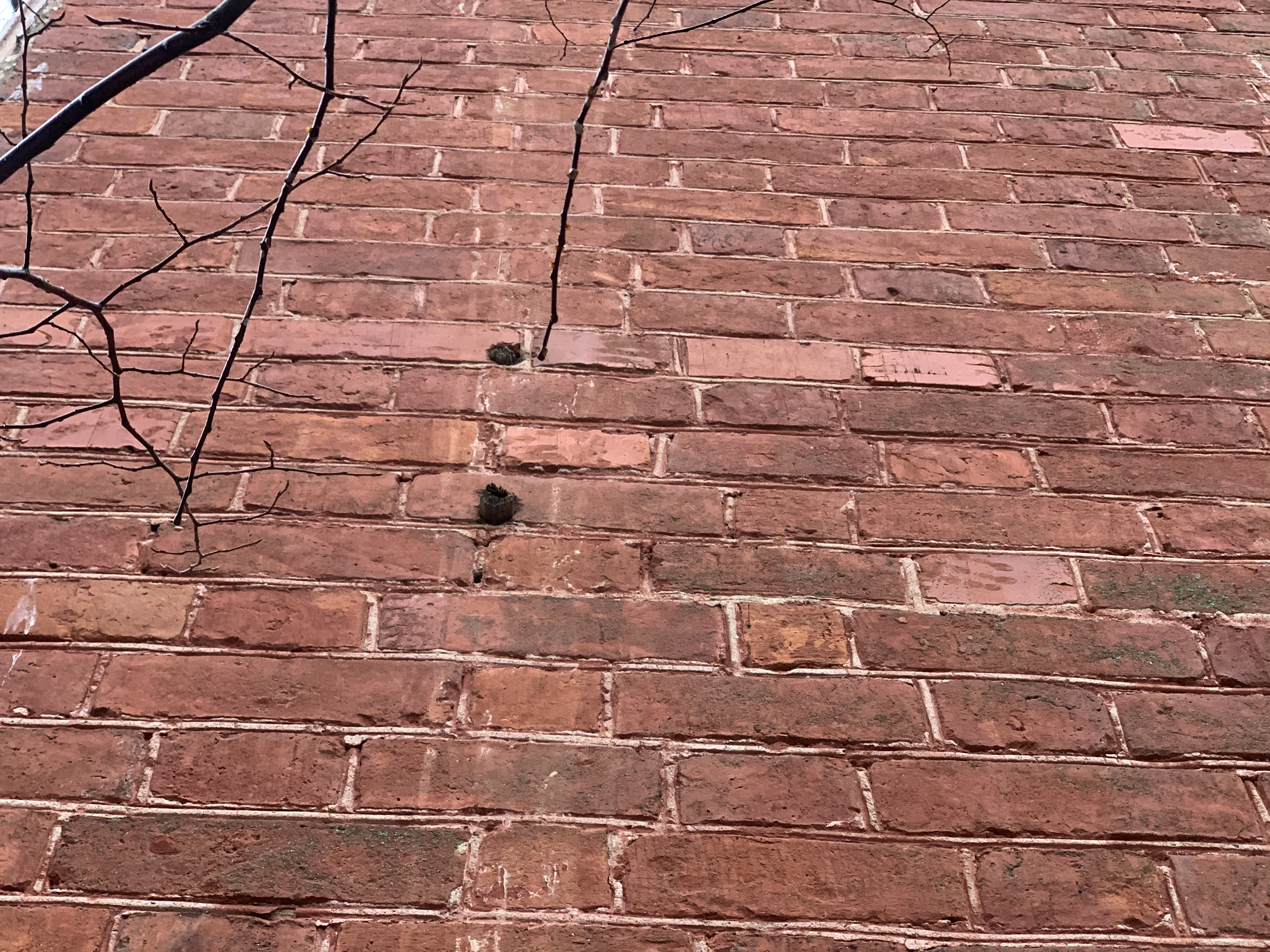
Кирпичная кладка на башне усадьбы "Шелковка"

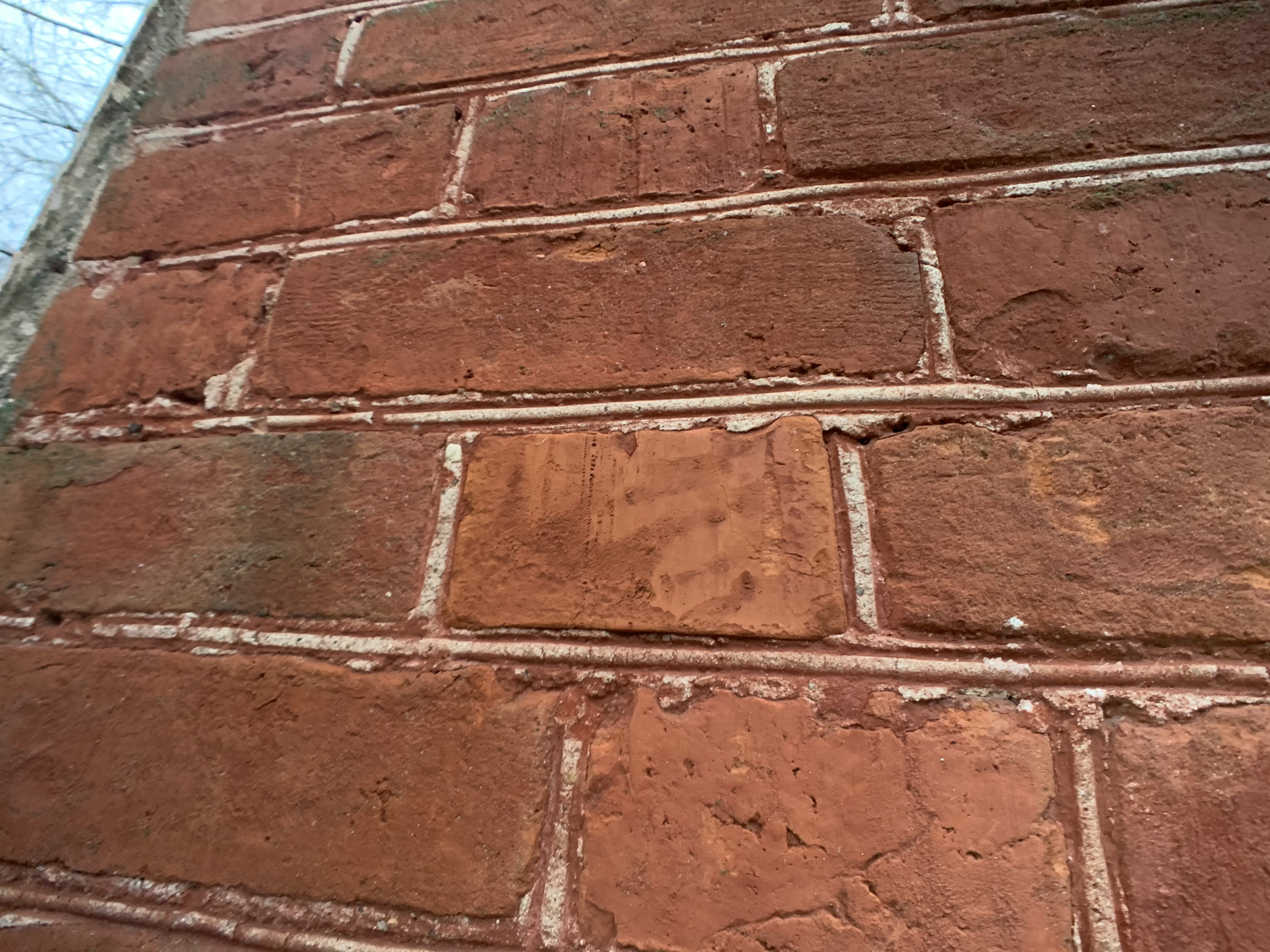
Шов кирпичной кладки на фасаде башни усадьбы "Шелковка"

В отсутствие клейм на кирпичах основой для точной атрибуции времени постройки усадьбы может служить тип перевязки кирпичной кладки и способ обработки швов в ней. На основании методических рекомендаций "Датировка кирпичных кладок XVI-XIX вв. по визуальной характеристике" при осмотре здания основным типом перевязки большинства сохранившихся аутентичных фасадов служит так называемая "верстовая перевязка" (ложок-тычок-ложок). Идентифицируемые по сохранившимся фотографиям здания переделки 1905 г. ( реконструкция В.П. Смирнова) так же улавливаются на фасадах по типу перевязки - "ложковой". "Верстовая" перевязка использовалась с XVII века до 90-х годов XIX в.
Способ обработки шва на видимых участках аутентичной кирпичной кладки явно идентифицируется, как "валик" - небольшой объём раствора, слегка утопленный в верхней и нижней частях, выпирающий из шва в центральной части в виде валика. Такой способ стали активно применять в конце XIX - начале XX вв.
Таким образом, применяя указанную методику, можно однозначно датировать постройку усадебного дома 1880 и не позднее 1890 гг.
Ярким примером аналогичной архитектуры служит имение «Колосово» Чертковых в Алексинском районе Тульской области. Усадьба перестраивалась в стиле готического замка на рубеже 1890-х годов её владельцем К.Н. Пасхаловым. Судя по архивным фотографиям семьи В. П. Смиронова, дошедшим до нас, в Землино были повторены некоторые декоративные элементы, включая в частности лестницу и фонтан/клумбу перед основным входом, с популярной в то время скульптурной композицией «Мальчик и девочка под зонтом» (в случае с Колосово и Землино скульптуры одинаковые).
Аналогичен по идее, но реализован в несколько другом масштабе «замок» в Брянской области возле города Клинцы в имении фабриканта Сапожникова «Вьюнки». Основные элементы здания повторяются, присутствует фонтан. Здание было сооружено в 1910—1912 гг.
В 1880-х начинается строительство клинического городка Московского Университета на Девичьем поле. Одним из первых зданий становится Акушерская клиника, основным спонсором строительства которой выступила Елизавета Васильевна Пасхалова (в девичестве Носова), жена Клавдия Никандровича Пасхалова и племянница суконного магната Василия Носова. Почему Елизавета Васильевна могла стать спонсором? Вероятно, по просьбе Владимира Фёдоровича Снегирёва, ставшего инициатором строительства акушерской и гинекологических клиник, а затем и руководителем одной из них (гинекологической). Летом он обычно уезжал на свою дачу близ села Фомищево в Алексинском уезде Тульской губернии, где оперировал в специально выстроенных для этого бараках. Село Фомищево расположено всего в 8 км от имения Колосово. Вполне вероятно, что семьи Снегирёвых и Пасхаловых были близкими знакомцами на почве соседства их имений.
В этом эпизоде сходятся сразу 3 линии, пронизывающие историю усадьбы в Землино:
- Медицинские круги
- Московский университет
- Перестройка имения «Колосово» в 1880—1890-х

Напомним, что в обозначенный период 1880—1890 гг. деревней Землино владели:
- 1863—1880 (?) предположительно штабс-лекарь, тверской дворянин Карл Христианович Войт / 1771 — ок.1880/
- 1880—1881 (?) доктор медицины (1860 г. Московский университет) Дмитрий Карлович Войт / 06.07.1823 — 31.08.1881/
- 1881(?) — 1895 коллежский советник, филантроп, доктор медицины, акушер-гинеколог Чиж Михаил Ильич / 1833 — 24.03.1895/

Версия о строительстве первого усадебного дома в готическом стиле на рубеже 1880—1890 гг под влиянием впечатления от усадьбы «Колосово», через связь с главным спонсором строительства акушерско-гинекологической клиники при Московском университете требует дальнейшего более глубокого и скрупулёзного исследования.
| Усадьба «Колосово» Чертковых в Алексинском районе Тульской области. 1890-е годы. | Парадная часть имения «Шелковка» со скульптурной композицией. 1905—1910 | Усадьба «Вьюнки» фабриканта Сапожникова в Клинцах, Брянской области. 1910—1912 гг. |

  

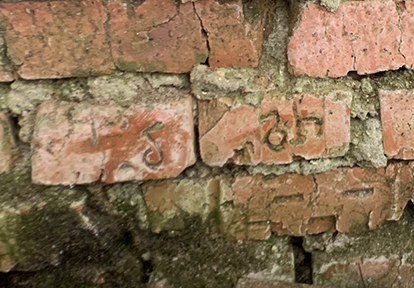
Ранний советский кирпич из фундамента по западному фасаду усадьбы «Шелковка» (западное крыло)

Как уже отмечалось ранее, архитектурный проект последней версии усадебного комплекса некоторые специалисты относят к работам архитектора Ф. О. Шехтеля. В частности, российский историк архитектуры, академик РААСН, Кириченко Евгения Ивановна в своей работе " Ф. О. Шехтель. Жизнь. Образы. Идеи " отмечает, что: «Шехтель много занимался проектированием усадеб.» (стр.151), «По проекту Шехтеля была сооружена усадьба Патрикеева в Химках, для водочного короля Смирнова — подмосковная усадьба в Шелковке.» (стр.152), «Кроме церкви Пимена зодчий спроектировал для В. П. Смирнова имение Шелковка в Верейском уезде в 60 верстах от Москвы.» (стр.225), «Такое совмещение в единой композиции ультрасовременных и историзирующих тенденций сродни аналогичному сочетанию форм в усадьбе Шелковка, спроектированной Шехтелем для российского водочного короля П. В. Смирнова. Очевидно, в даче под Самарой, как и в подмосковной усадьбе, соединение форм и стилистики модерна и восточной архитектуры диктовалось требованиями заказчика. В Шелковке оно было вызвано желанием отразить в облике усадебного дома факт пребывания владельца усадьбы с деловой поездкой в Индии.» (стр. 275—276). Сам В. П. Смирнов в своих воспоминаниях отмечал, что большинство архитектурных проектов для семьи выполнял «…Фёдор Осипович Шехтель, принимавший участие в реконструкции большинства наших смирновских домов в Москве и Подмосковье.» (стр.88) Далее он добавляет, что «Наше имение в Шелковке в шехтелевском стиле было похоже на византийский замок из красного и белого кирпича. Белый использовался для обрамления остроконечных окон, арок, дверей и верха дома.» (стр.141) По воспоминаниям очевидцев, часть здания была оштукатурена в белый цвет. Въездная арка с замысловатым замковым орнаментом по верхней части была полностью покрыта белоснежной штукатуркой. В начале XX века (~1900-1905) здание подверглось реконструкции, в частности, была изменена геометрия оконных проёмов на южной (главной) фасадной части. Таким образом, принимая во внимание все имеющиеся на данный момент факты, можно предположить, что в конце XIX века существовал усадебный комплекс, построенный предыдущими (до В. П. Смирнова) владельцами, который был реконструирован по проекту Ф. О. Шехтеля в 1901-1905 гг и частично сохранившимся дошёл до нашего времени. 

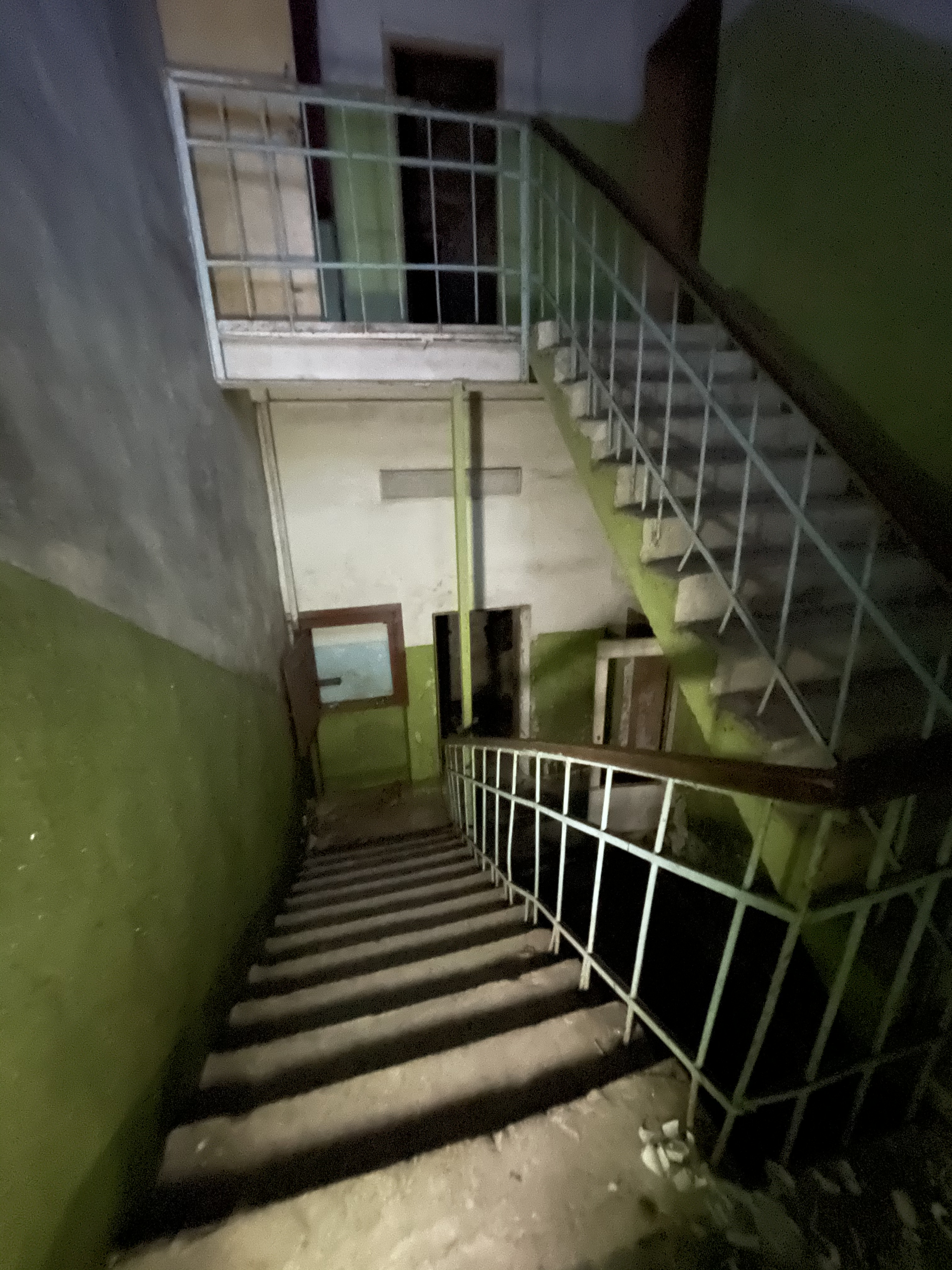
Современные лестничные марши в бывшем имении Шелковка (Смирнова ВП)

С конца XVIII и весь XIX век (107 лет официально подтверждённых в разных исторических источниках) деревня и усадьба переходила от одного владельца к другому, оставаясь в «медицинских кругах». Всё это время ею владели медики — доктора наук, профессора различных университетов. В большинстве их объединял Московский Императорский воспитательных дом и Мариинская больница при нём, а также Московская медико-хирургическая академия. Все владельцы тем или иным способом были связаны с этими объектами вплоть до конца XIX века.
Первая усадьба возникла на этом месте в промежутке 1816—1819 гг., когда владельцем деревни после смерти предыдущего становится ординарный профессор ботаники Московского университета и Московской медико-хирургической академии, почётный член Академии Наук Адамс Михаил Иванович (Michael Friedrich Adams) /30.06.1780 — 01.07.1832 или 01.03.1836/. В 1819 году в метрических книгах Покровской церкви села Алексино населённый пункт впервые после долгого перерыва (с 1686 г.) упоминается, как сельцо. То есть на территории деревни присутствует усадьба с барским домом и служебными постройками.
В. П. Смирнов — сын российского предпринимателя, крупнейшего производителя водки марки «Smirnoff», Петра Арсеньевича Смирнова, стал первым и последним частным владельцем усадьбы в XX веке. После смерти отца, в январе 1903 года сыновья Петра Арсеньевича: Пётр, Николай и Владимир учредили торговый дом «Пётр, Николай и Владимир Петровичи Смирновы, торгующие под фирмой „П. А. Смирнова в Москве“». С 1903 года Владимир Смирнов находится на должности директора торгового дома, но в 1904 году уходит из состава торгового дома. В это время он целиком сосредотачивается на разведении лошадей в том числе и на конезаводе в Землино. После революции попадает в опалу у новой власти. В 1918 г. бежал от произвола большевиков из центральной России на юг. В 1919 примкнул к Добровольческой армии, в том же году чудом избежал расстрела большевиками в Пятигорске и отбыл с остатками Белой Армии в Константинополь. В 1924 г. Смирнов переехал в Львов. С 1920-х гг. усадьба пришла в запустение. Владимир Петрович Смирнов написал позже книгу «Русский характер», где описывал в частности свою жизнь в усадьбе «Шелковка». Несмотря на богатую историю усадьбы, Министерство Культуры Московской Области не считает таковую объектом исторического и культурного наследия. Что можно принять в свете открывающихся фактов о современном состоянии здания.
После 1929 г. на территории деревни существовала МТС, где ныне расположена липовая роща и склады лесопильного завода, а также Землинская школа тракторных бригадиров и комбайнеров.
В послевоенное время (1950—1960-е годы) усадьба состояла из уцелевшего главного жилого дома (первый этаж занимал сельский клуб, второй этаж был отдан под библиотеку школы), парка при нём и каскада прудов. В те времена в здании проводились общественные мероприятия, включая новогодние детские ёлки. В восточной части усадьбы расположилась начальная школа, чуть далее через пруд располагался пионерский лагерь «Юность» (затем пионерлагерь «Мирный», ныне дом отдыха «Мирный»). С западной стороны в усадьбе была возведена новая постройка — продуктовый магазин. По мнению старожилов, он сохранился до настоящего времени в виде подсобного помещения. Сейчас на нём установлены светодиодные прожекторы, включающиеся каждую ночь. Фактически, магазин прекратил своё существование к середине 80-х.
Ближе к концу 60-х — началу 70-х годов XX века, перпендикулярно к сохранившемуся зданию магазина были пристроены помещения скрепочной фабрики, общественных бань и фельдшерского пункта. Разрушены к началу 80-х годов. В конце 80-х годов усадебное здание превращено в административно-складское помещение ремонтно-строительной базы хозяйственного управления Министерства цветной металлургии СССР. К началу 2000-х годов пришло в полное запустение.
С 1917 по 1988 год аутентичная внутренняя планировка главного усадебного здания полностью утрачена (уничтожена). По информации от потомков В. П. Смирнова, во время Великой Отечественной войны в здание попала бомба и почти полностью разрушила его главный фасад. Этот факт подтверждается обилием современного кирпича на месте бывшего парадного входа в усадебный дом, а также полной переделкой внутренних объёмов с использованием современных материалов (напр. стандартные бетонные лестничные пролёты). Большими фрагментами частично сохранились только фасады дома, частично фундамент и сводчатые потолки подвального помещения восточного крыла здания. Фасады, фундамент, перекрытия подвальных частей и этажей здания подвергались реконструкции с использованием современных стеновых материалов (кирпич, бетон, плиты перекрытия), начиная с 20-х годов XX века. Клейма кирпичей в фундаментах здания и внешний вид северного и южного фасадов свидетельствуют о глубокой реконструкции и ренновации здания во всю продолжительность советского периода истории. Всё внутреннее убранство в настоящее время представляют собой типичное советское административно-бытовое помещение, полностью завершённое к 1989 году. Перекрытия между первым и вторым этажом деревянные на двутавровых металлических конструкциях. Состояние аварийное. Перекрытия подвального помещения в восточной части здания представляют собой частично современные плиты, частично сводчатые потолки на основе железнодорожных рельс более ранних периодов. Перекрытия подвалов западного крыла — современные строительные материалы. Лестница между первым и вторым этажом — типовая железобетонная конструкция советского периода. Входы в подвалы пробиты в советское время. В 80-х облагорожены входы (один с восточного торца здания, второй в нынешнем центральном входе с севера здания). Подвалы сухие, чему в большой степени способствует расположение усадьбы на холме, относительно остальной деревни. Крыша здания в сильно аварийном состоянии. Видимые печные трубы на крыше в полуразрушенном состоянии (сохранялись в нормальном состоянии до 2010 года), внутри дома печные дымоходы отсутствуют. В начале 90-х на первом этаже в западном крыле дома был организован банный комплекс с бассейном, относительно большой парной-сауной и большой комнатой отдыха.
Последний капитальный ремонт здания произведён в 1988 году. Смета составила 30.453 советских рубля.

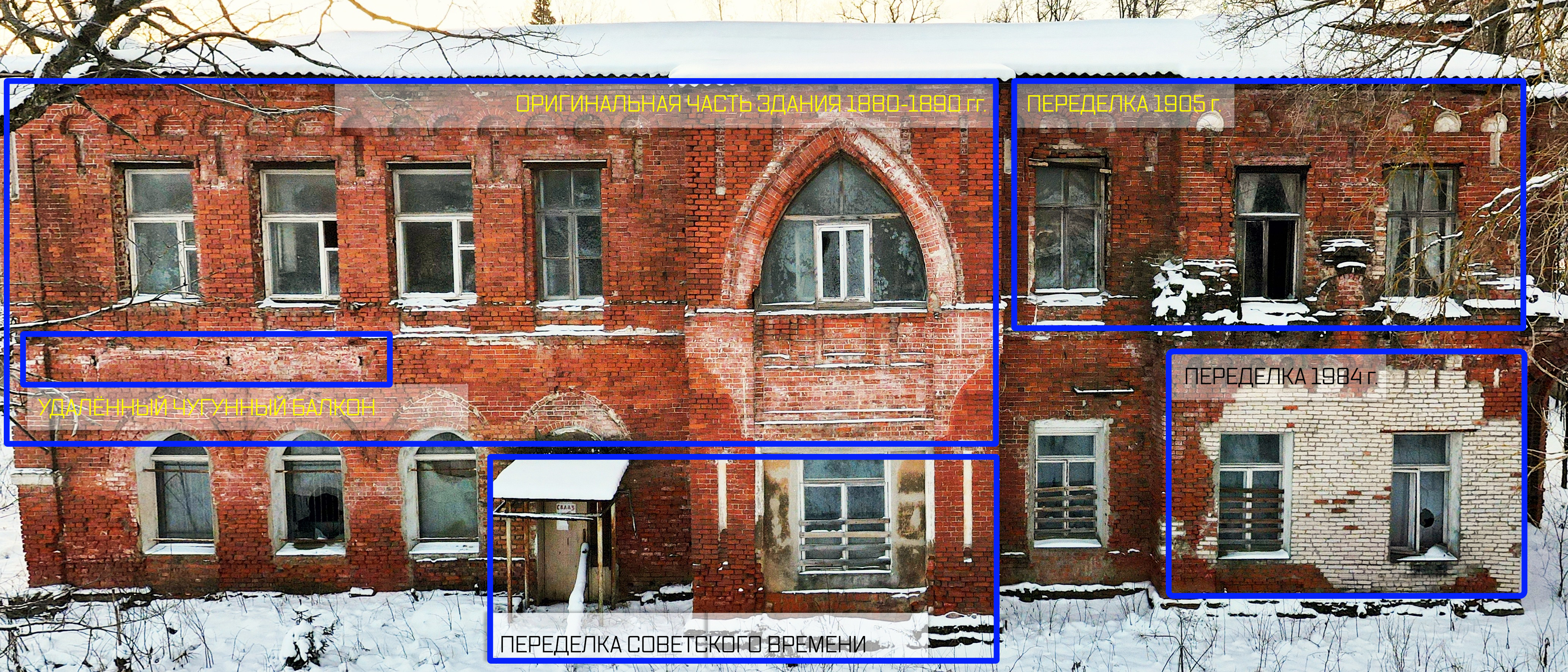
Следы разных эпох на северном фасаде главного усадебного дома в Землино

В советское время хозяйственное управление Министерства цветной металлургии, которому принадлежала и усадьба, и пионерский лагерь «Мирный» (ныне закрытый дом отдыха «Мирный»), осуществляло поддержание территории усадьбы, парка, пруда и дорог до ж/д платформы «Партизанская» в надлежащем виде. Многие жители Старого и Нового Землино работали в структурах этого управления.
В настоящее время (2021 год) территория обнесена бетонным забором. Посещение территории и здания усадьбы невозможно.
Единственный прямой наследник В. П. Смирнова, его родной сын Владимир Владимирович, остался в Советском Союзе. Был репрессирован, 5 лет провёл в лагерях НКВД. Освободившись из лагерей, продолжил учёную карьеру и преподавательскую деятельность. В имении «Шелковка» никогда больше не появлялся из-за боязни быть узнанным и по доносу снова отправиться в тюрьму.

### Бывший пионерлагерь «Чайка»
Один из заброшенных в настоящее время советских пионерских лагерей. Пионерский лагерь «Чайка» был построен для отдыха детей работников Краснопресненского сахарорафинадного завода им. Мантулина.
Площадь объекта составляет около 171 600 м².
Вся территория была разделена на три участка: ясельную (западная часть пионерского лагеря; не сохранилась), центральную (жилую; не сохранилась, до настоящего времени уцелел парк), служебную территорию. Около жилой части был разбит сквер, где были посажены лиственницы (до настоящего времени сохранилась Пионерская аллея с высаженными лиственницами), тополя и другие деревья. В парке были установлены скульптуры из железобетона. Общее количество скульптур — около 15. До начала 2010-х годов в парке оставалось только три памятника: Зое Космодемьянской (на Пионерской аллее), пионеру и пионерке (практически не сохранился; расположен в центральной части парка) и пионеру (сохранилась половина памятника; располагался в западной части парка). В декабре 2014 года перед подготовкой к рубке «Главной новогодней ели страны» территорию вокруг бывшего пионерлагеря зачистили, чтобы не портить картинку для телевизионщиков. Все скульптуры были уничтожены, а их остатки вывезены в качестве строительного мусора.
В северной части территории лагеря был вырыт пруд квадратной формы (по легенде - самими пионерами) с каналом, соединяющим его с речкой. На его южном берегу был организован пляж для  купания. Известно нескольких названий пруда: Пионерский (по принадлежности к лагерю), Сахарный (по принадлежности лагеря к шефской организации), а также Занинский (в честь заведующего подсобным хозяйством при п/л "Чайка" Александра Занина).
|                              |                                |                                                                                   |
| Пионерская аллея п/л «Чайка» | Будка киномеханика п/л «Чайка» | Гипсовый памятник Зое Космодемьянской на территории бывшего п/л «Чайка» в 2005 г. |

В восточной части располагались спортивные и игровые площадки, разобранные до конца в начале 2000-х гг. В комплекс входило футбольное поле, обсаженное берёзами. В настоящее время данное место используется как точка для пикника. Неподалёку от Лесной ул. СНТ «Дворики» (на границе пионерского лагеря) располагается сохранившееся кирпичное здание будки киномеханика. До 2010-х гг. в здании оставались стеллажи под киноплёнки. Здание находится в аварийном состоянии.

### Троллейбус ЗиУ-682В № 8034
На территории заброшенной лесопилки, возле старого усадебного дома стоит троллейбус ЗиУ-682В 1979 года выпуска. Посетители усадьбы с недоумением отмечают факт его присутствия в этом месте. Кузов троллейбуса безжалостно переделан. Списанный троллейбус был вероятно пригнан из Москвы в 90-е годы и превращён в склад-мастерскую.
Машина работала с 1982 по 1990 гг. в 5 троллейбусном парке (цвет красный, номер 8034), с 1990 по 1993 — в 8 троллейбусном парке (цвет синий, номер 8016). В 1993 году был списан и некоторое время простаивал на территории троллейбусного парка.

## Связь

### Теле- и радиовещание
Уверенный приём телеканалов от ТТЦ «Останкино» и «Петербург — 5 канал». Усиление радиоволн осуществляет Дороховский радиоретранслятор, расположенный рядом с Дорохово в быв. деревне Кузовлёво. В Землине осуществляется эфирное вещание 7 аналоговых, 8 цифровых телеканалов и 27 радиоканалов. В населённом пункте отсутствует кабельное вещание.

## Фотоальбом

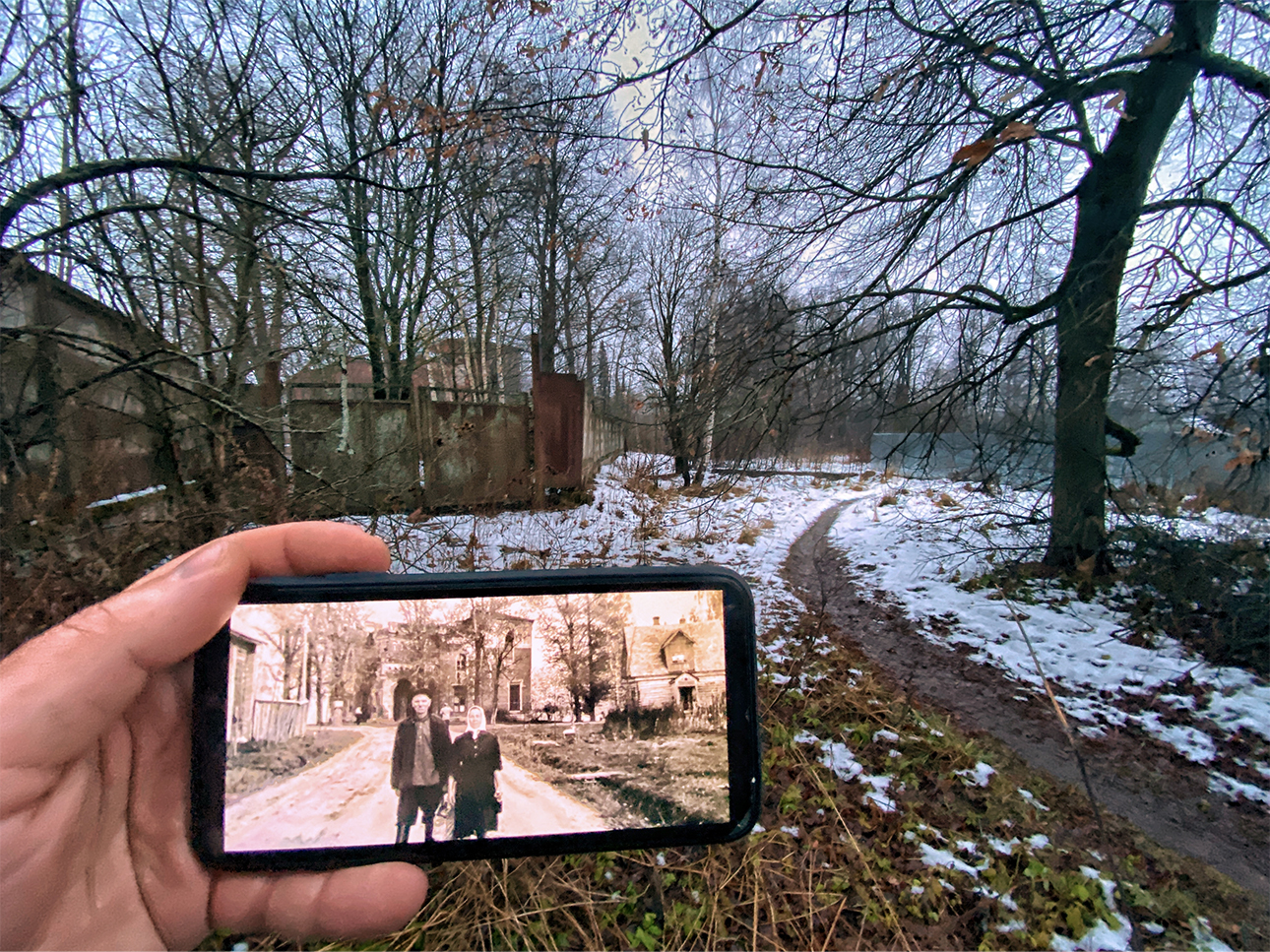
Семейная пара в 1950-1960 гг. идёт из местного магазина. Совмещение с ситуацией в 2020 г.
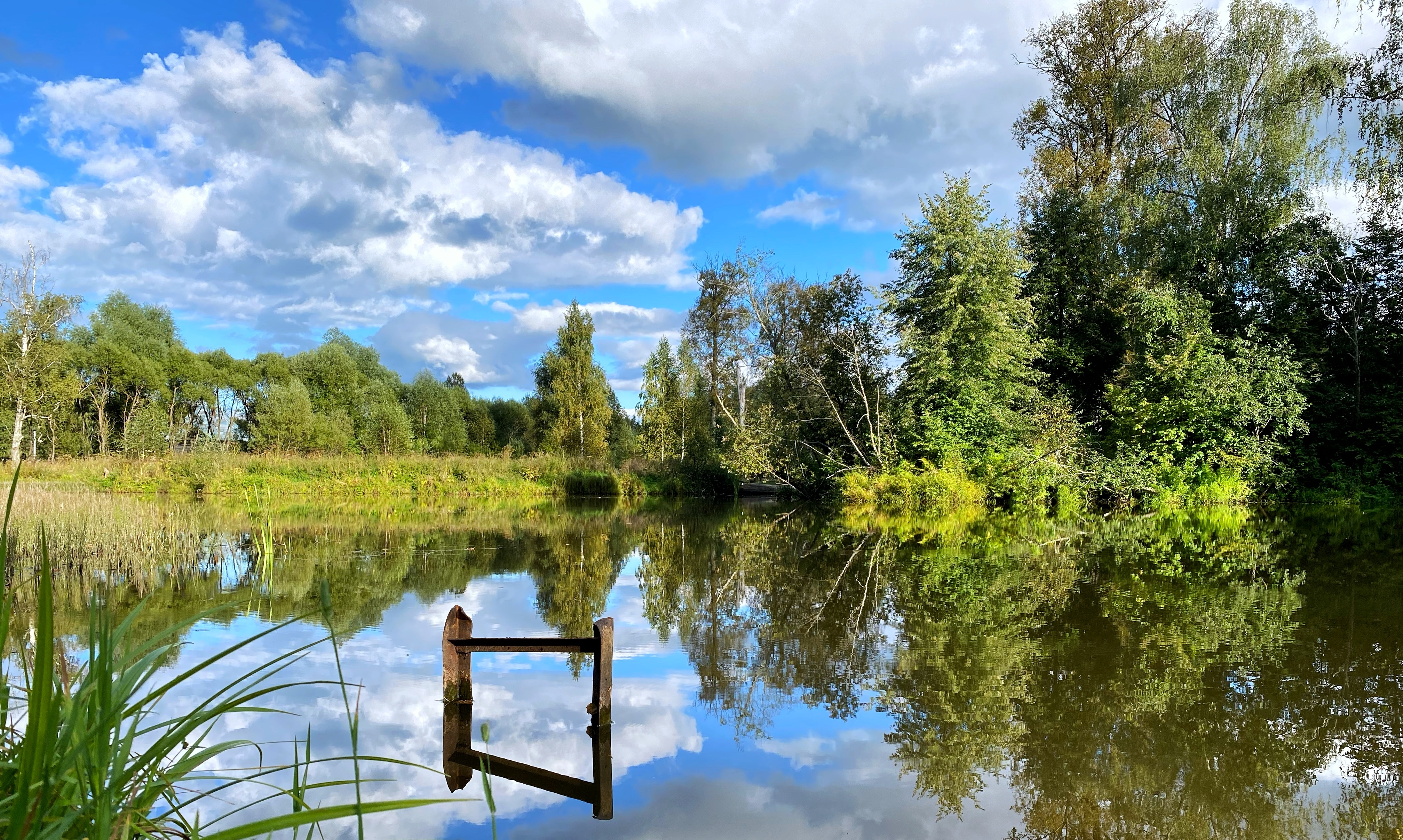
Барский пруд в Землино (2020)
Дорожный знак "Землино" при въезде в деревню (2020)
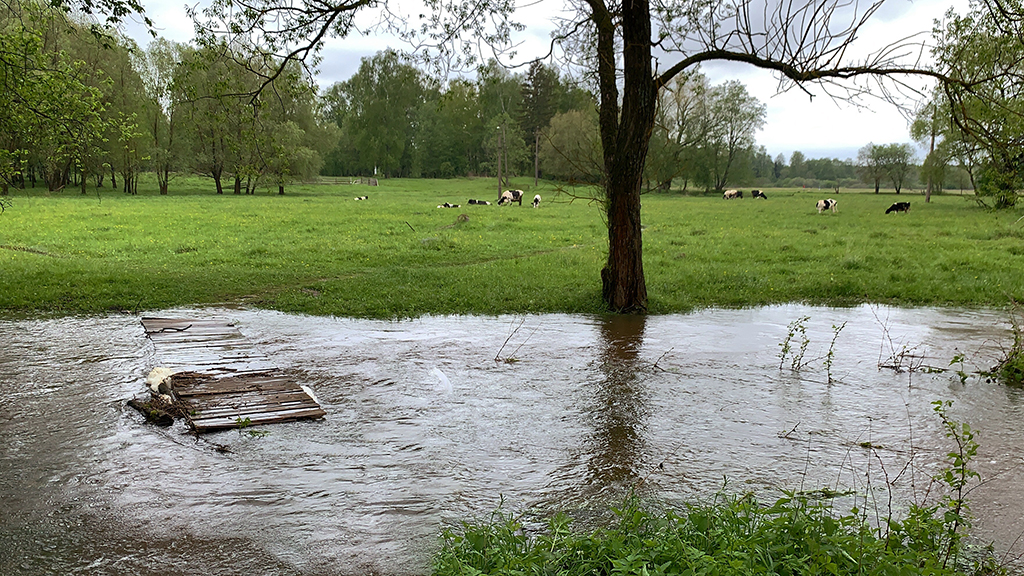
Речка Зуевка вышла из берегов 30 мая 2020 г.
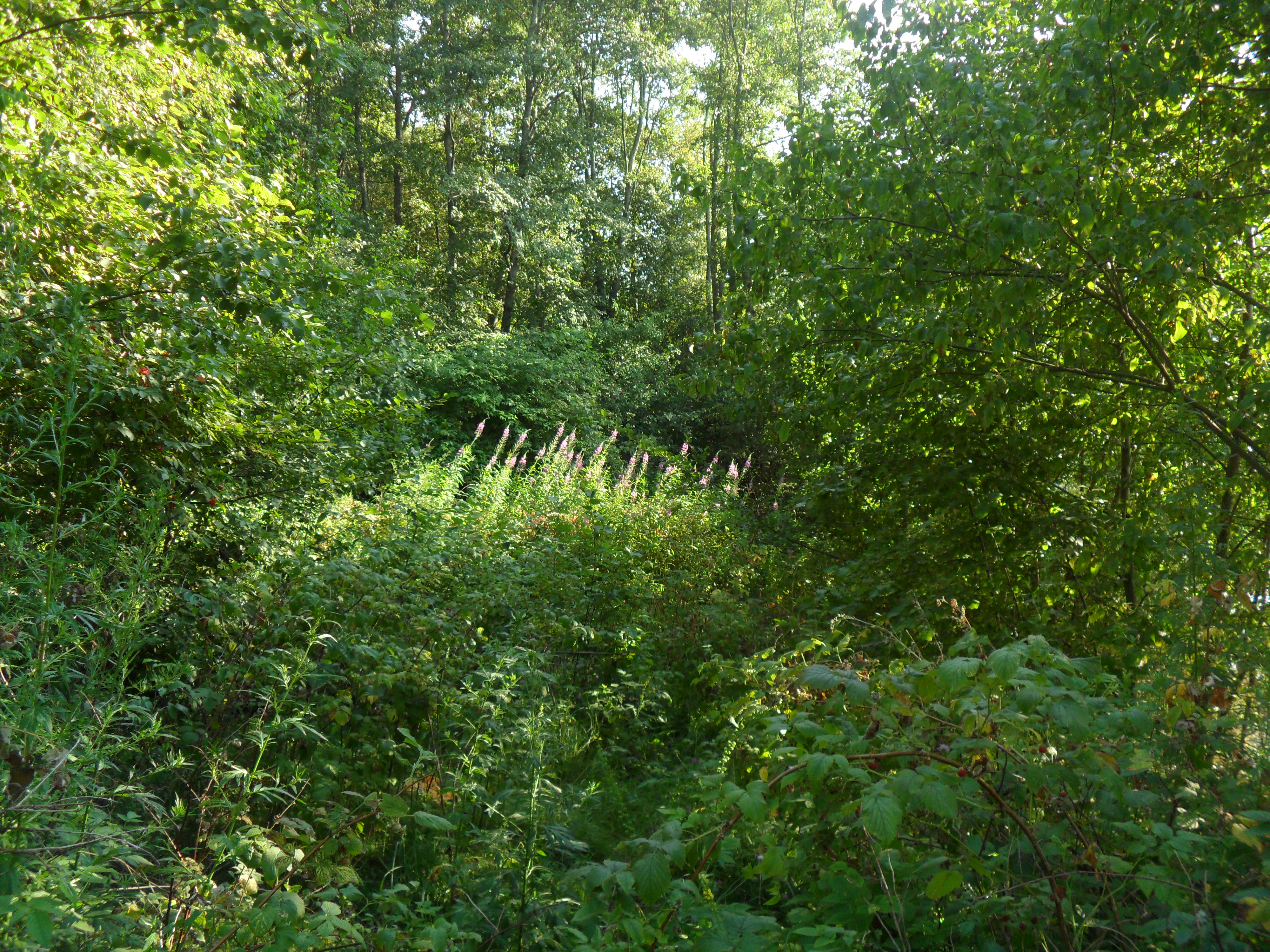
Лесные заросли
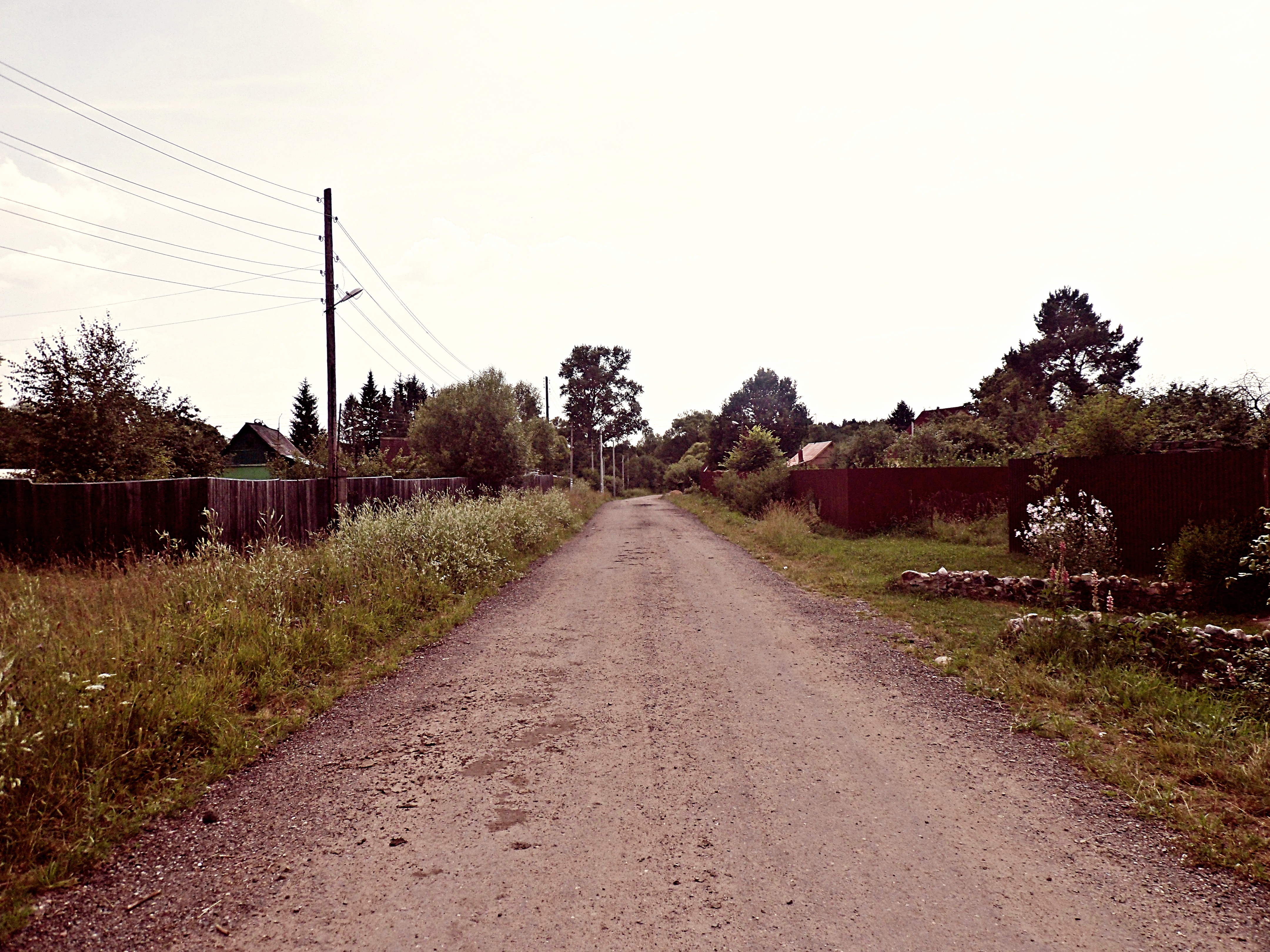
Молодёжная улица в Землино
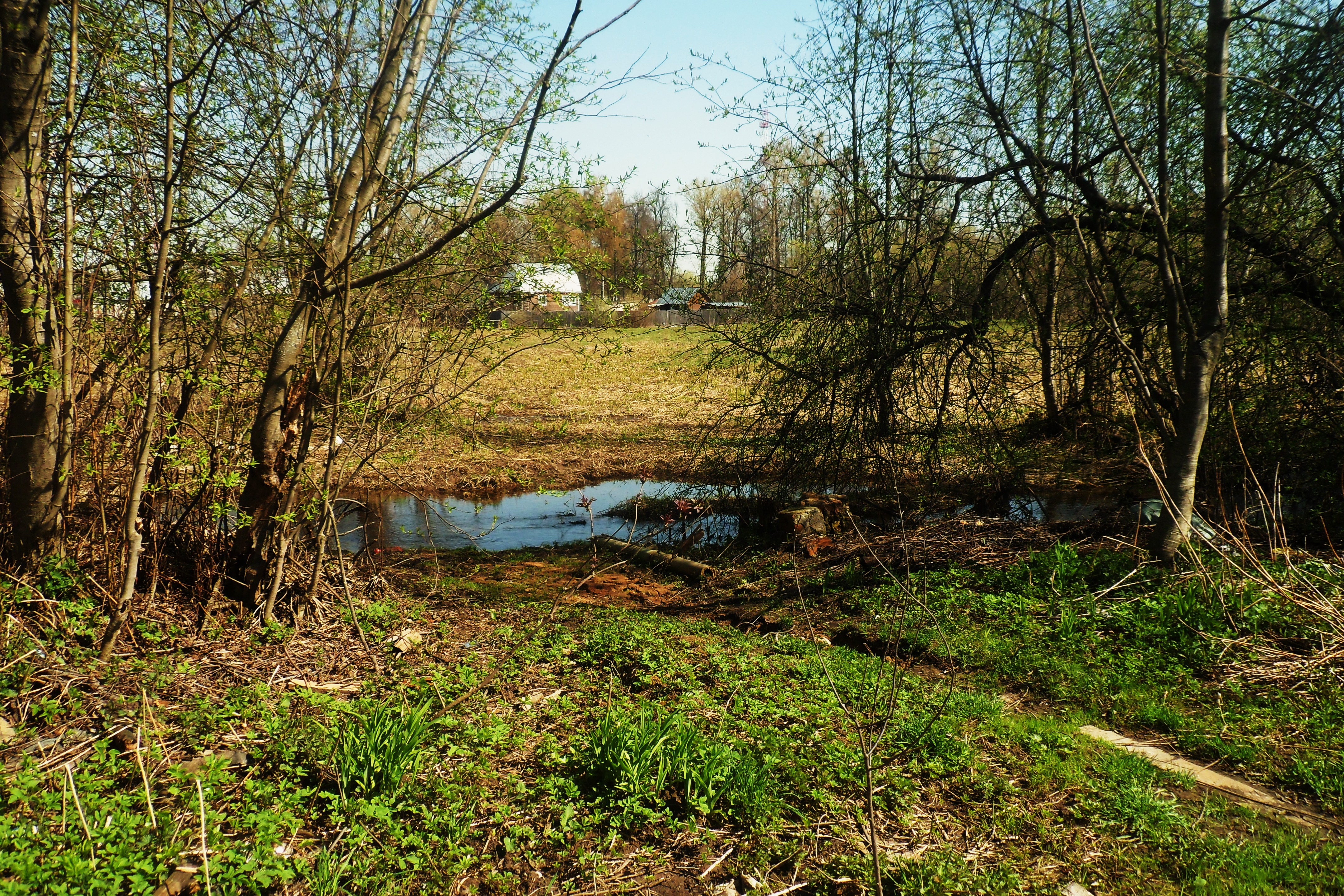
Река Зуёвка у границы старого Землино (вид от СНТ "Дворики")
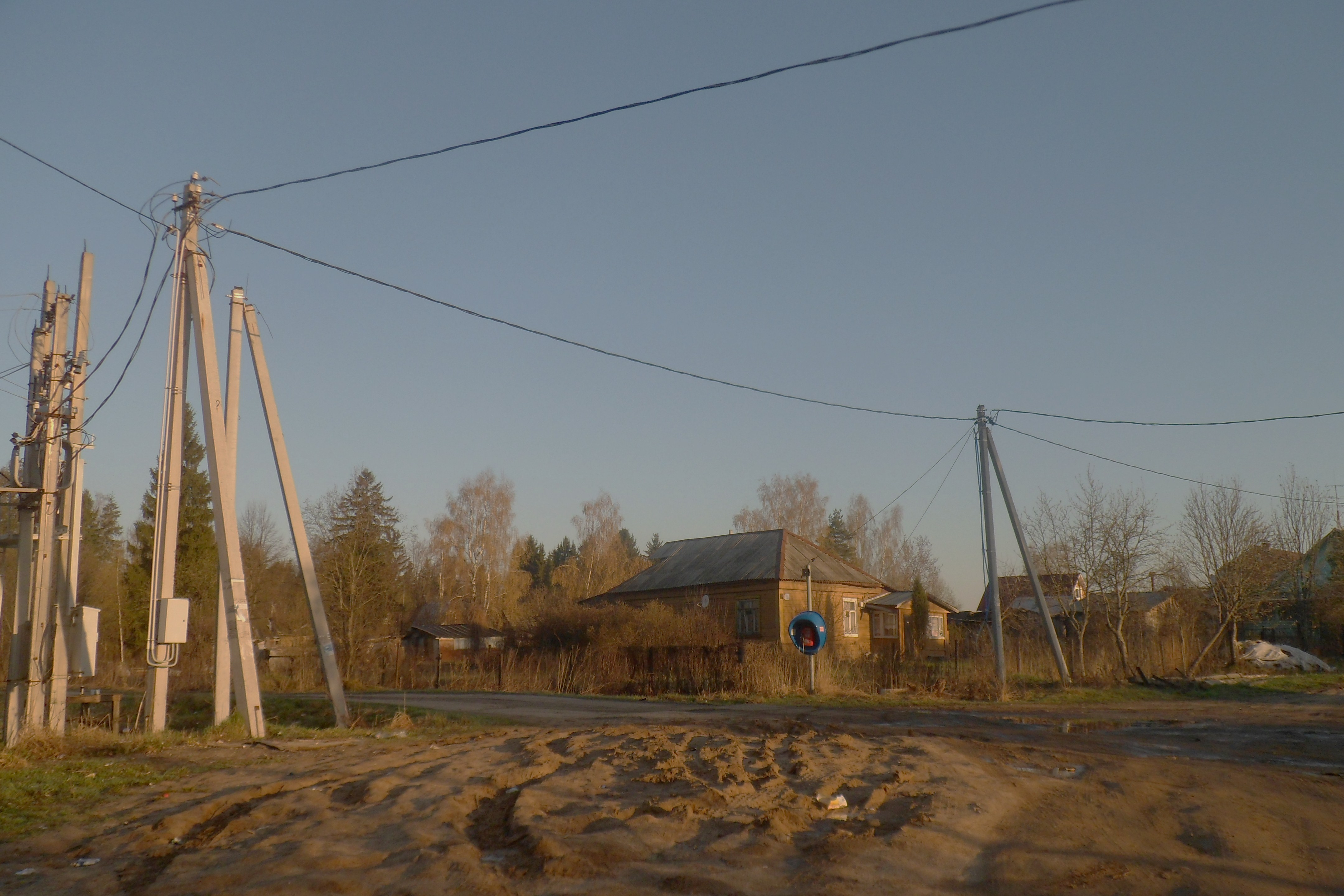
Центральная улица в Землино (Новое Землино)

### Сноски
1. ↑  Подразумеваются садовые участки, приписанные к улицам Зуевка (западнее центральной части деревни Землино).
2. ↑  Зимой—весной 2013 г. воронки были засыпаны в ходе плановой «санитарной» вырубки лесного массива между СНТ «Ольха» и подсобным хозяйством «Дворики».
3. ↑  По документации на 2013 г. поля (расположенные западнее деревни Землино) закреплены за подсобным хозяйством «Дворики».
4. ↑  Граница Землина проходит по восточной части Нового Землина, так как Новое Землино с 2010-х годов входит в состав деревни Землино.
5. ↑  Новое Землино построено в послевоенные годы, так как во время Великой Отечественной войны деревня Землино сильно пострадала от военных действий.
6. ↑  В Новом Землине проходит другая Центральная улица (от площади перед главным входом на территорию ДО «Мирный» до Лесной ул. (в северной части Нового Землина)).